# Đế quốc La Mã
Đế quốc La Mã hay Đế quốc Rôma (tiếng Latinh: Imperium Romanum [ɪmˈpɛri.ũː roːˈmaːnũː]; tiếng Hy Lạp cổ: Βασιλεία τῶν Ῥωμαίων, n.đ. 'Basileía tôn Rhōmaíōn') là giai đoạn tiếp nối Cộng hòa La Mã cổ đại. Chính thể Đế chế La Mã, được cai trị bởi các quân chủ gọi là hoàng đế La Mã, thống lĩnh các vùng đất rộng lớn bao quanh Địa Trung Hải ở châu Âu, Bắc Phi, và Tây Á. Kể từ khi Caesar Augustus đăng cơ cho tới thời kỳ loạn lạc vào thế kỷ thứ 3, La Mã theo chế độ Nguyên thủ một hoàng đế, đóng đô ở Rôma, lấy Italia làm đất mẫu với nhiều tỉnh phụ thuộc. La Mã về sau được cai trị bởi nhiều hoàng đế, san sẻ quyền lực để kiểm soát hiệu quả hơn cực đông và cực tây Đế quốc. Thành Rôma vẫn là kinh đô trên danh nghĩa của cả hai nửa cho tới năm 476, thời điểm mà phù hiệu đế chế được gửi tới Constantinopolis sau khi Ravenna rơi vào tay các tộc rợ Giécmanh. Việc thụ nhận đạo Kitô như là quốc giáo của La Mã vào năm 380 và sự thất thủ của Tây La Mã trước các cuộc xâm lấn của các vương quốc Giécmanh được lấy làm mốc đánh dấu cho sự chấm dứt của thời kỳ cổ đại Hy-La và sự khởi đầu của thời kỳ Trung cổ ở phương Tây. Cũng do những sự kiện ấy, cộng với quá trình Hy Lạp hóa dần dần các tỉnh phía đông, giới sử học đã đặt tên riêng cho nhà nước La Mã kế tục còn sót lại ở phía đông là Đế quốc Byzantine.
Nhà nước tiền thân của Đế quốc La Mã, tức Cộng hòa La Mã, trở nên cực kỳ bất ổn sau các xung đột nội bộ triền miên, không có hồi kết. Giữa thể kỷ thứ nhất TCN, Julius Caesar được bổ nhiệm làm dictator perpetuo ("độc tài vĩnh viễn"), sau bị mưu sát vào năm 44 TCN bởi nhiều kẻ bất mãn với chế độ do Caesar bày ra. Các cuộc nội chiến và xung đột tiếp diễn, rốt cuộc dẫn đến chiến thắng của Octavian trước Mark Antony và Cleopatra tại trận Actium vào năm 31 TCN. Ngay năm sau, Octavian chinh phục Vương quốc Ptolemaios ở Hy Lạp, chấm dứt thời kỳ Hy Lạp hóa vốn bắt nguồn từ những cuộc thảo phạt của Alexandros vào khoảng thế kỷ thứ 4 TCN. Thế lực của Octavian trở nên quá đỗi lớn mạnh, khiến viện nguyên lão đành ban cho ông quyền lực tuyệt đối kèm danh hiệu mới là Augustus, bản chất là đã biến ông thành vị hoàng đế đầu tiên của La Mã. Lãnh thổ rộng lớn của La Mã đời Augustus được phân chia thành các tỉnh nguyên lão và các tỉnh đế chế, với Italia vẫn là trung tâm hành chính của toàn thể đế quốc.
Hai thế kỷ đầu của Đế quốc La Mã chứng kiến một sự thịnh vượng và ổn định chưa từng có tiền lệ, thường được gọi là thời kỳ Pax Romana (n.đ. 'Thái bình La Mã'). Lãnh thổ La Mã đạt cực thịnh dưới đời Traianus (98–117); tuy nhiên không lâu sau, dấu hiệu của một giai đoạn rối ren đã nhen nhóm từ đời Commodus (177–192). Vào thế kỷ thứ 3 CN, La Mã lâm vào một cuộc khủng hoảng mang tính quyết định sự tồn vong của chính nó, khi các lãnh thổ như Gallia và Palmyra lần lượt tuyên bố độc lập và ly khai khỏi Đế quốc. Đồng thời, hàng loạt các hoàng đế tự xưng, hầu hết xuất thân từ nhà binh, thay phiên nhau lãnh đạo Đế quốc. Để bình định xã tắc, Diocletianus đã cho lập hai triều đình riêng biệt ở Đông phần Hy Lạp và ở Tây phần La Mã vào năm 286; đạo Kitô trở nên lớn mạnh nhờ việc ban hành Chỉ dụ Milan vào năm 313. Ít lâu sau, Giai đoạn Di cư diễn ra, bao gồm các cuộc xâm lăng của người Giécmanh và các toán quân Hung của Attila, quá trình mà đã khiến Đế quốc Tây La Mã bị suy yếu trầm trọng. Sau sự kiện thành Ravenna rơi vào tay tộc rợ Heruli và Romulus Augustus bị phế truất bởi Odoacer vào năm 476, Đế quốc Tây La Mã rốt cuộc bị tiêu diệt; hoàng đế Đông La Mã Zeno tuyên bố bãi bỏ nhà nước phía Tây vào năm 480. Tuy vậy, Đế quốc Đông La Mã vẫn bền bỉ sống sót trong vòng 1 thiên niên kỷ tiếp, cho tới sự kiện quân Turk Ottoman của Mehmed II hạ thành Constantinople vào năm 1453.
Do phạm vi ảnh hưởng rộng lớn và sự tồn tại lâu dài của Đế quốc La Mã, thể chế và văn hóa của La Mã cổ đại đã có tầm ảnh hưởng sâu sắc và dai dẳng đối với sự phát triển của ngôn ngữ, tôn giáo, nghệ thuật, kiến trúc, văn học, triết học, pháp luật, và các hình thức chính phủ của các vùng lãnh thổ từng nằm dưới sự cai trị của nó. Tiếng Latinh của người La Mã đã phát sinh các ngôn ngữ Rôman về sau, trong khi tiếng Hy Lạp trung đại đã được Đông La Mã công nhận là ngôn ngữ chính thức của họ. Sự thụ nhận Kitô giáo của Đế quốc La Mã đã dẫn đến sự hình thành các vương quốc Kitô Trung cổ. Nghệ thuật Hy Lạp và La Mã cổ đại đã truyền cảm hứng bất tận cho thời kỳ Phục hưng Ý. Truyền thống kiến trúc của Roma đóng vai trò nền tảng cho các dòng kiến trúc như Romanesque, Phục hưng, Tân cổ điển, cũng như kiểu Hồi giáo. Sự mặc khải nền khoa học và kỹ thuật thời Hy-La (cũng là nền tảng cho khoa học Hồi giáo) ở Châu Âu thời Trung cổ đã dẫn đến khoa học Phục hưng và Cách mạng khoa học. Về mặt pháp quyền, bộ luật La Mã đã được kế thừa và phát huy bởi rất nhiều hệ thống pháp luật trên thế giới, chẳng hạn bộ luật Napoléon của Pháp. Ngoài ra, thể chế cộng hòa của Roma đã để lại một di sản sâu đậm, ảnh hưởng đến các nước cộng hòa thành bang ở Ý Trung cổ, cũng như nhà nước Hoa Kỳ ban đầu lập quốc và các nước cộng hòa dân chủ hiện đại.

## Lịch sử

### Quá độ từ Cộng hòa sang Đế chế

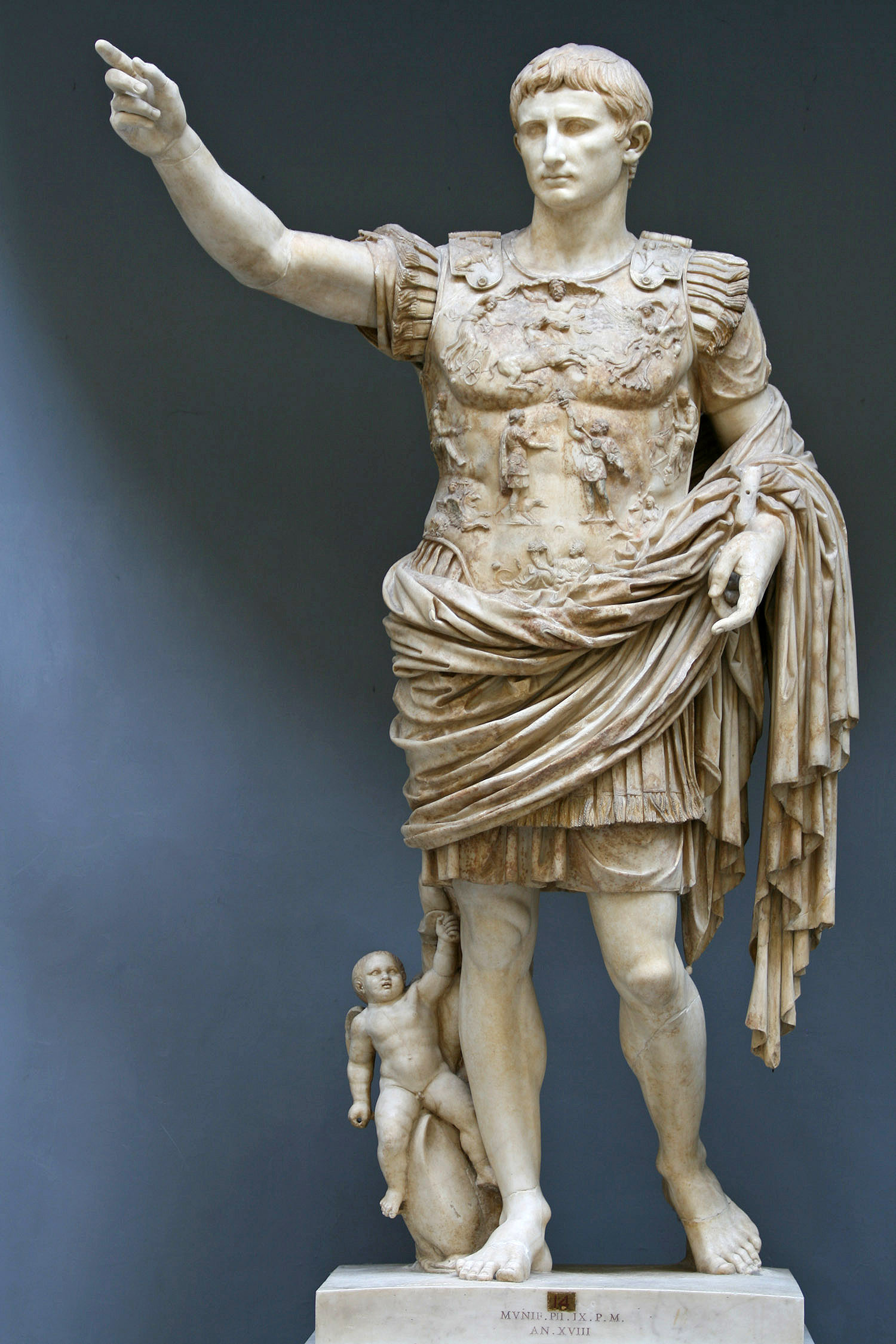
Pho tượng Augustus của Prima Porta miêu tả chân dung Caesar Augustus
(đầu thế kỷ thứ nhất)

Lãnh thổ Rôma bắt đầu khuếch trướng ít lâu sau sự sáng lập của Cộng hòa La Mã vào thể kỷ thứ 6 TCN, song vẫn chưa thoát khỏi phạm vi bán đảo Ý tới tận thế kỷ thứ 3 TCN. Thời đó, nó đã sẵn là một "đế quốc" (tức là một nước mạnh) từ lâu trước cả khi có hoàng đế. Cộng hòa La Mã không phải là một quốc gia-dân tộc theo nghĩa hiện đại, mà thực chất là một mạng lưới các thị trấn tự trị (tùy theo nhiều mức độ khác nhau đối với Viện nguyên lão La Mã) và các quận tỉnh được điều hành bởi các tướng lĩnh quân đội. Nền Cộng hòa được cai trị, không bởi các hoàng đế, mà bởi các pháp quan được tuyển cử thường niên (trên hết là các quan chấp chính La Mã) kết hợp với quyền giám sát từ Viện nguyên lão. Bởi nhiều nguyên cớ khác nhau, các cuộc biến loạn quân sự và chính trị ở La Mã diễn ra rất thường xuyên vào thế kỷ thứ nhất TCN, giúp mở đường đến thể chế hoàng đế về sau. Quyền hạn quân sự của quan chấp chính được thể hiện bằng khái niệm pháp lý La Mã imperium, nghĩa đen là "chỉ huy". Đôi khi, nếu quan chấp chính lập công lớn thì được tôn vinh bằng danh hiệu imperator (vị chỉ huy). Đây chính là gốc gác của từ emperor (và empire) trong tiếng Anh, bắt nguồn từ việc danh hiệu này (cùng nhiều danh hiệu khác) được ban cho các các hoàng đế La Mã thế hệ đầu vào dịp họ đăng cơ.
Các xung đột nội bộ, các vụ mưu phản và các cuộc nội chiến diễn ra triền miên và tràn lan ở La Mã từ thế kỷ thứ 2 TCN trở đi, đồng thời với quá trình La Mã mở mang bờ cõi ra khỏi Italia. Cuối giai đoạn này, vào năm 44 TCN, Julius Caesar nhận chức quan độc tài trong một thời gian ngắn trước khi bị sát hại. Đám thủ phạm phản trắc bèn chạy trốn khỏi Roma, nhưng sau bị đánh bại ở Philippi bởi ba quân của Mark Antony và con trai nuôi của Caesar là Octavian vào năm 42 TCN. Sự chia cắt đế quốc giữa Antony và Octavian không tồn tại được bấy lâu, căng thẳng leo thang giữa hai nhà cai trị và rốt cuộc lên đến cao trào với chiến thằng quyết định của Octavian tại trận Actium trước Mark Antony và tình nhân Cleopatra vào năm 31 TCN, khép lại cuộc chiến cuối cùng của Cộng hòa La Mã. Năm 27 TCN, Viện nguyên lão và nhân dân La mã tấn phong Octavian là princeps ("đệ nhất công dân"), được trao quyền phó chấp chính imperium, cùng tước vị mới là Augustus ("người được tôn kính") – chính thức mở ra thời kỳ Nguyên thủ của Đế quốc La Mã (thường được tính từ năm 27 TCN - 284). Nền cộng hòa bấy giờ chỉ còn là tấm bình phong tồn tại trên danh nghĩa, ai ai cũng biết Augustus là người đứng sau nắm giữ mọi quyền hành tại Roma. Bởi lẽ xã tắc an bình và thịnh vượng nhờ tài trị nước của Augustus, ông được nhân dân hết mực yếu mến và được coi như một vị quân chủ trên thực tế chứ không chỉ trên danh nghĩa đơn thuần.

### Thái bình La Mã
Trong vòng 200 năm kể từ đời Augustus, La Mã bước vào giai đoạn phồn vinh kinh tế và ổn định chính trị chưa từng có tiền lệ, được gọi là Pax Romana ("Thái bình La Mã"). Các cuộc nổi loạn địa phương hi hữu nổ ra, song nếu xảy đến thì bị dập tắt một cách "tàn nhẫn và nhanh gọn". Triều đại Julio-Claudius do Augustus lập ra còn trải qua bốn đời hoàng đế nữa — Tiberius, Caligula, Claudius, và Nero — trước khi đứt đoạn vào năm 69 do sự biến Tứ Đế Niên. Vespasianus chiến thắng và sáng lập triều đại Flavius ngắn ngủi. Tiếp nối là triều đại Nerva–Antonine, nổi danh với "Ngũ Hiền Đế": Nerva, Traianus, Hadrianus, Antoninus Pius, và vị minh quân say mê triết học Marcus Aurelius.

### Tây phương sụp đổ và Đông phương kế tục

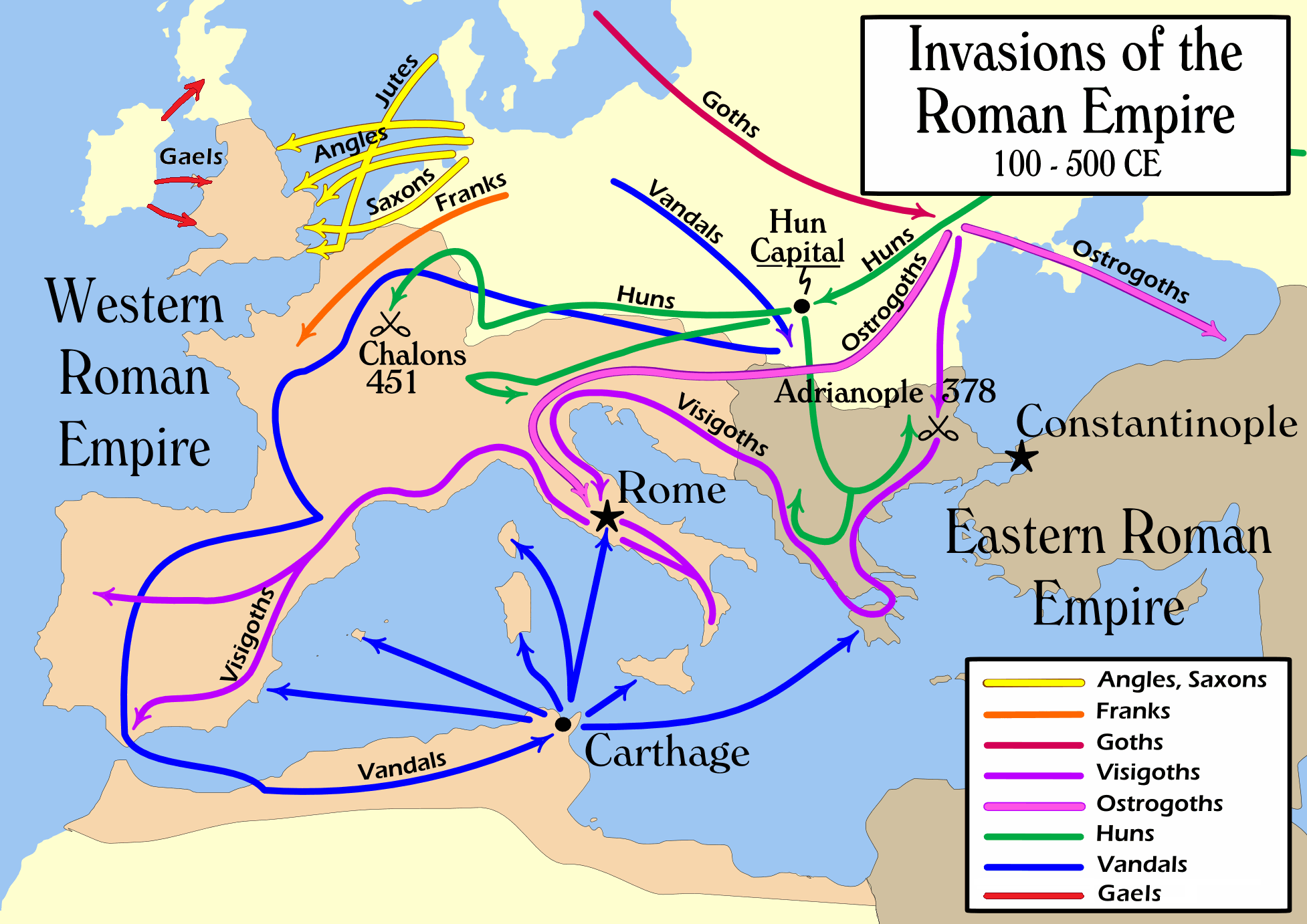
Các cuộc xâm lược của người rợ bao gồm các luồng di dân Giécmanh vào lãnh thổ La Mã. Mặc dù vùng biên cương phía bắc liên tục bị quấy nhiễu suốt chiều dài lịch sử của Đế quốc, thời đại di cư chính thức bắt đầu từ thế kỷ thứ 4 TCN và kéo dài nhiều thế kỷ. Trong thời kỳ ấy, phần phía tây được cai trị bởi các vị vua ngoại bang phương bắc, nổi bật trong số đó là Charlemagne. Về mặt lịch sử, sự kiện này đánh dấu sự chuyển tiếp từ Cổ đại Hy-La sang Trung cổ ở phương Tây.

Theo quan điểm của sử gia Hy Lạp, Dio Cassius, một sử gia đương thời, với việc hoàng đế Commodus lên kế vị vào năm 180 CN đã đánh dấu sự suy yếu "từ một vương quốc của vàng trở thành một vương quốc của gỉ và sắt" -bình luận nổi tiếng trên đã khiến một số nhà sử học, đặc biệt là Edward Gibbon coi triều đại của Commodus như là sự khởi đầu cho sự suy tàn của Đế quốc La Mã.
Năm 212, dưới thời trị vì của Caracalla, quyền công dân La Mã đã được ban cho tất cả các cư dân tự do của Đế quốc. Tuy nhiên, bất chấp điều này, triều đại Severus lại là một triều đại hỗn loạn-và các vị hoàng đế của triều đại này thường xuyên bị sát hại hoặc bị hành quyết-và tiếp sau sự sụp đổ của nó, đế quốc La Mã đã bị nhấn chìm bởi cuộc khủng hoảng của thế kỷ thứ ba, một thời kì của những cuộc xâm lược, nội chiến, suy thoái kinh tế, và bệnh dịch . Trong việc định rõ các thời kỳ lịch sử, cuộc khủng hoảng này đôi khi được xem như là cột mốc cho sự chuyển tiếp từ thời kì cổ đại sang thời kì Hậu cổ đại. Aurelianus (trị vì từ năm 270–275) đã cứu đế quốc thoát khỏi bờ vực sụp đổ và ổn định nó. Diocletianus (trị vì từ năm 284-305) đã hoàn tất việc khôi phục lại đế quốc, ông ta đã không chấp nhận vai trò Nguyên Thủ và thay vào đó đã trở thành vị hoàng đế đầu tiên thường xuyên được gọi là Dominus, "chủ nhân" hay " Chúa Tể". Triều đại của Diocletianus còn chứng kiến nỗ lực phối hợp chung lớn nhất của đế quốc chống lại mối đe dọa thấy rõ của Thiên Chúa giáo, "Cuộc Đại bức hại".
Diocletianus đã phân chia đế quốc thành bốn khu vực, mỗi khu vực lại được cai trị bởi một vị hoàng đế, chế độ này được gọi là Tứ đầu chế. Tin tưởng rằng mình đã khắc phục được những hỗn loạn mà đã gây khó khăn cho Rome, ông đã thoái vị cùng với vị đồng hoàng đế của mình, và chế độ Tứ đầu chế đã sụp đổ. Trật tự cuối cùng đã được Constantinus Đại đế khôi phục, ông ta đã trở thành vị hoàng đế đầu tiên cải sang đạo Thiên chúa, và là người đã thiết lập Constantinople là kinh đô mới của đế quốc phía Đông. Trong suốt những thập kỷ dưới các triều đại Constantinus và Valentinus, đế quốc được phân chia theo trục đông tây, với hai trung tâm quyền lực nằm tại Constantinople và Rome. Triều đại của Julianus, dưới sự ảnh hưởng từ vị cố vấn của ông là Mardonius, đã cố gắng khôi phục lại tôn giáo Hy Lạp hóa và La Mã cổ đại, điều này chỉ làm gián đoạn sự kế vị của các hoàng đế theo Thiên Chúa giáo trong một thời gian ngắn ngủi. Theodosius I, vị hoàng đế cuối cùng cai trị cả phía Đông và phía Tây, đã qua đời vào năm 395 CN sau khi biến Thiên Chúa giáo trở thành tôn giáo chính thức của đế quốc.

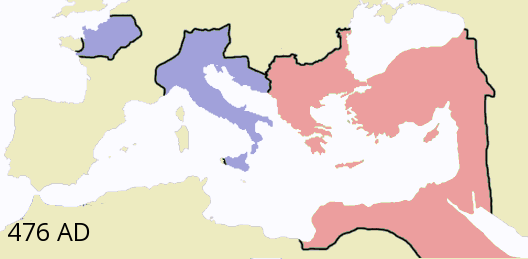
Đế quốc La Mã vào năm 476

Đế quốc Tây La Mã đã bắt đầu tan rã vào đầu thế kỷ thứ 5 CN khi các cuộc xâm lược và di dân của người German đã lấn át khả năng đồng hóa những người di dân và đánh đuổi những kẻ xâm lược của đế quốc. Người La Mã đã thành công trong việc đánh đuổi toàn bộ những kẻ xâm lược, nổi tiếng nhất trong số đó là Attila, dẫu vậy do đế quốc đã đồng hóa nhiều tộc người German không thực sự trung thành với Rome, điều này khiến cho nó bắt đầu tự hủy diệt chính mình. Hầu hết các biên niên sử xác định sự kết thúc của Đế quốc Tây La Mã là vào năm 476, khi Romulus Augustulus bị vị thủ lĩnh người German là Odoacer ép thoái vị. Bằng việc xưng thần với hoàng đế Đông La Mã, thay vì tự xưng là hoàng đế, Odoacer đã lật đổ đế quốc Tây La Mã bằng cách chấm dứt dòng dõi của các vị hoàng đế Tây La Mã.
Đế quốc ở phía Đông— thường được gọi là đế quốc Đông La Mã, nhưng được nhắc đến vào thời của nó như là đế quốc La Mã hoặc bằng nhiều tên gọi khác— đã có một số mệnh khác. Nó đã sống sót trong suốt gần một thiên niên kỷ sau sự sụp đổ của nửa phía Tây và trở thành vương quốc Thiên Chúa giáo ổn định nhất trong Thời kỳ Trung Cổ. Vào thế kỷ thứ 6 CN, Justinianus I đã tái chinh phục lại bán đảo Ý từ tay người Ostrogoth, Bắc Phi từ người Vandal, và miền Nam Tây Ban Nha từ người Visigoth. Nhưng chỉ trong vòng vài năm sau khi Justinianus qua đời, lãnh thổ nằm dưới sự kiểm soát của người Đông La Mã ở Ý đã phần lớn rơi vào tay của người Lombard, những người đã định cư ở bán đảo này. Ở phía Đông, một phần là hậu quả đến từ sự tàn phá của Đại dịch Justinianus, người La Mã đã bị đe dọa bởi sự trỗi dậy của đạo Hồi, những tín đồ của họ đã nhanh chóng chinh phục các vùng đất của Syria, Armenia và Ai Cập trong các cuộc chiến tranh Byzantine-Ả Rập, và sớm gây ra mối đe dọa trực tiếp đối với Constantinople. Trong thế kỷ tiếp theo, người Ả Rập cũng đã chiếm đóng miền Nam Ý và Sicily.

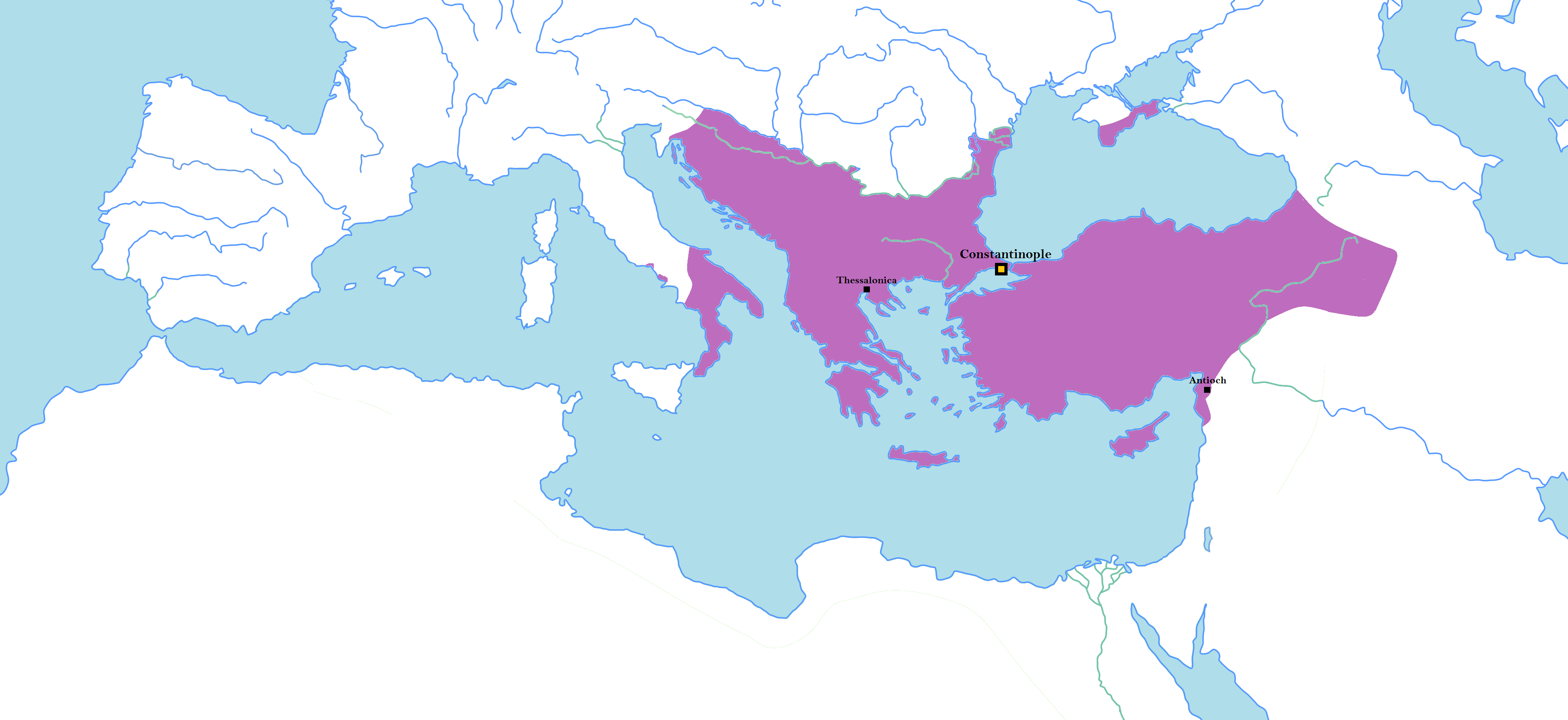
Đế quốc Đông La Mã (Byzantium) vào khoảng năm 1025

Tuy nhiên, người La Mã đã thành công trong việc ngăn cản sự bành trướng xa hơn nữa của đạo Hồi vào những vùng lãnh thổ của họ trong thế kỷ thứ 8, và bắt đầu từ thế kỷ thứ 9 họ đã tái khôi phục được phần nào những vùng đất đã bị mất. Năm 1000 CN, đế quốc Đông La Mã đã đạt tới đỉnh cao của nó: Basil II đã tái chinh phục lại Bulgaria và Armenia, văn hóa và thương mại đã hưng thịnh. Tuy vậy, ngay sau đó sự bành trướng đã bất ngờ bị chặn lại vào năm 1071 với thất bại của người Đông La Mã trong trận Manzikert. Hậu quả của trận chiến này đã khiến cho đế quốc trải qua một thời kỳ suy yếu ngắn. Hai thập kỷ xung đột nội bộ và các cuộc xâm lược của người Turk cuối cùng đã mở đường cho hoàng đế Alexios I Komnenos gửi một lời kêu gọi giúp đỡ tới các quốc gia Tây Âu vào năm 1095. Dưới thời kỳ phục hưng Komnenos, vương quốc đã khôi phục lại được sức mạnh của nó.
Năm 1204, những người tham gia vào cuộc Thập tự chinh thứ tư đã tiến hành cướp phá Constantinople. Cuộc chinh phạt Constantinople vào năm 1204 đã khiến cho những tàn dư của đế quốc tan rã thành những quốc gia kế thừa, người chiến thắng sau cùng là Nicaea. Sau khi quân đội đế quốc tái chiếm lại được Constantinople, đế quốc không khác gì một nhà nước Hy Lạp bị giới hạn ở bờ biển Aegea. Đế quốc Đông La Mã cuối cùng đã sụp đổ khi Mehmed II chinh phục Constantinople vào ngày 29 tháng 5 năm 1453.

## Địa lý và nhân khẩu

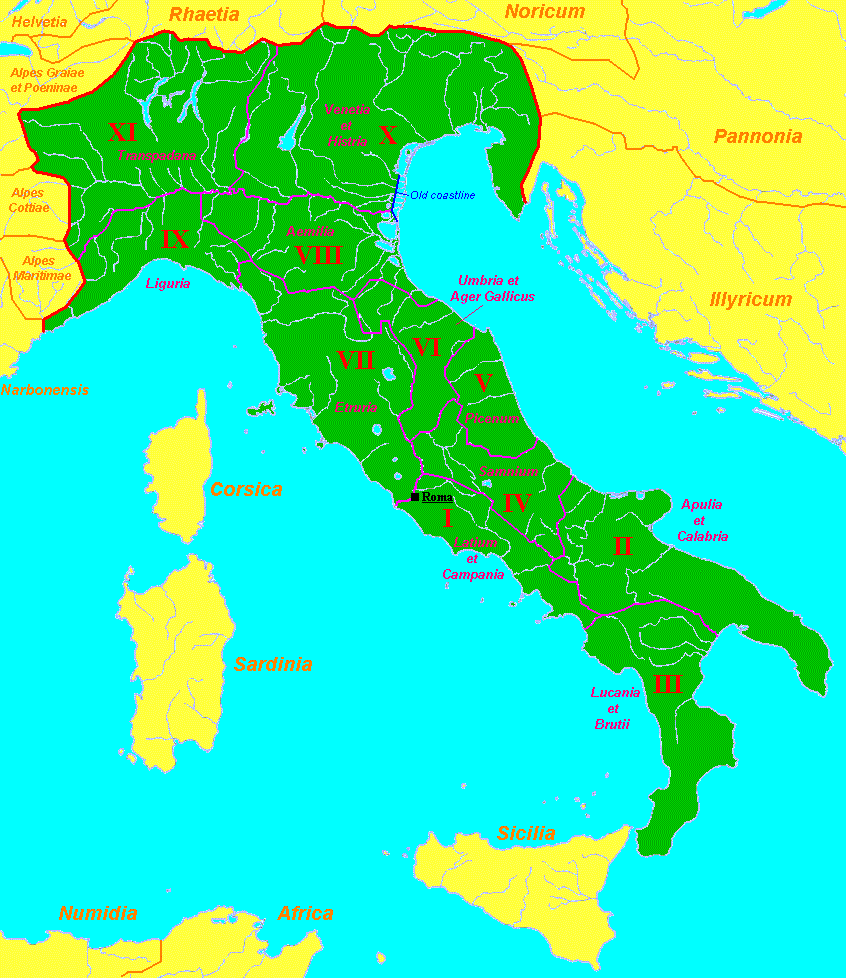
Ý được thiết lập bởi Augustus. Vì là quê hương của người La Mã và trung tâm của đế quốc, Ý đã là Domina (nữ hoàng) của các tỉnh, và được nhắc đến như là "rectrix mundi" ("kẻ cai trị thế giới", "chúa tể thế giới") và "omnium terrarum parens" ("quê hương của tất cả các vùng đất", "cội nguồn của mọi xứ sở").

Đế quốc La Mã là một trong những đế quốc lớn nhất trong lịch sử, với những vùng lãnh thổ tiếp giáp nhau khắp châu Âu, Bắc Phi và Trung Đông. Thành ngữ Latinh imperium sine fine ("đế quốc mà không có điểm kết thúc" ) nhằm nêu lên sự mộng tưởng rằng đế quốc không bị giới hạn về cả thời gian hay không gian. Trong bộ sử thi Aeneid của Virgil, sự vô hạn của đế quốc được nói là do vị thần Jupiter ban cho những người La Mã. Tuyên bố về sự thống trị thế giới này đã được tiếp tục nhắc đến và tồn tại cho đến khi Đế quốc nằm dưới sự thống trị của Kitô giáo vào thế kỷ thứ 4.
Ngoài việc sáp nhập thêm những vùng lãnh thổ rộng lớn trong tiến trình tạo dựng nên đế quốc của mình, người La Mã còn là những nhà điêu khắc cực lớn đối với môi trường của họ và là những người trực tiếp thay đổi địa lý. Ví dụ như, toàn bộ các cánh rừng đã bị đốn hạ để cung cấp đủ nguồn gỗ cho việc mở rộng đế quốc. Trong tác phẩm Critias của mình, Plato đã miêu tả sự phá rừng như sau: tại nơi trước kia từng là "một khu rừng dồi dào trên núi," lúc này đây ông ta chỉ có thể nhìn thấy "chỉ đơn thuần là khung xương của vùng đất."
Trong thực tế, sự bành trướng của người La Mã được thực hiện chủ yếu dưới thời Cộng hoà, dẫu vậy khu vực Bắc Âu chỉ được chinh phục vào thế kỷ 1, khi mà người La Mã đã củng cố quyền lực của họ ở châu Âu, châu Phi và châu Á. Dưới triều đại của Augustus, một "bản đồ toàn cầu của thế giới được biết đến" đã được trưng bày lần đầu tiên trước công chúng tại Rome, trùng khớp với bố cục của tác phẩm toàn diện nhất về địa lý chính trị mà vẫn còn tồn tại từ thời cổ đại, Geography của nhà văn người Hy Lạp gốc Pontos Strabo  Khi Augustus qua đời, tác phẩm ca ngợi về những thành tựu của ông (Res Gestae) đã mô tả những nét đặc trưng nổi bật theo danh mục về địa lý của các dân tộc và những nơi bên trong đế quốc. Địa lý, các cuộc điều tra dân số, và những văn thư ghi lại được lưu giữ một cách kĩ càng là những mối quan tâm chủ yếu của chính quyền đế quốc.

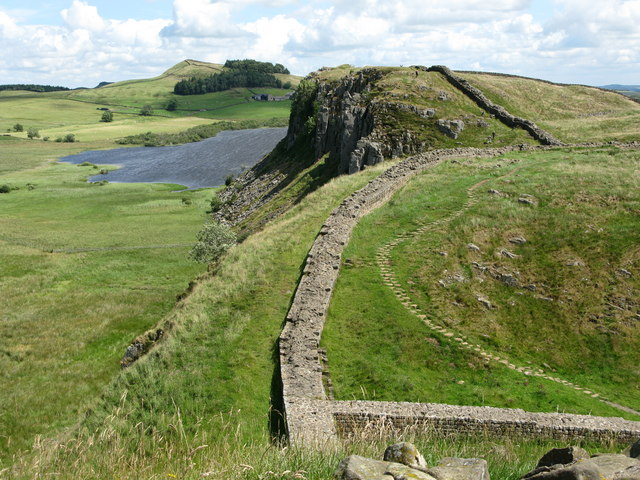
Một đoạn tàn tích của Trường thành Hadrian

Đế quốc đạt tới đỉnh cao về lãnh thổ của nó dưới thời Trajan (trị vì từ năm 98–117), trên một diện tích lên tới 5 triệu kilomet vuông. Ước tính dân số theo truyền thống là từ 55–60 triệu người được cho là khoảng từ một phần tư tới một phần sáu dân số thế giới điều này khiến cho nó trở thành quốc gia có dân cư lớn nhất và lớn hơn bất cứ thực thể chính trị thống nhất nào ở phương Tây cho đến giữa thế kỷ 19. Các nghiên cứu nhân khẩu học gần đây đã kết luận rằng dân số của nó vào lúc đỉnh điểm nằm trong khoảng từ 70 triệu tới hơn 100 triệu. Bất cứ thành phố nào trong số ba thành phố lớn nhất của đế quốc—Rome, Alexandria, và Antioch—gần như đều có kích thước gấp đôi bất kỳ thành phố châu Âu nào vào đầu thế kỷ 17.
Sử gia Christopher Kelly đã miêu tả nó:
Vào thời điểm đó đế quốc đã trải dài từ trường thành Hadrianus ở Miền Bắc nước Anh thấm đẫm mưa phùn tới bờ sông Euphrates đầy nắng ở Syria; từ hệ thống sông Rhine–Danube vĩ đại, mà len lỏi qua những vùng đất màu mỡ, bằng phẳng của châu Âu từ các vùng đất thấp tới biển Đen, tới những đồng bằng trù phú ở bờ biển Bắc Phi và rãnh nước tuơi tốt của thung lũng sông Nile ở Ai Cập. Đế quốc đã ôm trọn khu vực biển Địa Trung Hải ... được những người chinh phục của nó gọi là mare nostrum—'biển của chúng ta'.

Vị hoàng đế kế vị Trajanus, Hadrianus đã thông qua một chính sách duy trì thay vì mở rộng đế quốc. Các đường biên giới (fines) đã được đánh dấu, còn những phòng tuyến biên giới (limes) thì được tuần tra. Những khu vực biên giới được củng cố vững chắc nhất là nơi ổn định nhất. Trường thành Hadrianus mà đã ngăn cách thế giới La Mã khỏi những gì đã được coi là một mối đe dọa man rợ luôn hiện diện là công trình quan trọng nhất còn sót lại của nỗ lực này.

## Ngôn ngữ
Ngôn ngữ của người La Mã là tiếng Latin, nó đã được Virgil nhấn mạnh như là nguồn cội của sự thống nhất và truyền thống của người La Mã Cho đến tận thời của Alexander Severus (trị vì từ năm 222-235), giấy khai sinh và di chúc của công dân La Mã đều phải được viết bằng tiếng Latin. Tiếng Latin cũng còn là ngôn ngữ của các tòa án pháp định ở phía Tây và của quân đội trên khắp Đế quốc, nhưng lại không được áp dụng chính thức đối với những cư dân nằm dưới sự cai trị của người La Mã. Chính sách này tương phản với của Alexandros Đại đế, ông ta mong muốn biến tiếng Hy Lạp trở thành ngôn ngữ chính thức trên khắp đế quốc của mình. Như là một hệ quả từ các cuộc chinh phục của Alexandros, tiếng Hy Lạp Koine đã trở thành ngôn ngữ chung ở khu vực quanh phía đông Địa Trung Hải và ở Tiểu Á. "Biên giới ngôn ngữ" này đã phân chia đế quốc thành hai nửa với tiếng Latin ở Phía Tây và tiếng Hy Lạp ở Phía Đông thông qua bán đảo Balkan, tạo ra một hệ ngôn ngữ song song bên trong đế quốc La Mã.
Những người La Mã mà được nhận một nền giáo dục ưu tú, thì lại học tiếng Hy Lạp như là một ngôn ngữ thơ ca, và hầu hết những người thuộc chính quyền đều có thể nói tiếng Hy Lạp. Các vị hoàng đế của triều đại Julio-Claudius đã khuyến khích những tiêu chuẩn cao đối với tiếng Latin chuẩn (Latinitas), một trào lưu ngôn ngữ được đồng nhất theo những thuật ngữ hiện đại như là tiếng La tinh cổ điển, và ủng hộ việc sử dụng chính thức tiếng Latin trong các hoạt động kinh doanh. Hoàng đế Claudius đã cố gắng để hạn chế việc sử dụng tiếng Hy Lạp, và nhân dịp này ông đã cho thu hồi quyền công dân của những người ít sử dụng tiếng Latin, nhưng ngay cả trong Viện nguyên lão, ông chỉ cần sử dụng đến song ngữ riêng của mình trong những dịp phải tiếp kiến với những sứ thần biết nói tiếng Hy Lạp. Suetonius đã trích dẫn lời nói của ông khi đề cập đến "hai ngôn ngữ của chúng ta,"  và hoàng đế đã sử dụng hai viên thư ký hoàng gia, một dùng tiếng Hy Lạp và một là tiếng Latinh, để đề ngày tháng cho triều đại của ông.

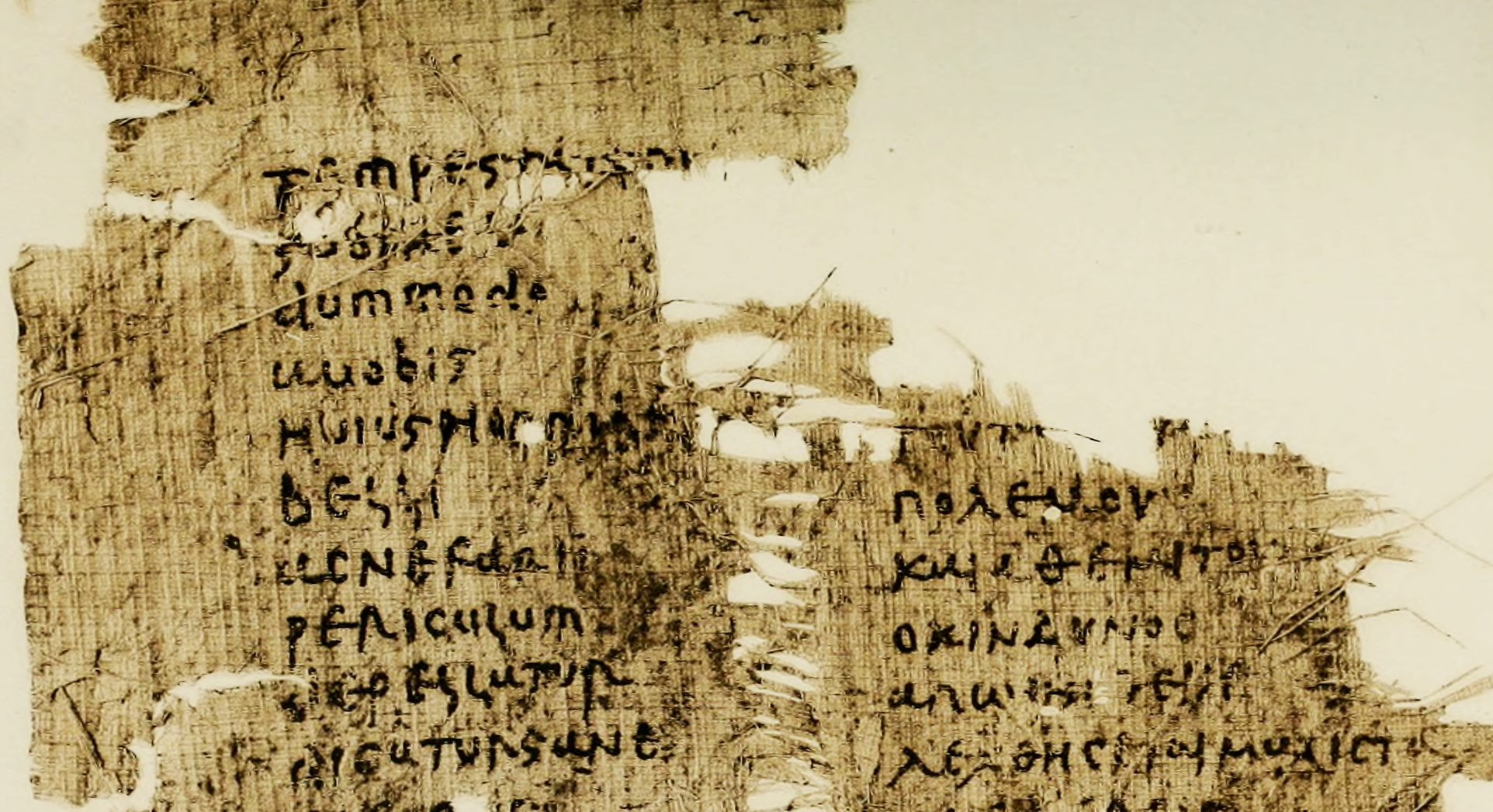
Tờ giấy papyrus thế kỉ thứ 5 cho thấy một đoạn trích từ một bài diễn văn của Cicero sử dụng song song cả tiếng Latinh và Hy Lạp

Ở phía Đông của đế chế, pháp luật và các văn bản chính thức thường xuyên được dịch sang tiếng Hy Lạp từ tiếng La tinh. Sự giao thoa hàng ngày của hai ngôn ngữ được thể hiện trong những câu văn viết bằng song ngữ, mà thậm chí đôi khi có sự chuyển đổi qua lại giữa tiếng Hy Lạp và Latinh. Sau khi tất cả các cư dân tự do của đế quốc được ban cho quyền công dân La Mã vào năm 212 CN, một số lượng lớn các công dân La Mã không biết nói tiếng Latinh, tuy vậy tiếng Latin vẫn là một dấu hiệu của "người La Mã."
Một trong những cải cách của hoàng đế Diocletianus (trị vì từ năm 284-305) đó là đã tìm cách khôi phục lại uy quyền của tiếng Latinh và thành ngữ tiếng Hy Lạp ἡ κρατοῦσα διάλεκτος (hẽ kratousa dialektos) là minh chứng cho việc duy trì địa vị của tiếng Latin là "ngôn ngữ của quyền lực". Học giả Libanius (thế kỷ thứ 4) coi tiếng Latinh như là nguyên nhân gây ra một sự suy giảm trong chất lượng của thuật hùng biện Hy Lạp Trong những năm đầu của thế kỷ thứ 6, hoàng đế Justinianus đã tiến hành một nỗ lực viển vông nhằm tái khẳng định địa vị của tiếng Latin như là ngôn ngữ của pháp luật, mặc dù vào thời của ông ta, tiếng Latin không còn giữ được sự thịnh hành như là một sinh ngữ ở phía Đông.

### Thổ ngữ và di sản ngôn ngữ

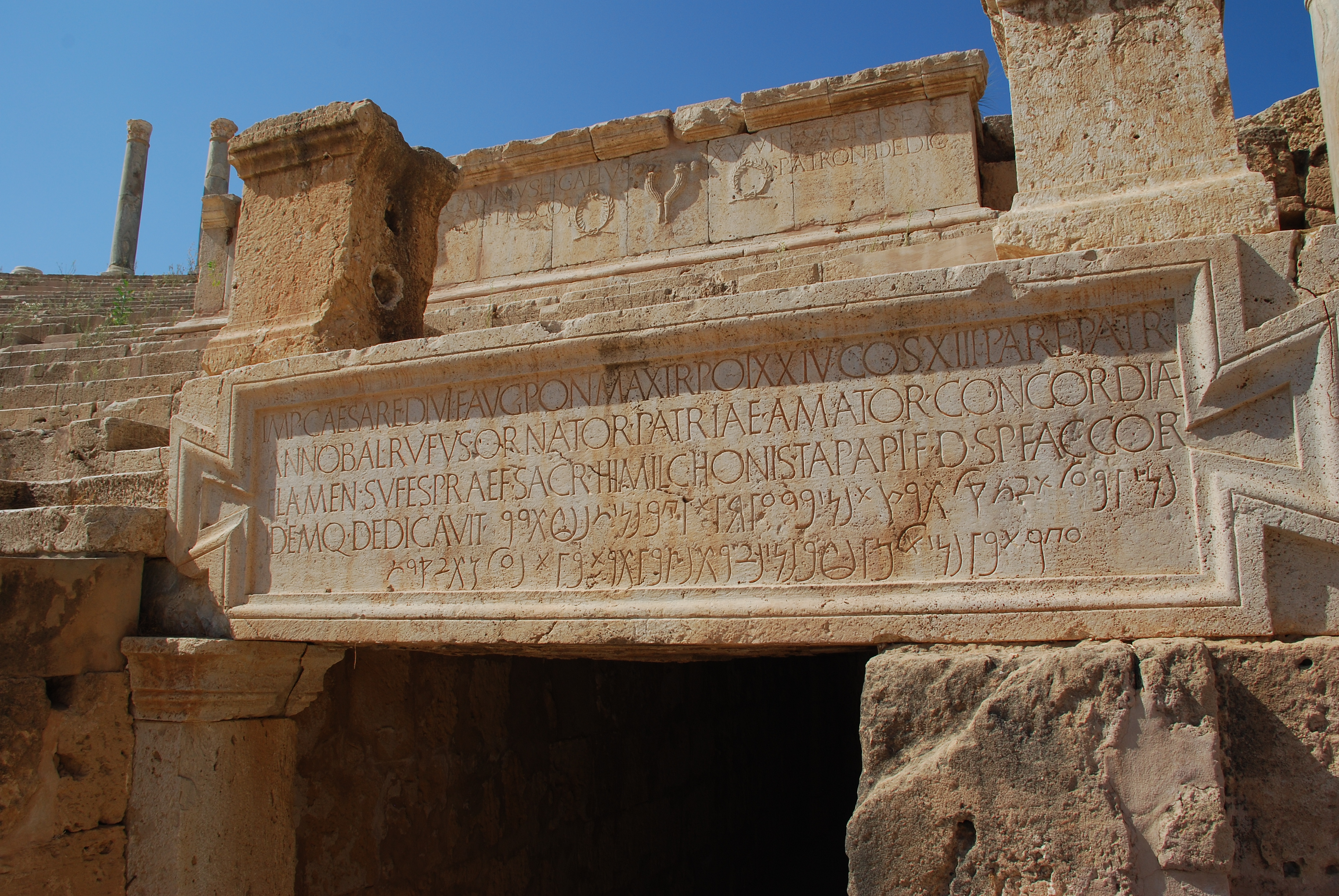
Chữ khắc bằng song ngữ Latinh-Punic tại một nhà hát ở Leptis Magna, Tỉnh châu Phi của La Mã (nay thuộc về Libya)

Các tài liệu tham khảo dành cho những người phiên dịch cho thấy các ngôn ngữ địa phương đã tiếp tục được sử dụng thay vì tiếng Hy Lạp và Latinh, đặc biệt là ở Ai Cập nơi mà tiếng Copt nổi trội hơn hẳn, và trong các môi trường quân sự dọc theo sông Rhine và Danube. Những luật gia La Mã cũng cho thấy một mối quan tâm đối với các ngôn ngữ địa phương như tiếng Punic, Gaul, và tiếng Aram trong việc đảm bảo sự hiểu biết chính xác cùng với việc áp dụng pháp luật và những lời thề. Ở hành tỉnh châu Phi, tiếng Libya-Berber và Punic đã được sử dụng cho những chữ khắc và câu ghi trên các đồng tiền xu dưới triều đại Tiberius (thế kỷ thứ 1 sau công nguyên). Các chữ khắc bằng tiếng Libya-Berber và Punic lần xuất hiện trên các tòa nhà công cộng vào thế kỷ thứ 2, một số song song cùng với tiếng Latinh. Ở Syria, những người lính Palmyra thậm chí đã sử dụng thổ ngữ Aram trong các câu khắc, một ngoại lệ đáng lưu ý bởi vì theo luật thì tiếng Latin là ngôn ngữ của quân đội.
Kho lưu trữ của Babatha là một ví dụ có tính gợi ý về sự đa ngôn ngữ trong đế quốc. Những cuộn giấy cói này được đặt tên theo tên của một người phụ nữ Do Thái ở tỉnh Arabia có niên đại từ năm 93 tới năm 132 CN, chúng chủ yếu sử dụng tiếng Aram, thổ ngữ, viết bằng các ký tự Hy Lạp cùng với ảnh hưởng của tiếng Semit và Latinh; tuy nhiên một đơn thỉnh cầu gửi tới vị tổng đốc La Mã lại được viết bằng tiếng Hy Lạp.
Địa vị thống trị của tiếng Latinh trong giới học giả tinh hoa có thể làm phai mờ tính liên tục của ngôn ngữ nói, bởi vì tất cả các nền văn hóa bên trong đế quốc La Mã chủ yếu là được truyền miệng. Ở phía Tây, tiếng Latinh, được sử dụng ở dạng nói của nó là tiếng Vulgar Latin, đã dần dần thay thế tiếng Celt và tiếng Ý mà vốn có liên quan tới nó thông qua việc cùng có chung nguồn gốc Ấn-Âu.Tương đồng trong cú pháp và từ vựng đã tạo thuận lợi cho việc chấp nhận và sử dụng tiếng Latinh. Sau giai đoạn phân chia quyền lực chính trị vào thời kì hậu cổ đại, tiếng Latin đã phát triển thành các nhánh khác nhau với tính chất cục bộ mà cuối cùng đã trở thành nhóm ngôn ngữ Rôman, chẳng hạn như tiếng Tây Ban Nha, Bồ Đào Nha, Pháp, Ý và Romania.
Vì là một ngôn ngữ quốc tế của tri thức và văn học, bản thân tiếng Latin vẫn tiếp tục là một phương tiện dùng trong các hoạt động ngoại giao và cho sự phát triển trí thức được đồng nhất với chủ nghĩa nhân văn thời Phục hưng cho đến tận thế kỷ 17, và đối với pháp luật và Giáo hội Công giáo Rôma cho đến ngày nay.
Mặc dù tiếng Hy Lạp tiếp tục là ngôn ngữ của Đế quốc Đông La Mã, sự phân bố ngôn ngữ ở phía Đông lại phức tạp hơn. Đa số những người nói tiếng Hy Lạp sống ở bán đảo Hy Lạp và các đảo, miền tây Tiểu Á, các thành phố lớn, và một số vùng ven biển. Giống như tiếng Hy Lạp và Latinh, tiếng Thrace có nguồn gốc từ hệ ngôn ngữ Ấn-Âu, giống như một số ngôn ngữ đã biến mất khác ở Anatolia vốn chỉ được chứng thực từ những chữ khắc vào thời kì đế quốc. Tiếng Albania thường được coi là hậu duệ của tiếng Illyri, mặc dù vậy giả thuyết này đã bị một số nhà ngôn ngữ học bác bỏ, họ chủ trương rằng nó có nguồn gốc từ tiếng Daci hoặc tiếng Thrace. Nhiều ngôn ngữ Phi-Á khác nhau— chủ yếu là tiếng Copt ở Ai Cập, và Aram ở Syria và Lưỡng Hà— chưa bao giờ bị tiếng Hy Lạp thay thế. Tuy nhiên, việc sử dụng tiếng Hy Lạp trên toàn thế giới là một nhân tố cho phép truyền bá Thiên Chúa giáo, như được chỉ ra thông qua ví dụ đó là việc sử dụng tiếng Hy Lạp trong các thư từ của thánh Paul.
Một số trích dẫn liên quan đến tiếng Gaul vào giai đoạn Hậu cổ đại có thể ngụ ý rằng nó đã tiếp tục được nói. Vào thế kỷ thứ 2 CN, đã có sự thừa nhận rõ ràng về việc sử dụng nó trong một vài phong tục theo luật định, bói toán và dược lý.Sulpicius Severus, khi đang biên soạn vào thế kỷ thứ 5 ở Gallia Aquitania, đã ghi chép bằng song ngữ với tiếng Gaul là ngôn ngữ đầu tiên. Sự tồn tại của thổ ngữ Galatia ở Anatolia mà gần giống với ngôn ngữ được nói bởi người Treveri gần Trier đã được chứng thực bởi Jerome (331–420), ông ta là người có sự hiểu biết trực tiếp.
Đa phần các học giả ngôn ngữ học lịch sử đều cho rằng tiếng Gaul thực sự vẫn còn được nói cho đến tận giai đoạn giữa tới giai đoạn cuối thế kỷ thứ 6 ở Pháp. Bất chấp sự La Mã hóa đáng kể đối với văn hóa vật chất bản địa, tiếng Gaul đã được duy trì để có thể sống sót và đã tồn tại đồng thời với tiếng Latinh trong suốt hàng thế kỷ thống trị Gaul của người La Mã. Lần cuối cùng tiếng Galatia được nhắc đến là bởi Cyril của Scythopolis, ông tuyên bố rằng một linh hồn quỷ dữ đã ám một tu sĩ và khiến cho người này chỉ có thể nói tiếng Galatia, trong khi lần cuối cùng tiếng Gaul được nhắc đến ở Pháp là bởi Gregory của Tours trong giai đoạn giữa năm 560 và 575, ông ta ghi chép rằng một điện thờ ở Auvergne mà "được gọi là Vasso Galatae theo tiếng Gallia" đã bị phá hủy và thiêu trụi. Sau một thời kỳ dài sử dụng song ngữ, ngữ hệ Gaul-La Mã mới xuất hiện mà bao gồm cả tiếng Pháp đã được định hình bởi tiếng Gaul theo một vài phương diện; trong trường hợp của tiếng Pháp chúng bao gồm các từ mượn và cách dịch phỏng theo (bao gồm oui, từ thay cho "yes"), thay đổi âm, và ảnh hưởng trong cách chia động từ và thứ tự từ.

## Xã hội

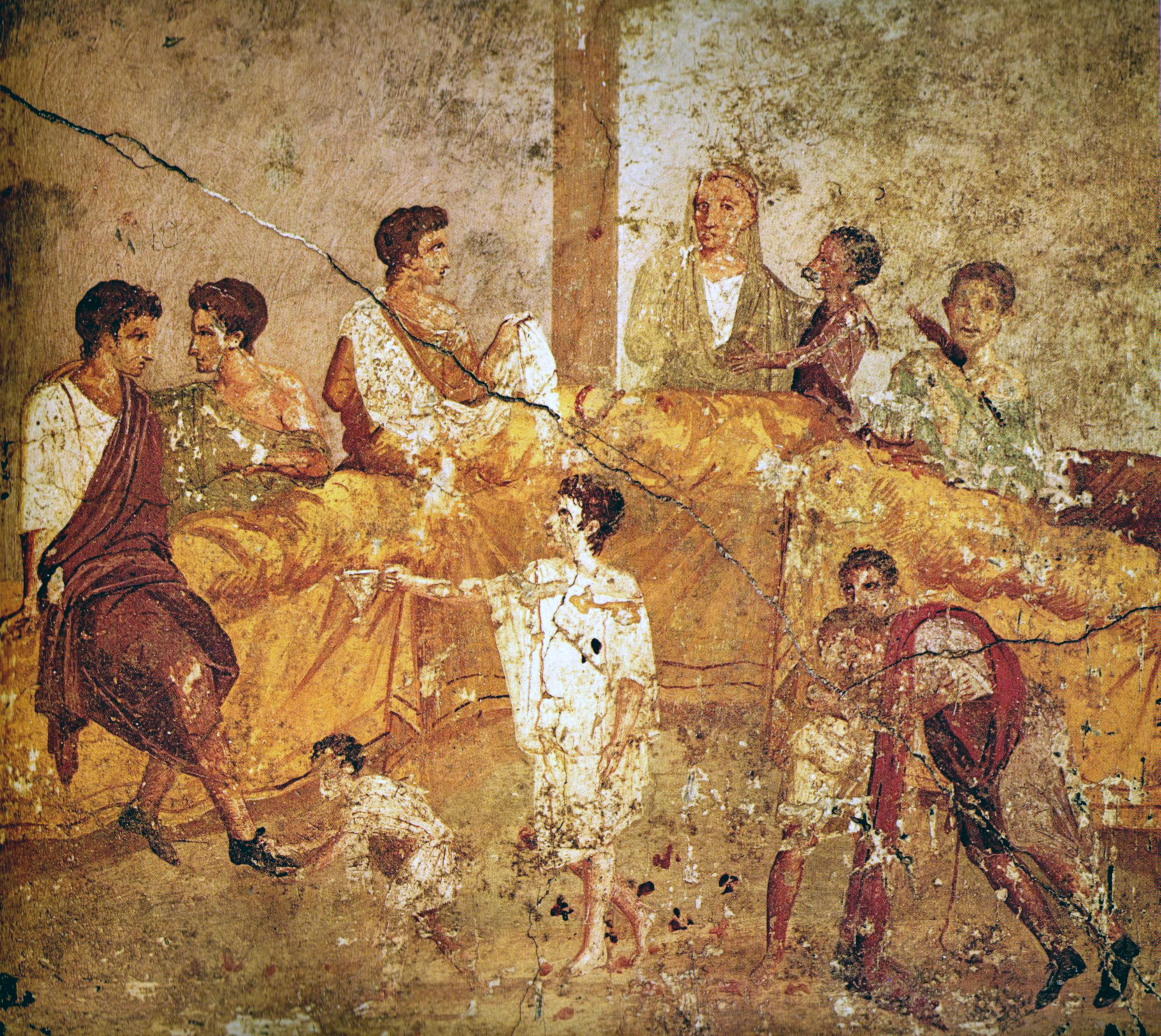
Một bữa tiệc nhiều thế hệ được miêu tả trên một bức tranh tường ở Pompeii (thế kỷ thứ 1 sau công nguyên)

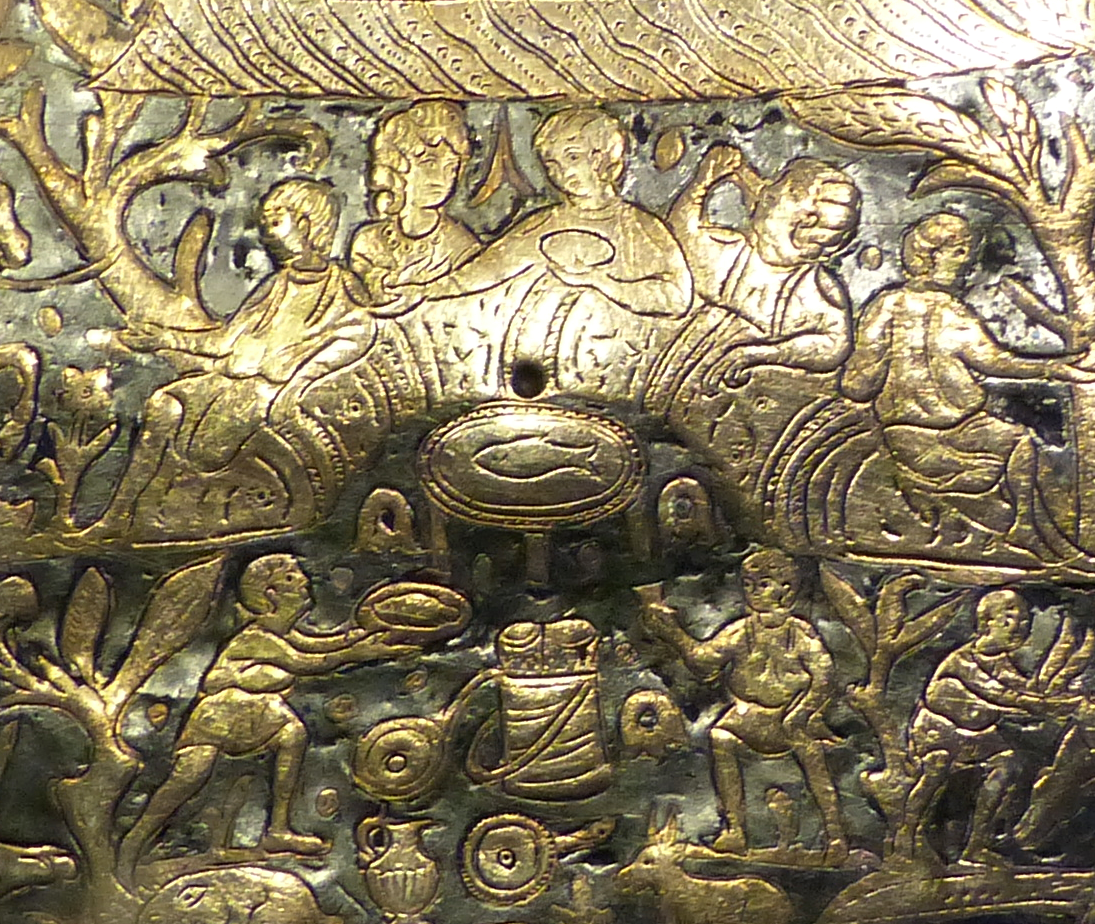
Bữa tiệc của Seuso tại Lacus Pelso (Hồ Balaton)

Đế quốc La Mã có sự đa dạng văn hóa đặc biệt, cùng với "một khả năng gắn kết đáng kinh ngạc hơn nữa" để tạo ra một ý thức về bản sắc chung trong khi lại chứa đựng rất nhiều các dân tộc khác nhau nằm bên trong hệ thống chính trị của nó suốt một khoảng thời gian dài. Người La Mã đã chú ý đến việc tạo ra các công trình công cộng và những không gian thoáng đãng chung dành cho tất cả mọi người dân như là các khu chợ, đấu trường đài vòng, trường đua ngựa và các nhà tắm, điều này giúp nuôi dưỡng ý thức về "lối sống La Mã".
Xã hội La Mã cũng có nhiều hệ thống phân cấp xã hội chồng chéo mà những khái niệm hiện đại về "giai cấp" trong tiếng Anh có thể không đại diện một cách chính xác cho nó. Hai thập kỷ của những cuộc nội chiến mà từ đó đã giúp cho Augustus nổi lên và trở thành nhà cai trị duy nhất đã khiến cho xã hội truyền thống ở Rome rơi vào tình trạng hỗn loạn và biến động, nhưng nó lại không ảnh hưởng một cách trực tiếp tới sự phân bố giàu nghèo và quyền lực xã hội. Từ góc nhìn của các tầng lớp dưới, nó đơn giản chỉ là thêm vào kim tự tháp xã hội một đỉnh chóp. Những mối quan hệ cá nhân như sự bảo trợ, tình bạn (Amicitia), gia đình, hôn nhân đã tiếp tục ảnh hưởng đến các hoạt động chính trị và chính quyền như dưới thời Cộng hòa. Tuy nhiên, vào triều đại của Nero, việc tìm thấy một cựu nô lệ lại giàu có hơn một công dân tự do, hoặc một kỵ sĩ có nhiều quyền lực hơn một nguyên lão lại không phải là một điều bất thường.
Sự mập mờ chính xác hơn là sự rườm rà của hệ thống phân cấp xã hội quá cứng nhắc dưới thời cộng hòa đã dẫn đến sự gia tăng di động xã hội dưới thời đế quốc, cả theo chiều hướng đi lên và đi xuống, tới một mức độ vượt xa tất cả những xã hội cổ đại đã được ghi chép rõ ràng khác. Phụ nữ, nô lệ được giải phóng, và nô lệ có cơ hội để có được và sử dụng ảnh hưởng theo những cách mà trước kia họ ít có khả năng đạt được. Đời sống xã hội trong đế quốc, đặc biệt là đối với những người có tiềm lực cá nhân giới hạn, đã được thúc đẩy hơn nữa bởi thông qua sự phát triển của các hiệp hội tự nguyện và hội anh em (collegia và sodalitates) được hình thành cho nhiều mục đích khác nhau: các hiệp hội nghề nghiệp và thương mại, các nhóm cựu chiến binh, những hội tương tế tôn giáo, các hội ăn uống và nhậu nhẹt, những đoàn biểu diễn nghệ thuật, và các hội mai táng.

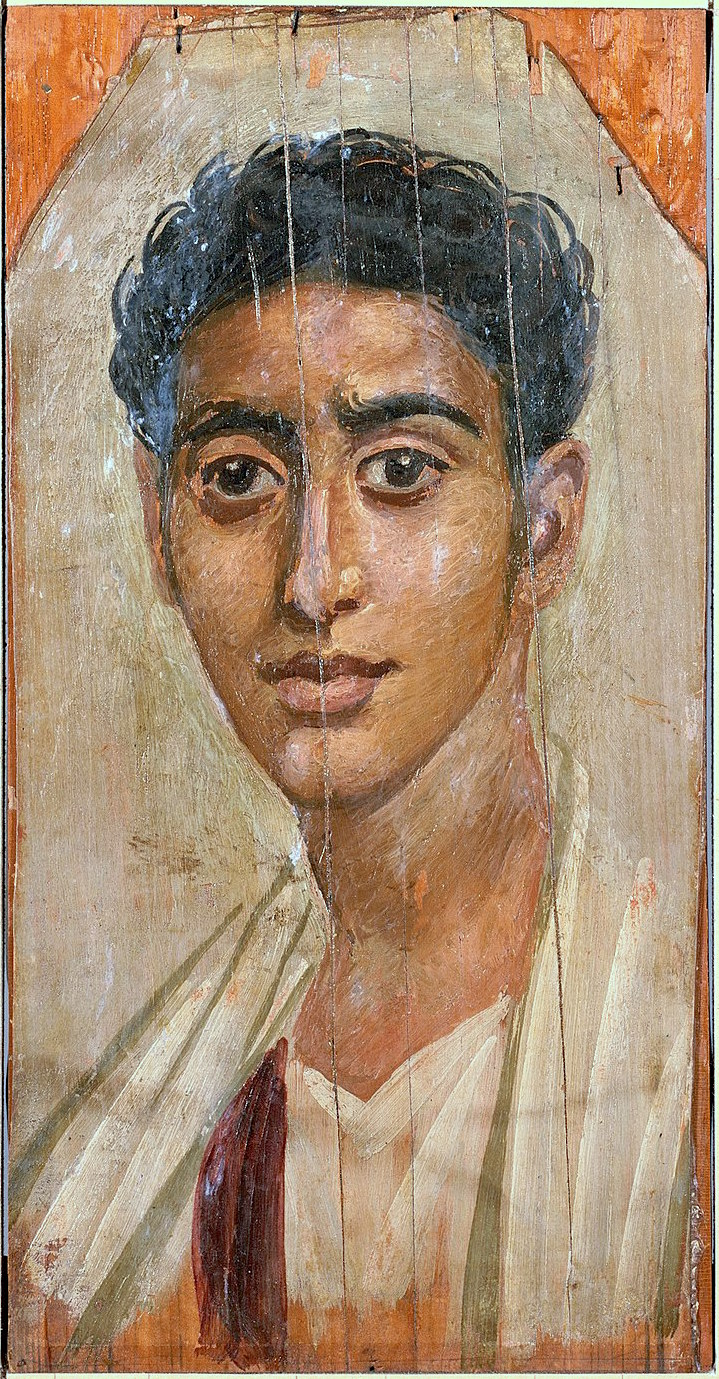
Một công dân của Ai Cập dưới thời La Mã (chân dung xác ướp Fayum)

### Địa vị pháp lý
Theo luật gia Gaius, sự khác biệt chủ yếu trong "luật pháp nhân" của người La Mã đó là tất cả mọi người sẽ là người tự do (Liberi) hoặc là nô lệ (servi). Tư cách pháp lý của người tự do hơn nữa có thể được xác định bằng quyền công dân của họ. Hầu hết người dân đều giữ những quyền hạn chế (chẳng hạn như ius Latinum,"quyền của người Latin"), nhưng có quyền được bảo vệ về mặt pháp luật và các đặc quyền không dành cho những người không có quyền công dân. Người tự do không được coi là công dân nhưng khi sinh sống bên trong thế giới La Mã thì giữ địa vị là peregrini, không phải người La Mã. Năm 212 CN, bằng sắc lệnh được biết đến với tên gọi là Constitutio Antoniniana, hoàng đế Caracalla đã mở rộng quyền công dân cho tất cả các cư dân tự do của đế quốc. Chủ nghĩa quân bình hợp pháp này đòi hỏi một sự sửa đổi sâu rộng đối với những pháp luật hiện hành vốn đã phân chia giữa công dân và những người không phải công dân.

#### Phụ nữ
Những người phụ nữ La Mã tự do được coi là công dân từ thời nhà nước Cộng hoà cho tới thời Đế quốc, nhưng họ không có quyền bỏ phiếu hay nắm giữ chức vụ chính trị, hoặc phục vụ trong quân đội. Đứa trẻ sinh ra từ người mẹ có quyền công dân thì cũng sẽ có được điều này, thể hiện bằng cách nói ex duobus civibus Romanis natos ("trẻ em sinh ra bởi hai công dân La Mã"). Một người phụ nữ La Mã giữ tên họ của gia đình mình (nomen) trong suốt cuộc đời. Con cái thường lấy theo tên của người cha, nhưng vào thời kì đế quốc, đôi khi lại sử dụng một phần tên của người mẹ cho tên của họ, hoặc thậm chí sử dụng nó để thay thế.
Hình thái hôn nhân cổ xưa manus trong đó người phụ nữ phải lệ thuộc vào uy quyền của người chồng đã được bãi bỏ một cách rộng khắp vào thời kì đế quốc, và một người phụ nữ đã lập gia đình có quyền giữ lại quyền sở hữu với bất kỳ của hồi môn nào mà họ sở hữu. Về mặt pháp lý, họ vẫn nằm dưới thẩm quyền pháp lý của người cha, bất kể là họ đã đi lấy chồng đi chăng nữa và chỉ khi nào người cha qua đời, họ mới được tự do về mặt pháp lý. Sự sắp đặt này là một trong những yếu tố về mức độ độc lập của phụ nữ La Mã được hưởng khi so sánh với những người phụ nữ của những nền văn hóa cổ đại khác và cho tới tận thời kỳ hiện đại: mặc dù họ phải trả lời cha mình về những vấn đề pháp lý, họ không bị ràng buộc bởi sự giám sát trực triếp của người cha trong đời sống hàng ngày, và người chồng không có quyền lực pháp lý đối với họ. Mặc dù đối với những người chỉ kết hôn một lần duy nhất, sẽ là một niềm tự hào khi là "một đàn ông -một phụ nữ" (univira), có rất ít sự kỳ thị đối với việc ly dị, hay là nhanh chóng tái hôn sau khi mất một người chồng do qua đời hoặc ly hôn.
Người con gái có quyền thừa kế bình đẳng với người con trai nếu người cha của họ qua đời mà không để lại một di chúc. Một người mẹ La Mã của quyền sở hữu tài sản và nhường lại nó khi thấy phù hợp, bao gồm thiết lập các điều khoản trong di chúc của mình, điều này khiến họ có ảnh hưởng rất lớn với những người con trai của họ ngay cả khi những người con trai của họ đã trưởng thành.
Là một phần trong cải cách của Augustus nhằm khôi phục lại đạo đức truyền thống và trật tự xã hội, luật đạo đức đã cố gắng để chỉnh đốn lại đạo đức của đàn ông và phụ nữ như là một biện pháp để thúc đẩy "các giá trị gia đình". Dưới thời cộng hòa Tội ngoại tình là một chuyện gia đình riêng tư, nó đã bị hình sự hóa và được định nghĩa chung là một hành vi tình dục bất chính (stuprum) mà diễn ra giữa một công dân nam và một phụ nữ có chồng, hoặc giữa một người phụ nữ có chồng với bất cứ nam giới nào không phải là chồng của họ. Nhà nước đã khuyến khích việc sinh con: một người phụ nữ nếu sinh được 3 người con thì sẽ được ban tặng những huy chương mang tính tượng trưng và quyền tự do về mặt pháp lý lớn hơn (ius trium liberorum).
Bởi vì họ có tư cách pháp lý là công dân và mức độ tự do nhất định, phụ nữ có thể sở hữu tài sản, ký kết các hợp đồng, và tham gia vào việc kinh doanh, bao gồm vận tải bằng tàu thủy, sản xuất, và cho vay. Những bản khắc trên khắp đế quốc tôn vinh phụ nữ như là người bảo trợ trong việc tài trợ cho các công trình công cộng, đây là dấu hiệu cho thấy họ có thể đã có được và tùy ý sử dụng sự giàu có đáng kể này; chẳng hạn như công trình Khải hoàn môn của nhà Sergii được Salvia Postuma tài trợ, bà là thành viên của gia tộc được vinh danh này, và công trình xây dựng lớn nhất tại khu chợ ở Pompeii được Eumachia tài trợ, bà ta là một nữ tư tế của nữ thần Venus.

#### Nô lệ và pháp luật
Dưới triều đại của Augustus, có đến 35% người dân ở Ý là nô lệ, điều này khiến cho La Mã trở thành một trong năm "xã hội nô lệ" trong lịch sử, trong đó những người nô lệ chiếm ít nhất một phần năm dân số và đóng một vai trò quan trọng trong nền kinh tế. Chế độ nô lệ là một chế độ phức tạp không những chống đỡ cấu trúc xã hội truyền thống của người La Mã mà còn đóng vai trò hữu ích trong nền kinh tế. Trong môi trường đô thị, nô lệ có thể là các chuyên gia như thầy giáo, thầy thuốc, đầu bếp, người giữ sổ sách, ngoài ra thì phần lớn các nô lệ đã qua huấn luyện hoặc không có kỹ năng thì lao động ở trong các hộ gia đình hoặc các công xưởng. Các ngành nông nghiệp và công nghiệp, chẳng hạn như xay xát và khai thác mỏ, đều dựa trên việc khai thác sức lao động của nô lệ. Bên ngoài đất Ý, nô lệ chiếm trung bình khoảng từ 10 đến 20 phần trăm dân số, ở tỉnh Ai Cập thuộc La Mã thì lại thưa thớt nhưng tập trung nhiều hơn ở một số vùng của Hy Lạp. Việc mở rộng quyền sở hữu đất canh tác và các ngành công nghiệp của người La Mã sẽ bị ảnh hưởng từ thực tiễn của chế độ nô lệ ở các tỉnh. Mặc dù chế độ nô lệ thường được đánh giá là đang trong quá trình suy tàn vào thế kỷ thứ 3 và thứ 4, nó vẫn là một phần không thể thiếu của xã hội La Mã cho tới tận thế kỷ thứ 5. Chế độ nô lệ đã chấm dứt dần dần vào thế kỷ thứ 6 và thứ 7 cùng với sự suy tàn của các trung tâm đô thị ở phía Tây và sự tan rã của nền kinh tế đế quốc phức tạp mà đã tạo ra nhu cầu cho nó.

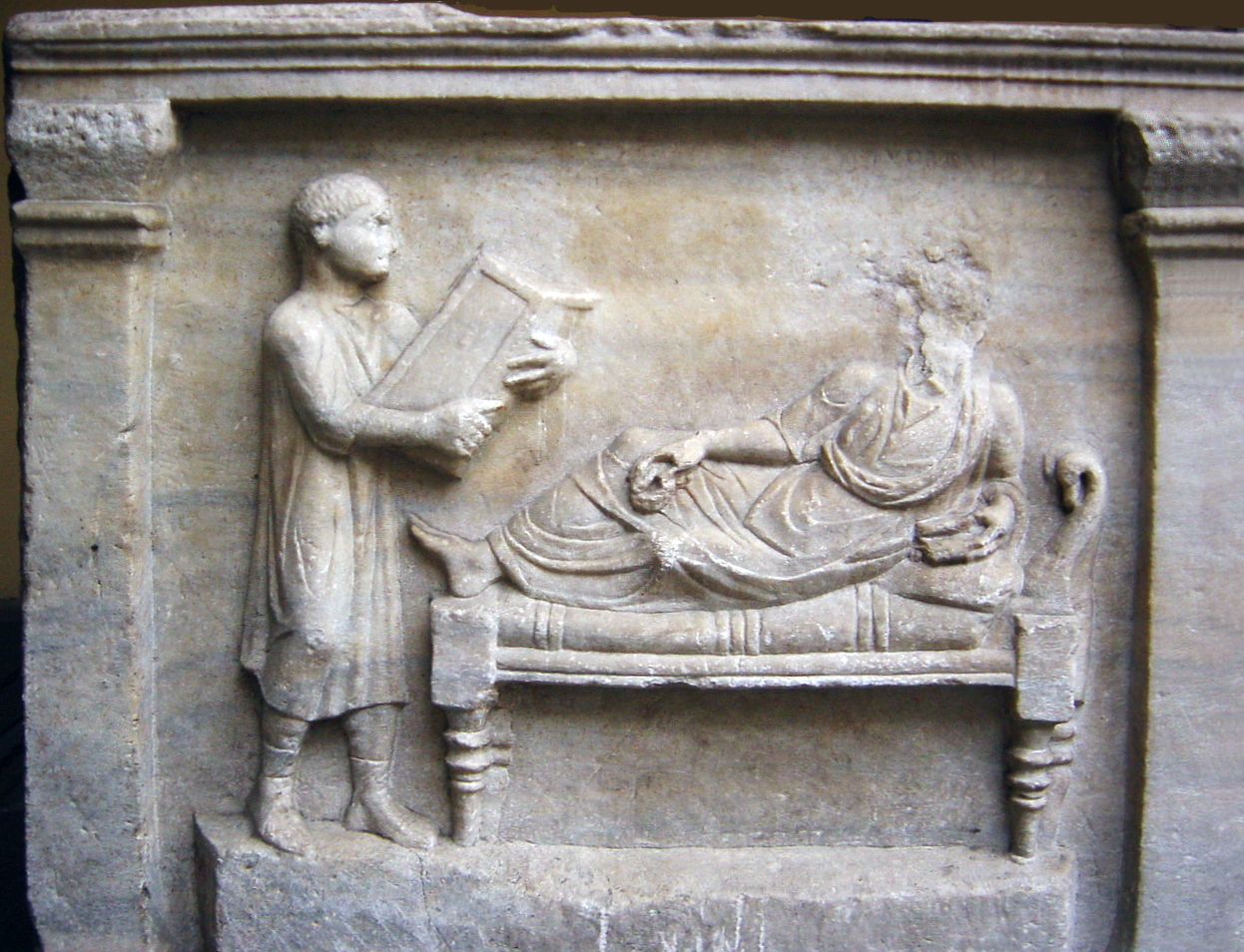
Nô lệ giữ tấm bảng viết cho người chủ nhân (phù điêu đến từ một cỗ quan tài thể kỷ thứ 4)

Pháp luật liên quan đến chế độ nô lệ là "cực kỳ phức tạp". Theo luật La Mã, nô lệ được coi là tài sản và không có địa vị pháp lý. Họ có thể phải chịu các hình thức nhục hình vốn không thường được áp dụng đối với công dân, bóc lột tình dục, tra tấn, và hành quyết nô lệ mà không cần xét xử. Một nô lệ bị cưỡng bức thì không phải là một vấn đề quan trọng trong pháp luật bởi lẽ tội hiếp dâm chỉ có thể bị tống giam nếu đó là người tự do; Người chủ nô có quyền khởi tố người cưỡng bức nô lệ của mình vì đã làm thiệt hại tài sản theo Luật Aquilia Nô lệ có hình thức hôn nhân không được pháp luật công nhận được gọi là conubium, nhưng đôi khi hôn nhân của họ được công nhận, và nếu cả hai được trả tự do thì họ có thể kết hôn. Sau những cuộc chiến tranh nô lệ dưới thời Cộng hòa, pháp luật dưới triều đại của Augustus và những người kế vị ông đã cho thấy một chiều hướng quan tâm đến việc kiểm soát các mối đe dọa từ các cuộc khởi nghĩa thông qua việc hạn chế kích thước của các nhóm lao động, và việc săn lùng nô lệ bỏ trốn.
Ban đầu, nô lệ sẽ được mua lại từ quân đội bởi các đại lý bán buôn, sau đó họ sẽ được đem bày bán công khai tại các khu chợ hoặc thậm chí là các cửa hàng. Nô lệ bị giao bán tại các gian hàng bị buộc phải đứng trong tình trạng khỏa thân hoàn toàn, và trên cổ mỗi người nô lệ đêu đeo một tấm thẻ cung cấp các thông tin về nguồn gốc, sức khỏe, tính cách, trí thông minh, giáo dục và các thông tin khác của họ cho người mua. Thường thì người ta sẽ ưa chuộng các nô lệ khỏe mạnh, và ưu tiên nô lệ đàn ông hơn. Nô lệ trẻ em có giá thấp hơn nô lệ người lớn. Nô lệ có thể được đem hoàn trả lại sau sáu tháng nếu như họ có những khuyết điểm không được biểu hiện ở quầy giao bán, hoặc nếu như họ làm cho người chủ thua lỗ. Giao dịch nô lệ được giám sát bởi các quan chức tài chính La Mã được gọi là Quaestor (quan coi quốc khố).
Về mặt pháp luật, một nô lệ không thể sở hữu tài sản, nhưng nếu một nô lệ quản lý việc kinh doanh, người này có thể được trao cho một tài khoản cá nhân hoặc quỹ (peculium) mà có thể sử dụng như thể nó là của riêng mình. Các điều khoản của tài khoản này khác nhau tùy thuộc vào mức độ tin tưởng và hợp tác giữa người chủ nô với nô lệ: một nô lệ với năng khiếu kinh doanh có thể được cho phép dành nhiều thời gian cho việc tạo ra lợi nhuận, và có thể được phép thừa kế peculium, người này còn quản lý các nô lệ khác trong gia đình của chủ nô. Trong một hộ gia đình hoặc nơi làm việc, một hệ thống cấp bậc giữa các nô lệ có thể tồn tại, với một nô lệ có đóng vai trò là ông chủ của nô lệ khác.
Theo thời gian, nô lệ đã dần nhận được sự bảo vệ của pháp luật, trong đó họ có quyền nộp đơn khiếu nại chống lại người chủ của họ. Một dự luật buôn bán có thể chứa một điều khoản quy định rằng các nô lệ không được phép sử dụng cho nạn mại dâm, tuy rằng gái mại dâm ở La Mã cổ đại thường là nô lệ. Với việc bùng phát buôn bán nô lệ thái giám trong những năm cuối thế kỷ 1 CN đã thúc đẩy đạo luật trong đó cấm thiến một nô lệ trái với ý muốn của họ "vì ham muốn hoặc lợi ích." Hoàng đế Claudius đã tuyên bố rằng nếu một nô lệ bị chủ nhân bỏ rơi, anh ta sẽ trở thành người tự do. Nero đã trao cho nô lệ quyền khiếu nại chống lại chủ nhân của họ tại một tòa án. Và dưới thời Antoninus Pius, một chủ nhân giết một nô lệ mà không có lý do chính đáng có thể bị xét xử vì tội giết người. Từ giữa đến cuối thế kỷ thứ 2 sau Công nguyên, việc nô lệ phàn nàn về sự đối xử tàn nhẫn hoặc không công bằng của chủ sở hữu đối với họ đã trở nên rất phổ biến. Vì hầu hết nô lệ La Mã có thể dễ dàng trà trộn vào dân chúng nếu họ trốn thoát, các chủ sở hữu thường ngăn cản nô lệ bỏ trốn bằng cách đặt xăm lên trán họ những dòng chữ như "Tôi là một kẻ trốn chạy!" hoặc "Đóng thuế" nếu nô lệ thuộc sở hữu của nhà nước La Mã. Vì lý do này, nô lệ thường đeo những tấm băng đô để che đi hình xăm của họ khi trốn thoát.
Lễ hội Saturnalia, được tổ chức vào ngày 17 tháng 12 theo Lịch Julian, là một dịp hiếm hoi mà người nô lệ có thể tạm thời được hưởng những quyền như người tự do. Vào dịp lễ này, nô lệ sẽ được thưởng thức một bữa tiệc thịnh soạn, được đánh bạc, thậm chí được quyền chỉ trích hoặc tỏ ra thiếu tôn trọng đối với chủ nhân mà không bị trừng phạt. Một số nguồn còn đề cập đến việc người chủ và nô lệ đã ăn tối cùng nhau, hay người chủ đã phục vụ bữa ăn cho các nô lệ của mình như một cách để tôn vinh họ.
Chế độ nô lệ của La Mã không dựa trên chủng tộc. Nô lệ được đưa đến từ khắp các vùng đất ở châu Âu và Địa Trung Hải, bao gồm Gaul, Hispania, Đức, Britannia, khu vực Balkan, Hy Lạp... Nói chung, nô lệ ở Ý là những người Ý bản xứ, cùng với nô lệ ngoại quốc sinh ra ở bên ngoài đất Ý chiếm thiểu số (bao gồm cả nô lệ và nô lệ được trả tự do) ước tính khoảng 5% về tổng số ở kinh đô vào giai đoạn đỉnh cao của nó, đây là nơi mà số lượng của họ là lớn nhất. Những người đến từ bên ngoài đất Ý chủ yếu là người gốc Hy Lạp, trong khi người Do Thái chưa bao giờ được đồng hóa hoàn toàn vào xã hội La Mã. Những nô lệ này (đặc biệt là người ngoại quốc) có tỷ lệ tử vong cao hơn và tỷ lệ sinh thấp hơn những nô lệ bản địa, và thậm chí đôi khi họ dễ bị trục xuất hàng loạt. Tuổi đời trung bình được ghi lại vào thời điểm qua đời của nô lệ ở Rome là cực kỳ thấp: 17 tuổi rưỡi (17.2 cho nam; 17.9 cho nữ).
Trong giai đoạn bành trướng dưới thời Cộng hòa khi chế độ nô lệ đã trở nên phổ biến, tù nhân chiến tranh là một nguồn cung cấp nô lệ chính và cuộc chinh phục Hy Lạp đã đem về Rome thêm một số nô lệ có tay nghề cao và cả nô lệ có học thức. Nô lệ cũng được buôn bán trong các khu chợ, và đôi khi được bán bởi những tên cướp biển. Trẻ sơ sinh bị bỏ rơi và việc tự bán mình làm nô lệ của những người nghèo là những nguồn khác. Ngược lại, Vernae, là những nô lệ "cây nhà lá vườn" được sinh ra từ những nữ nộ lệ trong các hộ gia đình ở thành thị hoặc trong một điền trang đồng quê hoặc nông trại. Mặc dù họ không có tư cách pháp lý đặc biệt, nếu như người chủ ngược đãi hoặc không nuôi nấng vernae của mình thì sẽ phải đối mặt với sự chê bai của xã hội, bởi vì họ được coi là một phần trong familia của người này, hộ gia đình, và trong một số trường hợp có thể thực sự là con cái của những đàn ông tự do trong gia đình.
Những nô lệ có tay nghề cao hoặc học thức có thể tích lũy được một peculium đủ lớn để mua lại sự tự do của họ, hoặc được chủ nô giải phóng. Việc giải phóng nô lệ đã trở nên đủ thường xuyên tới mức vào năm 2 trước Công nguyên một đạo luật (Lex Fufia Caninia) đã được ban hành trong đó giới hạn số lượng nô lệ mà một chủ nô được cho phép giải phóng trong di chúc của mình.

#### Nô lệ được giải phóng

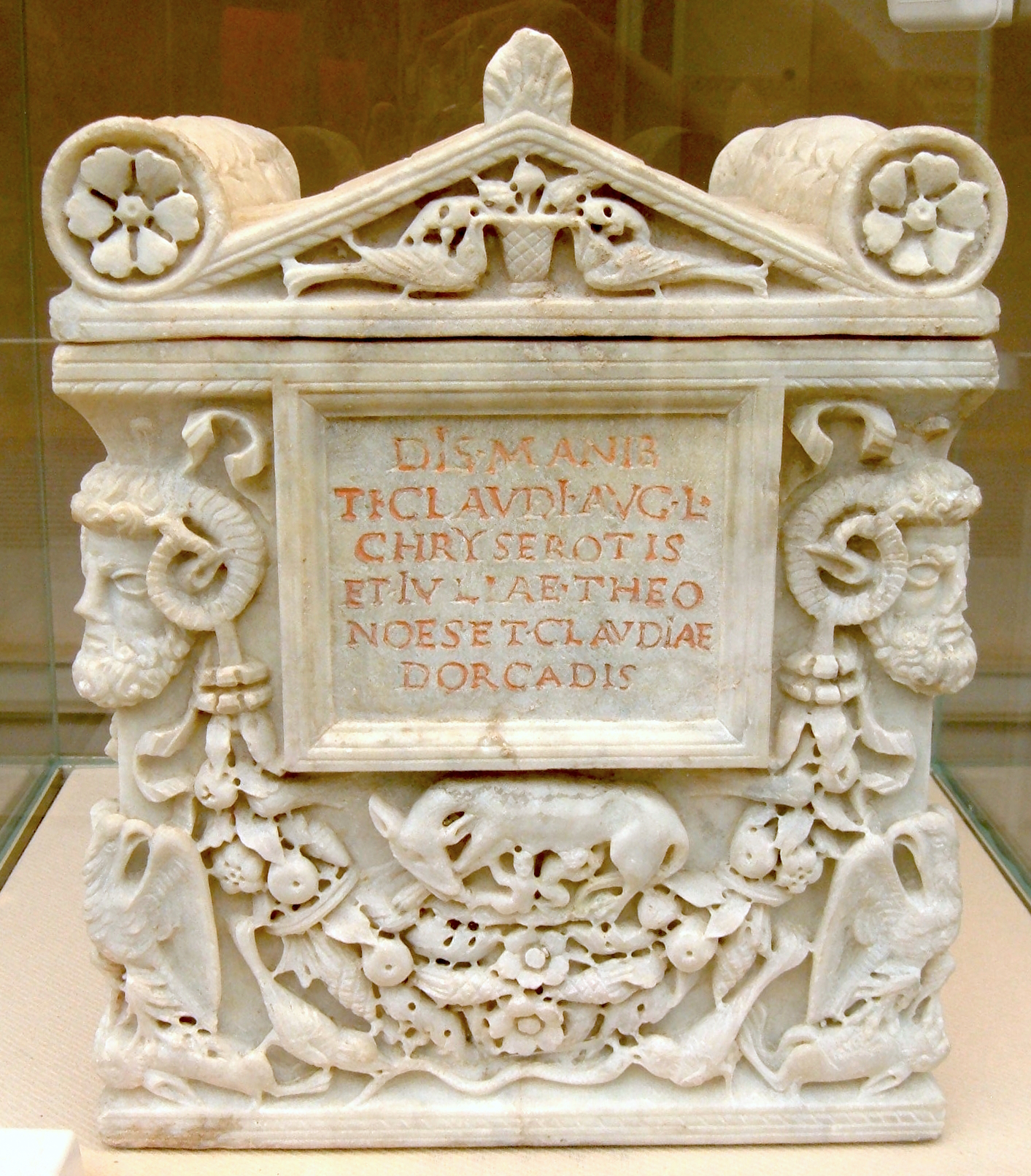
Bình đựng di cốt hỏa táng của nô lệ được giải phóng Tiberius Claudius Chryseros và hai nữ giới, có thể là vợ và con gái của ông ta.

Rome khác với các thành bang Hy Lạp ở chỗ cho phép những người nô lệ được giải phóng trở thành công dân. Sau khi được giải phóng, một nô lệ đã từng thuộc về một công dân La Mã được hưởng quyền tự do từ người chủ sở hữu và cả quyền tự do chính trị thực sự (Libertas), trong đó có cả quyền bầu cử. Một nô lệ có được quyền Libertas thì được gọi là một libertus ("người được giải phóng", Liberta đối với nữ) trong mối quan hệ với chủ cũ của mình, người chủ cũ sẽ trở thành người bảo trợ của họ (Patronus): hai bên tiếp tục có những nghĩa vụ thông thường và hợp pháp với nhau. Những người nô lệ được giải phóng còn được xếp vào một tầng lớp xã hội, nói chung gọi là libertini, mặc dù các nhà văn sau đó sử dụng thuật ngữ libertus và libertinus.
Một libertinus không có quyền nắm giữ các chức vụ công hoặc là giáo sĩ tối cao của nhà nước, nhưng người này có thể đóng một vai trò của một giáo sĩ trong tôn giáo thờ cúng hoàng đế. Ông ta cũng không thể kết hôn với một người phụ nữ từ một gia đình thuộc tầng lớp nguyên lão, cũng như bản thân ông ta không được phép đứng vào hàng ngũ nguyên lão, nhưng vào thời kì đầu của đế quốc, những nô lệ được giải phóng đã giữ vị trí chủ chốt trong bộ máy quan liêu của chính phủ nhiều tới mức Hadrianus đã phải hạn chế sự tham gia của họ bằng pháp luật. Bất kỳ đứa trẻ nào được một nô lệ được giải phóng sinh ra thì đều là người tự do, với đầy đủ các quyền công dân.
Sự thăng tiến thành công của những nô lệ được giải phóng—thông qua ảnh hưởng chính trị trong việc phụng sự đế quốc hoặc thông qua sự giàu có—là một đặc trưng của xã hội đế quốc thời kỳ đầu. Sự thành công của một nhóm những nô lệ được giải phóng xuất sắc này đã được chứng thực bằng những bản khắc trên khắp đế quốc, và bởi việc sở hữu một số ngôi nhà xa hoa nhất tại Pompeii, chẳng hạn như ngôi nhà của gia đình Vettii. Tuy nhiên, những người này cũng thường bị giới quý tộc khinh miệt và gán cho biệt danh "Nouveau riche" (những người giàu có thô tục).
Việc giải phóng nô lệ thường được tổ chức trong một buổi lễ công khai, được thực hiện trước sự chứng kiến của một số quan chức nhà nước. Chủ sở hữu sẽ chạm vào đầu người nô lệ bằng một chiếc gậy và tuyên bố rằng anh (cô) ta được tự do. Tuy vậy các nghi thức đơn giản hơn đôi khi được sử dụng, chẳng hạn như chủ sở hữu tuyên bố trả tự do cho một nô lệ trước mặt bạn bè và gia đình, hoặc chỉ là một lời tuyên bố trong bữa tối gia đình. Một chiếc mũ phớt được gọi là Pileus sẽ được trao cho các nô lệ mới được giải phóng này.

### Hệ thống đẳng cấp
Từ La tinh Ordo (số nhiều ordines) đề cập đến một sự phân biệt xã hội, nó được dịch sang tiếng Anh với nhiều nghĩa khác nhau là "giai cấp, tầng lớp, đẳng cấp", nhưng không có cái nào trong số đó là chính xác. Một trong những mục đích của việc điều tra dân số La Mã đó là xác định một cá nhân thuộc về Ordo nào. Hai ordines cao nhất ở Rome là tầng lớp nguyên lão và kỵ sĩ. Bên ngoài Rome, decurion, hay còn được gọi là curiales (tiếng Hy Lạp:bouleutai), là Ordo thống trị cao nhất của mỗi một thành phố riêng lẻ.

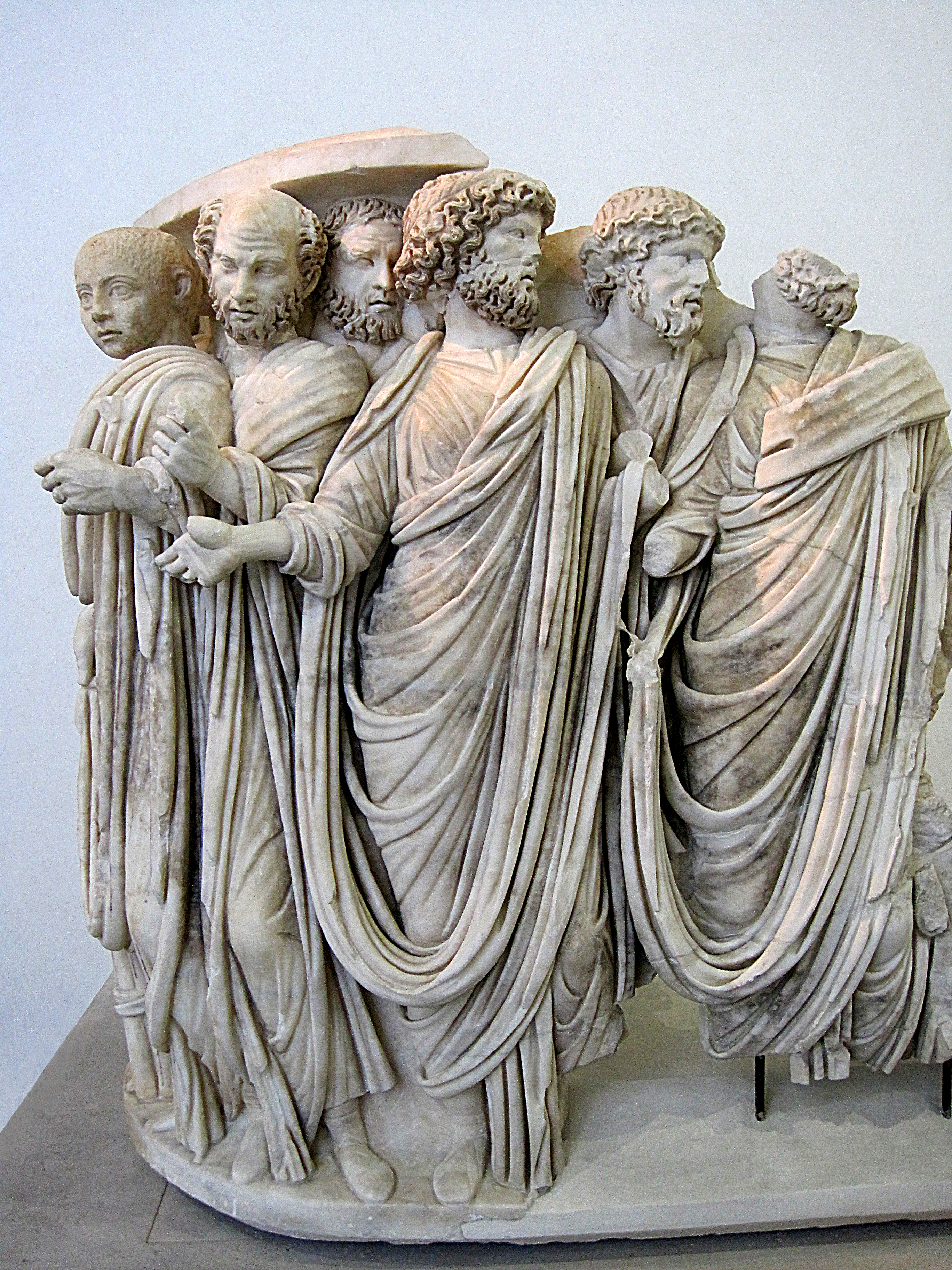
Mảnh vỡ của một chiếc quách mô tả Gordianus III và các nguyên lão (thế kỷ 3)

Viện nguyên lão của Đế quốc La Mã là một tổ chức chính trị đã tồn tại từ khi nền văn minh La Mã cổ đại ra đời. Viện nguyên lão đã nắm giữ vai trò quan trọng trong đời sống chính trị thời kỳ Cộng hòa. Sau khi Cộng hòa La Mã sụp đổ, cán cân quyền lực theo hiến pháp đã chuyển từ " Viện nguyên lão La Mã " sang "Hoàng đế La Mã". Kể từ thời hoàng đế đầu tiên là Augustus, Hoàng đế và Viện nguyên lão về danh nghĩa là hai nhánh chính phủ đồng đẳng. Tuy nhiên, trên thực tế, quyền lực thực sự của Viện nguyên lão là không đáng kể, vì Hoàng đế nắm giữ quyền lực thực sự. Do đó, tư cách thành viên trong Viện nguyên lão chỉ còn là ước muốn sở hữu bởi các cá nhân muốn tìm kiếm uy tín và vị thế trong xã hội, thay vì tìm kiếm quyền lực thực tế. Trong triều đại của các Hoàng đế đầu tiên, các quyền lập pháp, tư pháp và bầu cử đều được chuyển từ "Hội đồng thường dân " sang Viện nguyên lão. Tuy nhiên, do sự kiểm soát mà Hoàng đế nắm giữ đối với Viện nguyên lão là tuyệt đối, Viện nguyên lão đã trở thành một công cụ để Hoàng đế thực thi các quyền lực của mình.
"Nguyên lão", bản thân nó không phải là một chức vụ được bầu chọn ở La Mã cổ đại, mỗi một cá nhân được nhận vào Viện nguyên lão sau khi ông ta đã được bầu và giữ chức vụ là một thẩm phám hành pháp ít nhất một nhiệm kì. Một nguyên lão cũng phải đáp ứng một yêu cầu về tài sản tối thiểu là 1 triệu sestertii, vốn được xác định bởi những cuộc điều tra dân số. Nero đã ban tặng nhiều tiền bạc cho một số nguyên lão từ các dòng họ lâu đời nhưng nay họ đã trở nên quá nghèo khổ để có thể đủ điều kiện. Không phải tất cả những người có đủ điều kiện Ordo senatorius đều được lựa chọn vào một vị trí trong Viện nguyên lão, họ được yêu cầu phải có nơi cư trú hợp pháp tại Rome. Hoàng đế thường bổ sung những vị trí còn khuyết trong hội đồng 600 thành viên bằng cách bổ nhiệm.. Con trai của một nguyên lão thuộc Ordo senatorius cũng phải hội đủ điều kiện riêng của mình thì cũng mới được chấp nhận vào Viện Nguyên Lão. Một nguyên lão có thể bị mất ghế nếu ông ta vi phạm tiêu chuẩn đạo đức: ví dụ như ông ta bị cấm kết hôn với một phụ nữ được trả tự do hoặc chiến đấu trong đấu trường.
Dưới triều đại của Nero, các nguyên lão chủ yếu vẫn từ Rome và các vùng đất khác của Ý cùng với một số đến từ bán đảo Iberia và miền nam nước Pháp; Những người đến từ các tỉnh nói tiếng Hy Lạp ở phía Đông bắt đầu được thêm vào dưới thời Vespasianus  Vị nguyên lão đầu tiên tới từ tỉnh Cappadocia phía đông đã được thừa nhận dưới triều đại Marcus Aurelius. Dưới thời triều đại Severus (193–235), các nguyên lão người Ý chỉ chiếm chưa đến một nửa Viện nguyên lão. Vào thế kỷ thứ 3 CN, nơi ở cố định tại Rome đã không còn là điều cần thiết nữa, và những bản khắc chứng thực rằng các vị nguyên lão đã hoạt động chính trị và tỏ ra hào phóng ở quê nhà của mình (patria).
Các nguyên lão đã có một vầng hào quang uy tín và là tầng lớp thống trị truyền thống của những người nổi lên thông qua honorum cursus, con đường của sự nghiệp chính trị, nhưng tầng lớp kỵ sĩ của đế quốc lại thường nắm giữ sự giàu có và nhiều quyền lực chính trị hơn. Thành viên của tầng lớp kỵ sĩ được căn cứ vào tài sản, vào những ngày đầu của Rome, equites hay kỵ sĩ đã được phân biệt bởi việc họ có khả năng tham gia lực lượng kỵ binh trong quân đội (những "kỵ binh của nhân dân"), nhưng vào thời đế quốc, việc tham gia kỵ binh đã được tách riêng Một người được coi là một kỵ sĩ nếu như ông ta có giá trị tài sản là 400.000 sesterces và ba thế hệ trong gia đình sinh ra là người tự do thì mới đủ điều kiện. Cuộc điều tra dân số vào năm 28 trước Công nguyên đã cho thấy có một số lượng lớn những người đủ điều kiện, và trong năm 14 CN, một ngàn kỵ sĩ đã được ghi nhận chỉ riêng tại Cadiz và Padua. Tầng lớp kị sĩ còn nổi lên thông qua con đường binh nghiệp (tres militiae) để nắm giữ các chức vụ quan trọng như Thái thú và Kiểm sát trưởng trong chính quyền đế quốc.
Sự nổi lên của các nguyên lão và kỵ sĩ đến từ các tỉnh là một khía cạnh của biến động xã hội trong ba thế kỷ đầu của đế quốc. Tầng lớp quý tộc La Mã dựa trên sự cạnh tranh và không giống với tầng lớp quý tộc châu Âu sau này, một gia đình La Mã không thể duy trì vị thế của nó chỉ đơn thuần thông qua thừa kế hoặc có được quyền sở hữu đất đai. Được đứng vào những ordines cao hơn mang đến sự ưu đãi và đặc quyền, nhưng nó cũng đi kèm với một số trách nhiệm. Vào thời cổ đại, mỗi một thành phố đều phải trông đợi vào sự tài trợ đến từ những công dân có ảnh hưởng của nó cho các công trình công cộng, các sự kiện, và những buổi lễ (munera), thay vì là từ thuế mà vốn chủ yếu dùng cho quân đội. Để duy trì địa vị thì đòi hỏi mỗi người đều phải có những khoản chi tiêu cá nhân lớn. Những Decurion đã trở nên quan trọng đối với hoạt động của các thành phố tới mức vào giai đoạn cuối của đế quốc, khi mà những thành viên của Hội đồng thành phố ngày càng trở nên ít dần, những người đã đứng vào Viện nguyên lão lại được chính quyền trung ương khuyến khích từ bỏ vị trí của mình và trở về quê hương, trong một nỗ lực để duy trì các hoạt động dân sự.
Vào giai đoạn cuối của đế quốc, các dignitas ("giá trị, sự kính trọng") đi kèm với hàng ngũ nguyên lão và kỵ sĩ còn được đề cao hơn nữa bằng các tước hiệu như là vir illustris, "người nổi tiếng". Danh xưng clarissimus (tiếng Hy Lạp lamprotatos) được sử dụng để chỉ rõ dignitas của một nguyên lão nào đó và gia đình của họ bao gồm cả phụ nữ. "Các thứ hạng" của địa vị kỵ sĩ đã gia tăng nhanh. Những kỵ sĩ phục vụ đế quốc được xếp hạng theo mức lương (sexagenarius, 60,000 sesterce mỗi năm; centenarius, 100,000; ducenarius, 200,000). Tước hiệu eminentissimus, "xuất sắc nhất" (tiếng Hy Lạp exochôtatos) được dành cho những kỵ sĩ đã từng là Pháp quan thái thú. 

#### Sự bất bình đẳng

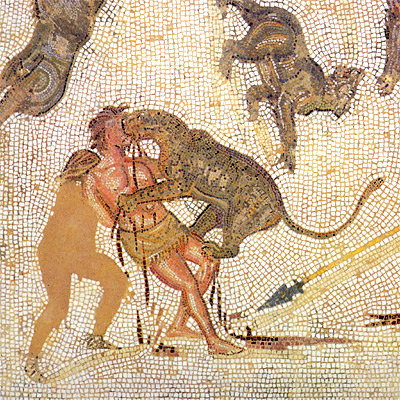
Một con báo tấn công một người bị kết án tại đấu trường (tranh khảm thế kỷ 3 từ Tunisia)

Khi mà nguyên tắc về sự bình đẳng của các công dân trước pháp luật thời cộng hòa bị lu mờ dần, các đặc quyền mang tính biểu tượng và xã hội của tầng lớp thượng lưu dẫn sự phân cấp một cách không chính thức ở bên trong xã hội La Mã thành hai tầng lớp đó là những người nắm giữ quyền cao chức trọng (honestiores) và những người thuộc tầng lớp thấp kém (humiliores). Nói chung, honestiores là những thành viên của ba "giai cấp" trên, cùng với một số sĩ quan quân đội. Việc cấp quyền công dân cho tất cả cư dân vào năm 212 dường như đã thúc đẩy sự cạnh tranh giữa các tầng lớp thượng lưu vốn có địa vị cao hơn hẳn các công dân khác, điều này đã được khẳng định đặc biệt là trong hệ thống tư pháp  Việc kết án phụ thuộc vào sự đánh giá của vị viên chức chủ tọa đối với "giá trị" tương xứng (dignitas) của bị cáo: một honestior có thể trả một khoản phạt khi bị kết tội đối với một tội mà có thể sẽ là một trận đòn roi dành cho một humilior.
Dưới thời cộng hoà, những người tự do hiếm khi phải nhận án tử hình ngay cả trong trường hợp một vụ án ở kinh đô, nó có thể diễn ra nhanh và tương đối ít đau đớn đối với các công dân được coi là "đáng kính trọng hơn" của đế quốc, trong khi những người bị coi là thấp kém hơn có thể phải trải qua nhiều kiểu tra tấn và đón nhận một cái chết từ từ mà trước kia vốn dành cho nô lệ, chẳng hạn như là đóng đinh và xử tử bằng động vật giống như là một cảnh tượng trong đấu trường. Trong giai đoạn đầu thời kỳ đế quốc, những người đã cải sang đạo Thiên Chúa có thể bị mất địa vị là honestiores của họ, đặc biệt là nếu họ từ chối thực hiện các khía cạnh tôn giáo trong nghĩa vụ công dân của mình, và do vậy họ trở thành đối tượng bị trừng phạt mà tạo ra tiền đề cho sự tử vì đạo.

## Chính quyền và quân đội

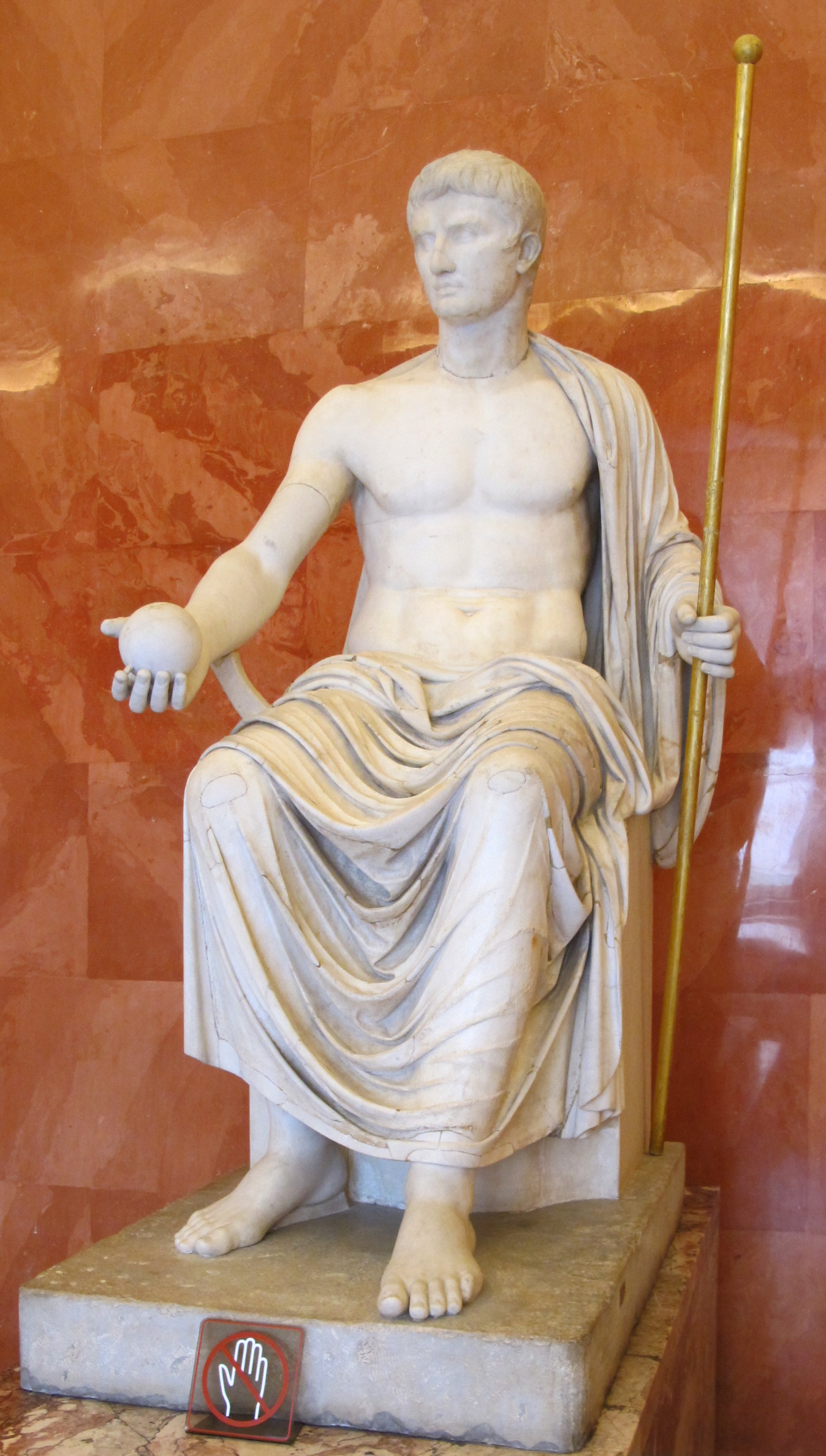
Bức tượng phực dựng miêu tả Augustus là Jove, ông đang nắm giữ một quyền trượng và một quả cầu (nửa đầu thế kỷ 1 CN).

Ba trụ cột quan trọng của chính quyền đế quốc La Mã đó là chính quyền trung ương, quân đội, và chính quyền địa phương. Quân đội thiết lập sự kiểm soát đối với các vùng đất thông qua chiến tranh, nhưng sau khi một thành phố hoặc một dân tộc đã chịu khuất phục, thì quân đội lại đảm nhiệm nhiệm vụ giữ gìn trật tự: bảo vệ các công dân La Mã (sau năm 212 CN, là với tất cả cư dân tự do của Đế quốc), các vùng đất nông nghiệp mà nuôi sống họ, và địa điểm tôn giáo  Việc hợp tác với tầng lớp quý tộc đầy quyền lực ở các địa phương là điều cần thiết để duy trì trật tự, thu thập thông tin, và tăng thêm nguồn thu cho ngân khố. Người La Mã thường tiến hành lợi dụng tình trạng chia rẽ chính trị nội bộ bằng cách ủng hộ một trong hai phe: theo như quan điểm của Plutarch "đó là sự bất hòa giữa các phe phái trong các thành phố mà dẫn đến việc mất quyền tự cai quản".
Các cộng đồng chứng minh được lòng trung thành với Rome sẽ giữ lại được những luật lệ riêng, và đồng thời có thể thu thuế tại địa phương của họ, và trong trường hợp đặc biệt sẽ được miễn thuế La Mã. Đặc quyền pháp lý và sự độc lập một cách tương đối là một động lực để tiếp tục giữ được vị thế tốt đối với Rome. Sự cai quản của La Mã như vậy đã bị hạn chế, nhưng điều này lại tỏ ra hiệu quả trong việc sử dụng các nguồn lực có sẵn cho nó.

### Chính quyền trung ương
Quyền hạn của một vị hoàng đế (quyền lực tuyệt đối của ông) tồn tại ít nhất là trong lý thuyết, gồm có "quyền quan bảo dân" (potestas tribunicia) và "quyền quan trấn thủ của Hoàng đế" (Imperium proconsulare). Trên lý thuyết, quyền hạn của quan bảo dân (tương tự như Quan bảo dân của người bình dân của nền cộng hòa cũ) khiến cho bản thân hoàng đế và chức vụ của ông trở thành bất khả xâm phạm, và đem lại cho hoàng đế quyền lực đối với chính quyền dân sự của Roma, bao gồm cả quyền lực để chủ trì và kiểm soát viện nguyên lão.
Quyền hạn của quan trấn thủ (tương tự như của các thống đốc quân sự, hoặc quan trấn thủ, dưới thời nền Cộng hòa cũ) đã đem lại cho ông quyền lực đối với toàn bộ quân đội La Mã. Ông cũng đã được giao những quyền hạn, mà dưới thời Cộng hòa, đã được dành cho viện nguyên lão và các hội đồng, bao gồm cả quyền tuyên bố chiến tranh, phê chuẩn các hiệp ước quốc tế, và đàm phán với các nhà lãnh đạo ngoại quốc.

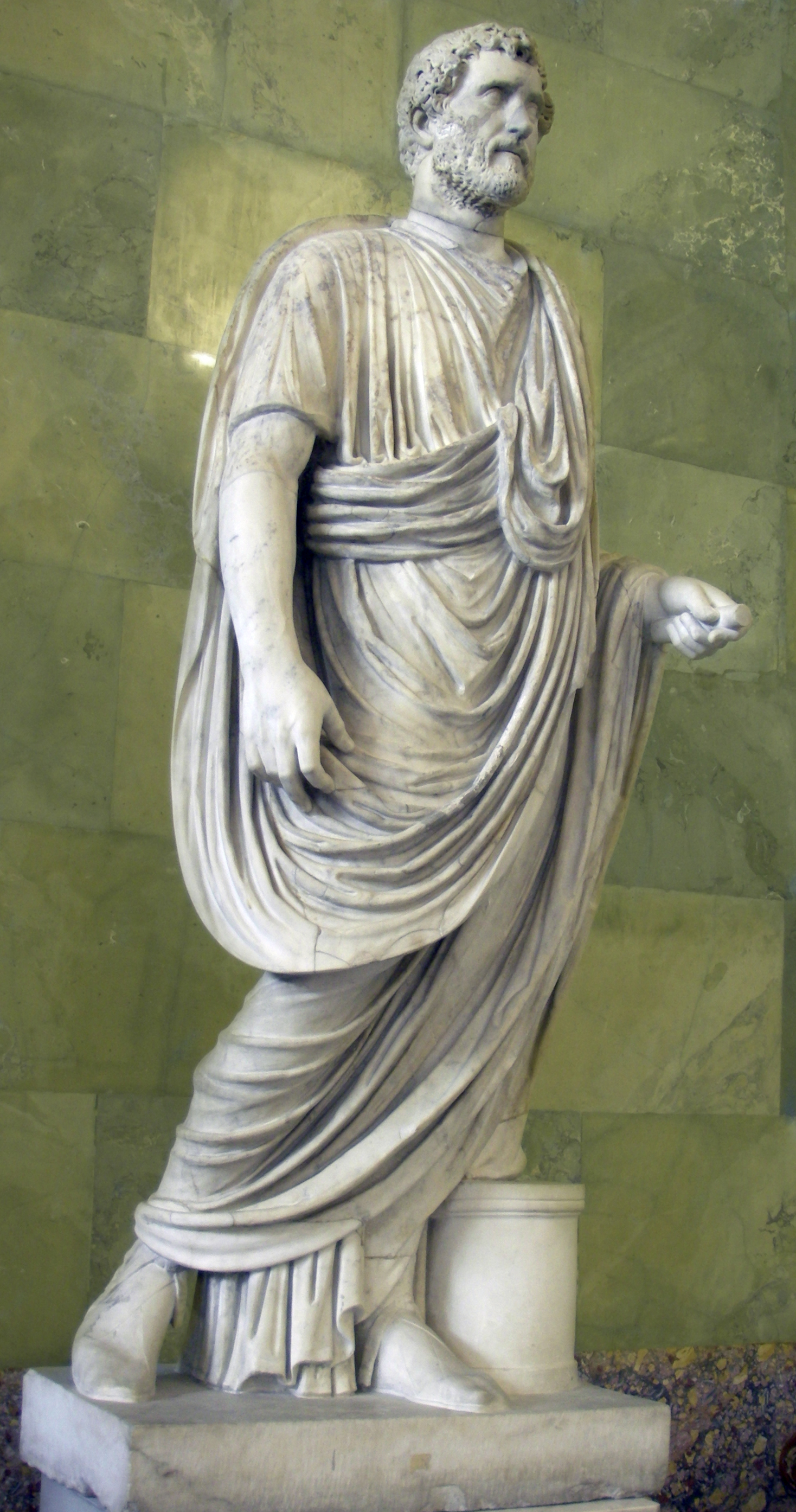
Antoninus Pius (cai trị từ năm 138–161), mặc một chiếc toga (Hermitage Museum)

Hoàng đế cũng có thẩm quyền để thực hiện một loạt các công việc đã được thực hiện bởi các kiểm duyệt viên, bao gồm cả quyền hạn kiểm soát các thành viên của viện nguyên lão Ngoài ra, hoàng đế còn kiểm soát cả tôn giáo, vì từ khi là hoàng đế, ông cũng luôn luôn đảm nhiệm chức Pontifex Maximus (Đại Tư tế) và là thành viên của mỗi nhóm trong bốn nhóm thầy tế lớn.. Trong khi những tước hiệu này đã được định rõ vào thời kì đầu của giai đoạn đế quốc, cuối cùng chúng cũng bị mất đi, và quyền lực của hoàng đế dần ít tính lập hiến và mang nhiều tính quân chủ hơn.
Trên thực tế, quyền hạn của một vị hoàng đế và quyền lực của ông được dựa trên sự ủng hộ chính đến từ quân đội. Được trả lương bởi ngân khố hoàng gia, những lính lê dương này cũng đã thề một lời thề quân sự thường niên để tỏ lòng trung thành đối với ông, được gọi là Sacramentum.
Sau khi một vị hoàng đế qua đời, trên lý thuyết, viện nguyên lão được quyền lựa chọn vị hoàng đế mới, nhưng hầu hết các hoàng đế đều đã chọn người kế vị riêng của họ, thường là một thành viên trong gia đình. Vị Hoàng đế mới phải nhanh chóng tìm kiếm một sự thừa nhận cho địa vị mới của ông ta và để ổn định bối cảnh chính trị. Không có vị hoàng đế có thể hy vọng sống sót, ít ra là trị vì, mà không có lòng trung nghĩa của đội Cận vệ của Hoàng đế La Mã và các quân đoàn. Để bảo đảm lòng trung thành của họ, hoàng đế thường ban cho họ donativum, một khoản tiền thưởng.

### Quân đội

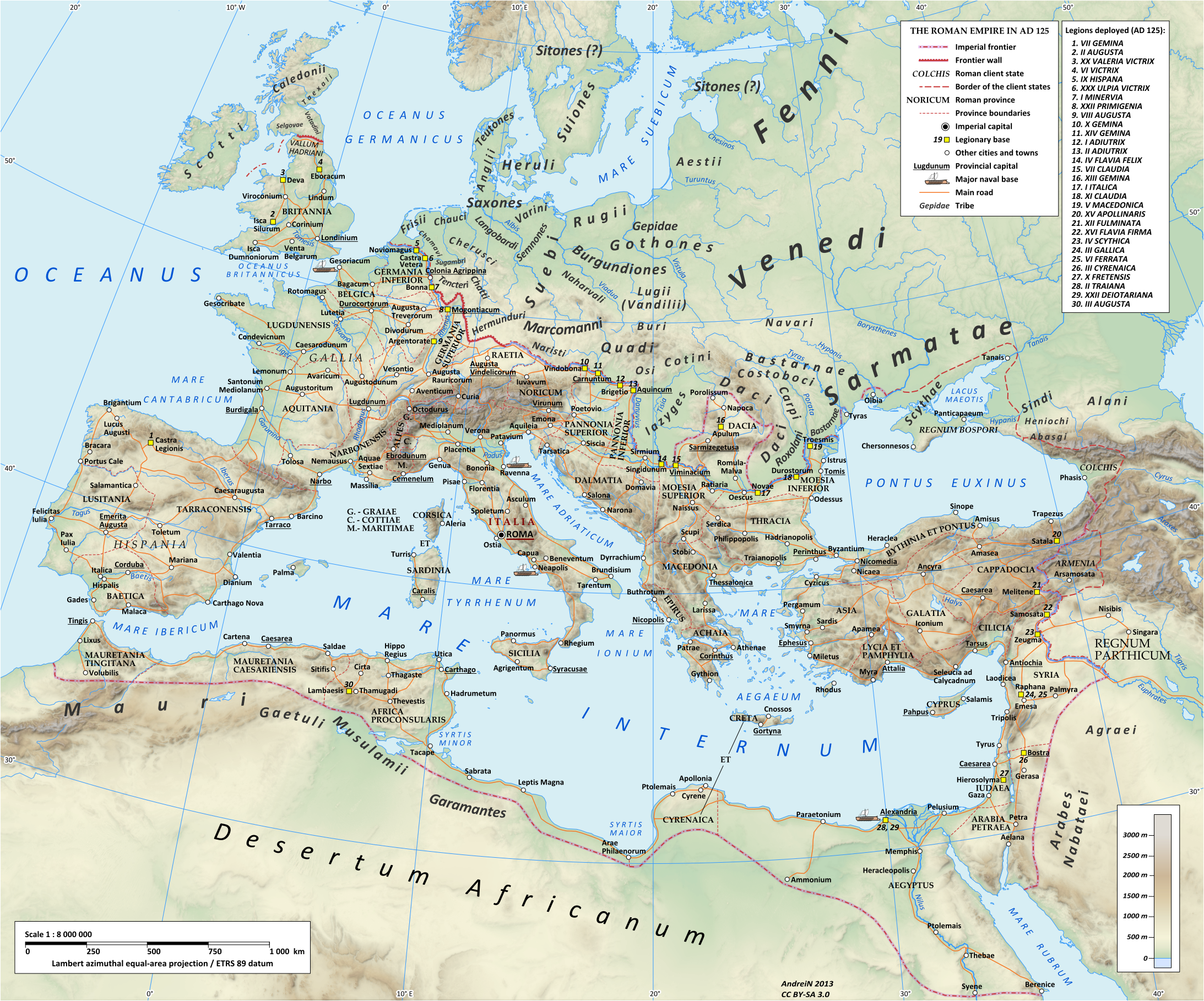
Đế quốc La Mã dưới thời Hadrian (cai trị từ năm 117–138) cho thấy vị trí của các quân đoàn La Mã được bố trí vào năm 125CN

Các binh sĩ của quân đội đế quốc La Mã đều là những quân nhân chuyên nghiệp và họ tình nguyện tham gia phục vụ 25 năm trong quân ngũ. Nhiệm vụ chính của quân đội La Mã vào đầu thời kì đế quốc đầu đó là bảo vệ nền Thái bình La Mã (Pax Romana). Ba bộ phận chính của quân đội đó là:
- Các đơn vị đồn trú tại Rome, trong đó bao gồm cả lực lượng vệ binh hoàng gia và vigile, những người có vai trò như là cảnh sát và nhân viên cứu hỏa;
- Quân đội ở các tỉnh, bao gồm cả các quân đoàn La Mã và các đạo quân trợ chiến được cung cấp bởi các tỉnh (auxilia);
- Hải quân.

Trong và sau cuộc nội chiến, Octavianus giảm số lượng to lớn của các Binh đoàn Lê dương La Mã (gồm hơn 60 Binh đoàn) xuống còn 28 Binh đoàn - một con số dễ chấp nhận và kiểm soát hơn nhiều. Một số Binh đoàn bị ngờ vực về sự trung thành chỉ đơn giản là bị sa thải. Các Binh đoàn khác được hợp nhất - sự thật này được gợi nên qua biệt hiệu Gemina (Anh em song sinh).
Năm 9, các bộ tộc German tận diệt ba Binh đoàn La Mã trong trận rừng Teutoburg. Thảm họa này giảm số lượng các Binh đoàn xuống còn 25. Sau này, tổng số các Binh đoàn sẽ lại được tăng lên và trong vòng 300 năm sau, La Mã luôn luôn có chừng trên dưới 30 Binh đoàn.
Augustus cũng thành lập đội Cận vệ của Hoàng đế La Mã (Praetoriani): chín cohorts có vẻ là để gìn giữ nền hòa bình chung và đóng quân tại Ý. Được trả lương hậu hĩnh hơn các Binh đoàn, các Cận vệ cũng phục vụ ngắn hạn hơn; thay vì phục vụ theo thời gian tiêu chuẩn của các Binh đoàn là 25 năm, họ về phép sau 16 năm tại nhiệm.
Tuy quân trợ chiến (tiếng Latinh: auxilia = những hỗ trợ) không nổi danh các Binh đoàn, họ có tầm quan trọng không nhỏ. Khác với các Binh đoàn, quân trợ chiến được tuyển mộ từ người không có quyền công dân. Được tổ chức trong các đơn vị nhỏ hơn gồm toàn là lính cohort, họ được trả thù lao ít hơn các Binh đoàn, và sau 25 năm phục vụ trong quân đội, họ cùng các con mình được trao quyền công dân La Mã. Theo Tacitus quân trợ chiến cũng có số lượng xấp xỉ bằng các Binh đoàn. Từ thời điểm đó La Mã có 25 Binh đoàn với khoảng 5.000 lính, ta suy ra quân trợ chiến cũng có chừng khoảng 125.000 binh sĩ, vậy là có xấp xỉ 250 trung đoàn trợ chiến.
Lực lượng Hải quân La Mã (tiếng Latinh: Classis, dịch sát nghĩa. "hạm đội") không chỉ hỗ trợ trong việc tiếp tế và vận tải của các Binh đoàn, nhưng cũng góp phần bảo vệ biên thùy ở các dòng sông Rhine và Donau. Một trách nhiệm của họ là bảo vệ những con đường buôn bán rất quan trọng trên biển chống lại mối đe dọa của cướp biển. Do đó, họ tuần tra khắp biển Địa Trung Hải, một phần của Bắc Đại Tây Dương (các bờ biển của Hispania, Gallia, và Britannia), và cũng hiện diện trên Biển Đen. Song, người La Mã vẫn coi Lục quân là một nhánh cao cấp và vinh hiển hơn.

### Chính quyền tỉnh

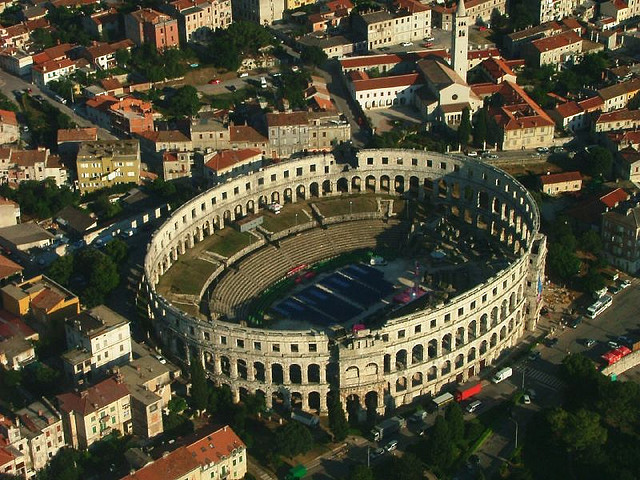
Pula Arena tại Croatia là một trong các kỹ trường tranh đua hình tròn La Mã lớn nhất và còn nguyên vẹn nhất.

Quá trình để một vùng lãnh thổ bị sáp nhập trở thành một tỉnh đều phải trải qua ba bước: làm một sổ ghi danh sách các thành phố, tiến hành một cuộc tổng điều tra dân số, và vẽ bản đồ Hơn nữa những hồ sơ lưu trữ của chính quyền còn bao gồm ngày sinh và qua đời, giao dịch bất động sản, thuế và những biên bản pháp lý Trong thế kỷ 1 và 2, chính quyền trung ương đã phái khoảng 160 quan chức mỗi năm để cai trị các vùng đất bên ngoài Ý  Trong số các quan chức có các "thống đốc La Mã", theo cách gọi bằng tiếng Anh: hoặc thẩm phán được bầu tại Rome, những người có tên trong viện nguyên lão và nhân dân La Mã, cai trị các tỉnh trực thuộc viện nguyên lão;. hoặc thống đốc, thường thuộc tầng lớp kị sĩ, những người nắm giữ quyền tuyệt đối của họ thay mặt cho hoàng đế ở những tỉnh không nằm dưới sự kiểm soát của viện nguyên lão, đặc biệt là tỉnh Ai Cập thuộc La Mã Một thống đốc phải khiến cho bản thân ông ta trở nên gần gũi với người dân mà ông ta cai quản. Tuy nhiên, bộ máy giúp việc của ông ta lại rất nhỏ: những cấp dưới chính thức của ông ta (apparitores), bao gồm các vệ sĩ, sứ truyền lệnh, sứ giả, những người chép bản thảo, và cận vệ; Các Legate, cả dân sự và quân sự, thường là những người thuộc tầng lớp kị sĩ và bạn bè, đang trong độ tuổi và có kinh nghiệm, hộ tống ông ta nhưng không chính thức.
Các quan chức khác được bổ nhiệm đó là các giám sát tài chính của chính quyền. Việc tách riêng trách nhiệm tài chính khỏi luật pháp và chính quyền là một cải cách ở thời kì đế quốc. Những kiểm sát trưởng thuộc tầng lớp kị sĩ mà ban đầu có quyền lực "ngoài vòng pháp luật và ngoài hiến pháp," đã quản lý cả tài sản của nhà nước và một lượng lớn tài sản cá nhân của hoàng đế (res Privata).

### Luật La Mã
Tòa án La Mã nắm giữ quyền xét xử đầu tiên đối với các trường hợp liên quan đến công dân La Mã khắp đế quốc, nhưng lại có quá ít các công chức tư pháp để có thể áp đặt luật La Mã thống nhất ở các tỉnh. Hầu hết các vùng của miền đông của đế quốc đã có các bộ luật và những thủ tục pháp lý chính thức. Nói chung, chính sách của La Mã là tôn trọng mos regionis ("truyền thống vùng" hay "luật pháp của địa phương") và coi luật pháp địa phương như là một nguồn tiền lệ pháp lý và ổn định xã hội  Sự phù hợp giữa luật La Mã và luật địa phương được cho là phản ánh một ius gentium cơ bản, "luật của các quốc gia" hay luật quốc tế được coi là phổ biến và nhất quán giữa tất cả các cộng đồng con người. Nếu một bộ luật tỉnh riêng biệt mâu thuẫn với luật La Mã hoặc luật pháp theo tục lệ, các quan tòa La Mã sẽ nghe kháng cáo, và hoàng đế nắm giữ thẩm quyền cuối cùng để đưa ra quyết định.
Ở phía Tây, pháp luật đã được thi hành dựa trên cơ sở địa phương hóa cao độ hay nền tảng bộ lạc, và quyền sở hữu tư nhân có thể là một sự mới lạ của thời đại La Mã, đặc biệt là trong số các bộ tộc người Celt. Luật La Mã tạo điều kiện cho việc cho một tầng lớp thân La Mã có thể đạt được sự giàu có một cách thuận lợi thông qua việc có được đặc quyền mới của mình là công dân. Sự mở rộng quyền công dân cho tất cả các cư dân tự do của đế quốc vào năm 212 đã được áp dụng thống nhất trong pháp luật La Mã, thay thế các bộ luật địa phương vốn áp dụng cho những người không phải là công dân. Những nỗ lực của Diocletianus nhằm để ổn định đế quốc sau khi kết thúc cuộc khủng hoảng của thế kỷ thứ ba bao gồm việc biên soạn hai bộ luật quan trọng trong vòng bốn năm đó là Codex Gregorianus và Codex Hermogenianus, để hướng dẫn việc cai quản các tỉnh theo những tiêu chuẩn pháp lý phù hợp.

### Thuế
Việc thu thuế vào thời đế quốc lên tới khoảng 5 phần trăm tổng sản lượng. Tỷ lệ thuế điển hình đối với mỗi cá nhân dao động trong khoảng từ 2-5 phần trăm  Những luật lệ về thuế lại tạo ra sự "lúng túng" trong hệ thống phức tạp của các loại thuế trực tiếp và gián tiếp, một số được thu bằng tiền mặt và một số bằng hiện vật. Các loại thuế có thể được cụ thể cho một tỉnh, hoặc đối với các loại tài sản như: thủy sản, ruộng muối;. chúng có thể có kết quả trong một thời gian hạn chế  Việc thu thuế đã được chứng minh là điều cần thiết để có thể duy trì quân đội, và người nộp thuế đôi khi có thể nhận được một khoản hoàn lại nếu quân đội cướp được một lượng chiến lợi phẩm dư thừa. Thuế bằng hiện vật đã được chấp nhận từ các khu vực ít lưu hành tiền tệ, đặc biệt là đối với những người có thể cung cấp lương thực, hàng hoá đến các doanh trại quân đội.

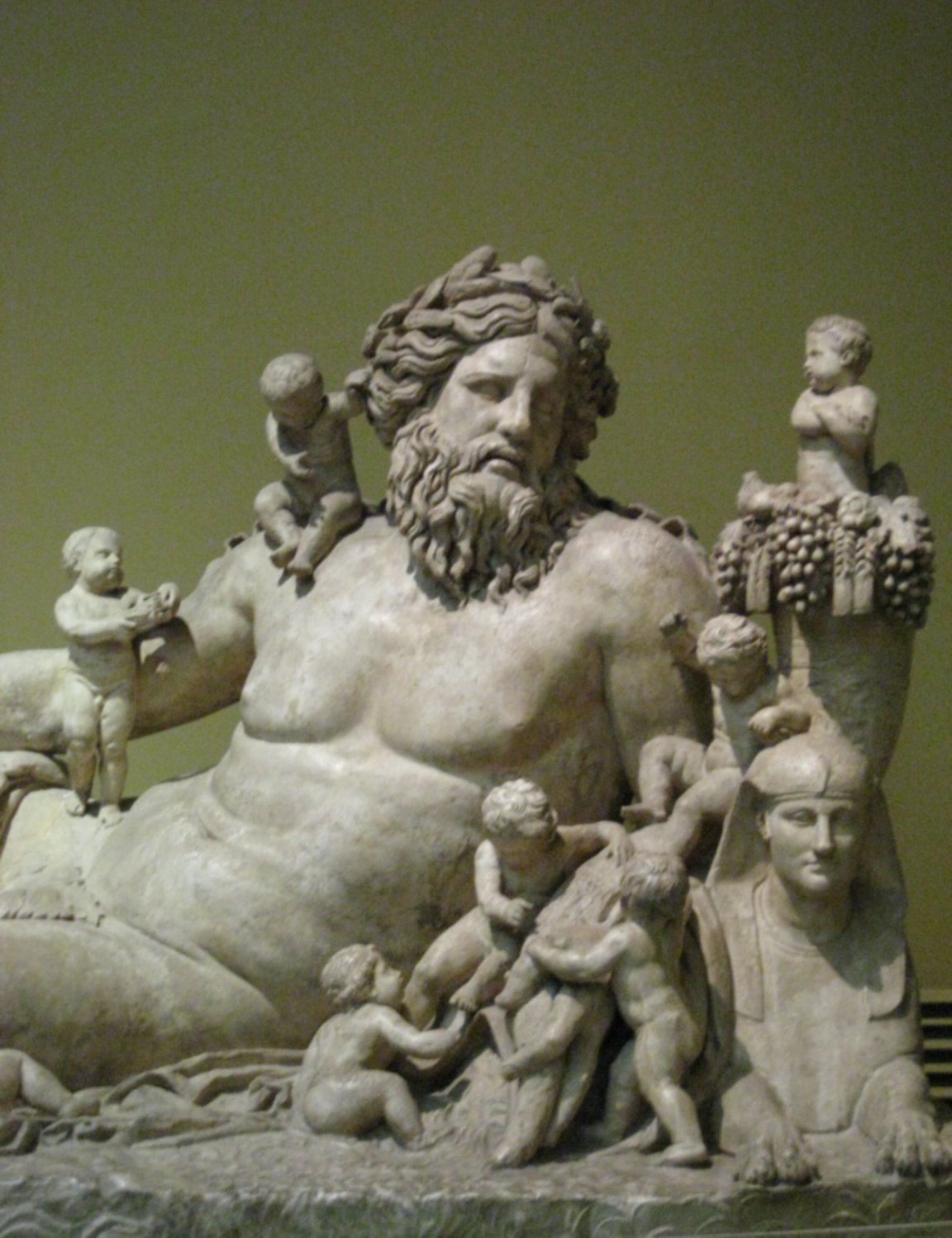
Hiện thân của Nile và những người con, trong Đền thờSerapeum Serapis và Isis tại Roma (thế kỷ 1 CN)

Các nguồn thu chính của việc thuế trực tiếp là các cá nhân, những người nộp thuế khoán và một khoản thuế đối với đất đai của họ, có thể hiểu như là một khoản thuế đối với sản lượng của nó hoặc năng lực sản xuất  Những khoản bổ sung có thể được nộp bởi những người hội đủ điều kiện miễn trừ nhất định;. Ví dụ, nông dân Ai Cập có thể ghi vào sổ các cánh đồng mà bỏ hoang và được miễn thuế tùy thuộc vào mức độ ngập lụt của sông Nile. Nghĩa vụ nộp thuế được xác định căn cứ theo các cuộc điều tra dân số.
Một nguồn thu quan trọng của thuế gián thu là portoria, thuế quan và thuế cầu đường đối với việc nhập khẩu và xuất khẩu, bao gồm cả giữa các tỉnh. Những khoản thuế đặc biệt còn được áp dụng đối với việc buôn bán nô lệ. Vào cuối triều đại của mình, Augustus tiến hành đánh thuế 4 phần trăm đối với việc bán nô lệ, và sau này Nero chuyển từ thu thuế người mua sang thu thuế của người bán, những người phản ứng bằng cách tăng giá bán của họ. Một chủ nô nếu giải phóng một nô lệ thì cũng phải trả "thuế tự do", tính theo 5 phần trăm giá trị.
Thuế thấp đã giúp cho tầng lớp quý tộc La Mã gia tăng sự giàu có của họ, mà bằng hoặc hơn cả nguồn thu của chính quyền trung ương. Một vị hoàng đế đôi khi bổ sung ngân khố của mình bằng cách tịch thu điền sản của những người "siêu giàu", nhưng vào thời kì sau này, sự chống đối của những người giàu có vốn phải đóng thuế là một trong những yếu tố góp phần vào sự sụp đổ của đế quốc.

## Kinh tế

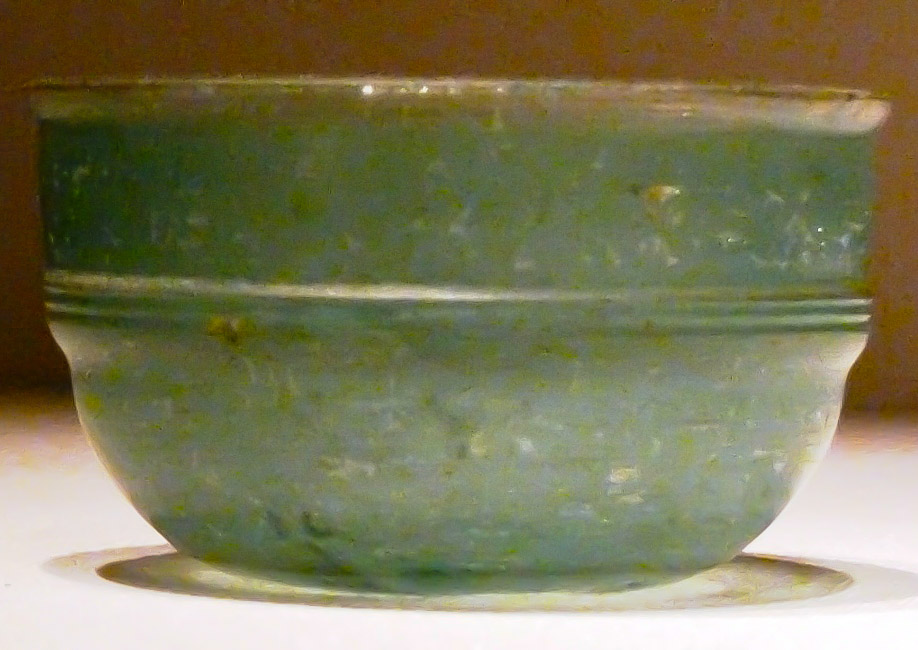
Cốc thủy tinh La Mã được khai quật trong một ngôi mộ thời Đông Hán (25–220 CN) ở Quảng Tây, Nam Trung Quốc; đồ thủy tinh La Mã cổ nhất ở Trung Quốc được phát hiện tại Quảng Châu, có niên đại về thời Tây Hán khoảng đầu thế kỷ 1 TCN, có vẻ đã được đưa tới đây thông qua hải tuyến thương mại bắt vào Biển Đông

Moses Finley là học giả nổi bật ủng hộ nhiều quan điểm sơ sài cho rằng: nền kinh tế La Mã "kém phát triển và kém hiệu quả", phải dựa chủ yếu vào nông nghiệp tự cung tự cấp; đô thị thì tiêu thụ chứ ít tạo ra các giá trị công thương; tầng lớp thợ thủ công có địa vị thấp hèn; công nghệ chậm phát triển; tóm lại "thiếu hợp lý về mặt kinh tế." Song quan điểm của giới chuyên gia ngày nay phức tạp hơn thế nhiều. Đất đai chiếm được từ các cuộc chinh phục được tái tổ chức trên quy mô lớn, giúp tạo ra thặng dư sản lượng cũng như thục đẩy sự chuyên hóa nghề nông, đơn cử như ở miền bắc châu Phi. Mỗi đô thị lại đặc thù với các hoạt động thương mại hoặc kỹ nghệ riêng, và quy mô của các công trình đô thị chứng tỏ ngành xây dựng của La Mã từng rất phát triển. Giấy cói bảo tồn các phương pháp hoạch toán tinh vi minh chứng cho một sự hợp lý kinh tế nhất định, và tiền tệ cũng được lưu hành rất phổ biến trong nội bộ Đế quốc. Mặc dù sự di chuyển và liên lạc thời cổ còn rất hạn chế, mạng lưới giao thông vận tải của La Mã vào thế kỷ thứ nhất và thứ hai rất phát triển, có cả các tuyến thương mại liên vùng.

### Tiền tệ và ngân hàng
Thời kì đầu đế quốc đã có sự lưu hành tiền tệ đạt đến một mức độ gần như phổ quát, với ý nghĩa của việc sử dụng tiền như một cách để thể hiện giá cả và các khoản nợ. Đồng sestertius (số nhiều sestertii, tiếng Anh "sesterces", ký hiệu là HS) là đơn vị cơ bản về mặt giá trị thanh toán vào thế kỷ thứ 4, mặc dù đồng denarius bạc, trị giá bốn sesterces, cũng đã được sử dụng trong việc thanh toán vào triều đại Severus. Đồng tiền có giá trị nhỏ nhất thường được lưu hành là đồng as (số nhiều asses), bằng một phần tư đồng sestertius. Vàng nén và thỏi dường như không được tính là pecunia, "tiền", và chỉ được sử dụng trên các vùng biên giới để giao dịch kinh doanh hoặc mua bất động sản. Người La Mã vào thế kỷ 1 và 2 tính số lượng tiền, chứ không phải cân chúng -một dấu hiệu cho thấy đồng tiền được định giá ngay trên mặt của nó và không phải dựa vào hàm lượng kim loại của đồng tiền. Khuynh hướng đối với tiền định danh này cuối cùng dẫn đến làm giảm giá trị của tiền xu La Mã, với những hậu quả để lại vào thời kì cuối của đế quốc. Sự tiêu chuẩn hóa đối với tiền trong toàn đế quốc đã thúc đẩy thương mại và hội nhập thị trường  Với số lượng lớn tiền xu kim loại trong lưu thông đã làm tăng nguồn cung tiền cho các giao dịch hoặc tiết kiệm.
Roma không có ngân hàng trung ương, và các quy định của hệ thống ngân hàng là tối thiểu. Ngân hàng vào thời cổ đại thường tiến hành dự trữ với số lượng nhỏ. Một ngân hàng điển hình thường có số vốn hạn chế, và thường chỉ có một người chủ, mặc dù một ngân hàng có thể có nhiều từ 6 tới 15 người chủ. Seneca thừa nhận rằng bất cứ ai có liên quan đến thương mại đều cần phải tiếp cận nguồn tín dụng.
Một người chủ ngân hàng gửi tiền chuyên nghiệp (argentarius, coactor argentarius, hoặc sau này là nummularius) nhận và giữ những khoản tiền gửi trong một thời hạn nhất định hoặc không thời hạn và cho bên thứ ba vay tiền. Tầng lớp nguyên lão đã tham gia rất nhiều vào việc cho tư nhân vay, cả các chủ nợ và khách hàng vay, cho vay từ tài sản cá nhân của họ trên cơ sở các mối quan hệ xã hội. Chủ sở hữu của một món nợ có thể sử dụng nó như một phương tiện thanh toán bằng cách chuyển nó cho một bên khác, không dùng tiền mặt trao tay. Mặc dù đôi khi người ta cho rằng La Mã cổ đại thiếu "giấy" hoặc giao dịch tài liệu, các hệ thống của các ngân hàng trên khắp đế quốc cũng cho phép trao đổi một khoản tiền rất lớn mà không có sự vận chuyển tiền tự nhiên, một phần vì những rủi ro của việc di chuyển số lượng lớn tiền mặt, đặc biệt là bằng đường biển. Chỉ có một vụ thiếu tín dụng nghiêm trọng được biết đến và đã xảy ra vào đầu thời đế quốc, một cuộc khủng hoảng tín dụng vào năm 33 CN mà khiến cho một số nguyên lão gặp phải rủi ro, chính quyền trung ương đã giải cứu thị trường thông qua một khoản vay 100 triệu HS được hoàng đế Tiberius thực hiện vào ngành ngân hàng (Mensae). Nói chung, số vốn khả dụng vượt quá số lượng cần thiết cho khách hàng vay. Bản thân chính quyền trung ương không vay tiền, và cũng không có nợ công để cần bù đắp cho thâm hụt ngân sách từ dự trữ tiền mặt.
Các vị hoàng đế của triều đại Antoninus và Severus về mặt tổng thể đều đã làm mất giá trị đồng tiền, đặc biệt là đồng denarius, dưới áp lực của việc biên chế quân đội. Lạm phát đột ngột dưới triều đại Commodus đã gây tổn hại đối với thị trường tín dụng. Vào giữa những năm 200, nguồn cung tiền đồng giảm mạnh  Tình cảnh của cuộc khủng hoảng của thế kỷ thứ ba- chẳng hạn như việc giảm sút thương mại đường dài, hoạt động khai thác mỏ bị gián đoạn, và việc vận chuyển tiền đúc vàng ra bên ngoài đế quốc bởi những kẻ thù xâm lược- đã làm suy giảm mạnh nguồn cung tiền và ngành ngân hàng cho đến năm 300 Mặc dù tiền xu La Mã từ lâu đã là tiền định danh hoặc tiền tệ tín dụng, những lo ngại kinh tế chung đã lên đến đỉnh điểm dưới triều đại Aurelianus, và giới ngân hàng mất niềm tin vào đồng tiền hợp pháp của chính quyền trung ương. Mặc dù Diocletianus sau này giới thiệu đồng solidus vàng và những cải cách tiền tệ, thị trường tín dụng của đế quốc sẽ không bao giờ phục hồi mạnh mẽ lại như nó trước đây.

### Khai mỏ và luyện kim

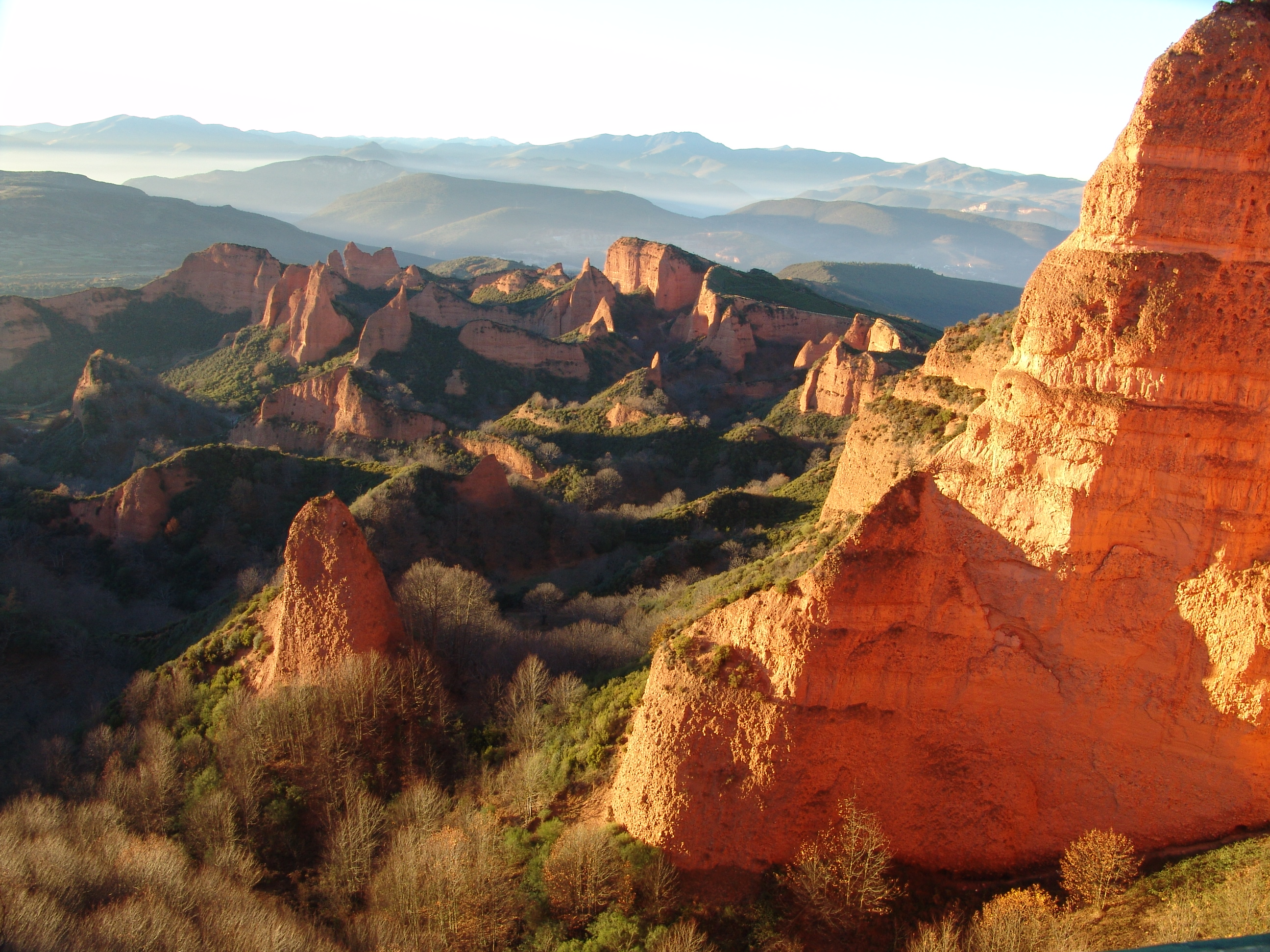
Cảnh quan là kết quả của kỹ thuật khai mỏ ruina montium tại Las Médulas, Hispania, một trong các mỏ vàng quan trọng nhất tại Đế quốc La Mã.

Các khu vực khai thác khoáng sản chính của đế quốc là Tây Ban Nha (vàng, bạc, đồng, thiếc, chì); Gaul (vàng, bạc, sắt), Anh (chủ yếu là sắt, chì, thiếc), các tỉnh Danube (vàng, sắt); Macedonia và Thrace (vàng, bạc) và Tiểu Á (vàng, bạc, sắt, thiếc). Việc tập trung khai mỏ trên quy mô lớn - trong lòng đất và bằng các phương tiện khai thác lộ thiên và dưới lòng đất - đã diễn ra từ dưới triều đại của Augustus cho đến đầu thế kỷ thứ 3, khi sự bất ổn của đế quốc đã gián đoạn quá trình khai thác. Ví dụ như các mỏ vàng của Dacia đã có thể không còn được người La Mã khai thác sau khi tỉnh này bị từ bỏ vào năm 271. Khai thác mỏ dường như đã khôi phục lại được một phần trong suốt thế kỷ thứ 4.
Khai thác thủy lực, mà được Pliny gọi là Ruina montium ("hủy hoại những ngọn núi"), đã cho phép khai thác các kim loại thường và kim loại quý trên quy mô công nghiệp nguyên thủy. Tổng sản lượng sắt hàng năm ước tính khoảng 82.500 tấn sản lượng đồng được sản xuất với tốc độ hàng năm là 15.000 tấn, và chì là 80.000 tấn, những cấp độ sản xuất chưa từng có cho đến cuộc cách mạng công nghiệp; Chỉ riêng Tây Ban Nha đã chiếm 40 phần trăm sản lượng chì thế giới Sản lượng chì cao là do nó là một sản phẩm phụ của quá trình khai thác bạc quy mô lớn đạt 200 tấn mỗi năm. Vào giai đoạn cao điểm vào khoảng giữa thế kỷ thứ 2, kho bạc La Mã được ước tính có khoảng 10.000 tấn, lớn hơn từ 5 tới 10 lần hơn toàn bộ lượng bạc của châu Âu thời trung cổ và các Caliphate vào khoảng 800 CN. Như một dấu hiệu cho quy mô sản xuất kim loại của người La Mã, ô nhiễm chì trong các tảng băng ở Greenland tăng gấp bốn lần so với mức tiền sử của nó trong thời kỳ đế quốc, và sau đó tiếp tục giảm.

### Giao thông và vận chuyển
Đế quốc La Mã hoàn toàn bao quanh Địa Trung Hải, và họ gọi nó là "biển của chúng tôi" (Mare Nostrum). Tàu thuyền của người La Mã đã đi lại khắp Địa Trung Hải cũng như các con sông chính của Đế quốc, trong đó có sông Guadalquivir, Ebro, Rhône, Rhine, sông Tiber và sông Nile. Việc vận chuyển bằng đường biển thường được chọn nếu có thể, và vận chuyển hàng hóa bằng đường bộ là rất khó khăn. Phương tiện đi lại, bánh xe, và tàu thuyền cho thấy sự tồn tại của một số lượng lớn các thợ mộc lành nghề.
Vận tải bằng đường bộ thì sử dụng hệ thống các con đường La Mã tiên tiến. Các loại thuế bằng hiện vật được các cộng đồng đóng bao gồm việc cung cấp lương thực cho các nhân viên, động vật, hoặc phương tiện cho các cursus publicus, hệ thống bưu điện nhà nước và dịch vụ vận tải đã được Augustus thành lập Các trạm ngựa nằm dọc theo những con đường mỗi 7-12 dặm La Mã, và có xu hướng phát triển thành một làng hoặc trạm buôn bán. Một mansio (số nhiều mansiones) là một trạm dịch vụ tư nhân đặc quyền của triều đình đế quốc dành cho cursus publicus. Các nhân viên hỗ trợ tại một cơ sở như vậy bao gồm người dắt la, thư ký, thợ rèn, xe ngựa, một thầy thuốc thú y, một vài quân cảnh và người đưa thư. Khoảng cách giữa mansiones được xác định bằng quãng đường một chiếc xe ngựa có thể đi di chuyển trong một ngày. La là loài động vật thường được sử dụng cho xe kéo, và nó có thể đi được khoảng 4 dặm mỗi giờ. Như một ví dụ về tốc độ thông tin liên lạc, một người đưa tin ít nhất phải mất chín ngày để đi đến Rome từ Mainz thuộc tỉnh Thượng Germania, ngay cả khi đang có một vấn đề cấp bách Ngoài các mansiones, một số quán rượu cũng cung cấp chỗ ở cũng như ăn uống, một nhãn được ghi lại trong một lần lưu lại cho thấy chi phí cho rượu vang, bánh mì, thức ăn cho con la, và chi phí của một gái mại dâm.

### Thương mại và hàng hóa
Các tỉnh La Mã buôn bán giữa chúng với nhau, nhưng thương mại còn mở rộng ra bên ngoài biên giới tới các khu vực xa xôi như Trung Quốc và Ấn Độ. Các mặt hàng chính là ngũ cốc. Ngoài ra còn buôn bán mặt hàng khác như dầu ô liu, các loại thực phẩm, garum (nước mắm), nô lệ, quặng và đồ vật kim loại, sợi và dệt may, gỗ, gốm, đồ thủy tinh, đá cẩm thạch, giấy cói, gia vị và dược liệu, ngà voi, ngọc trai và đá quý.

### Lao động và việc làm

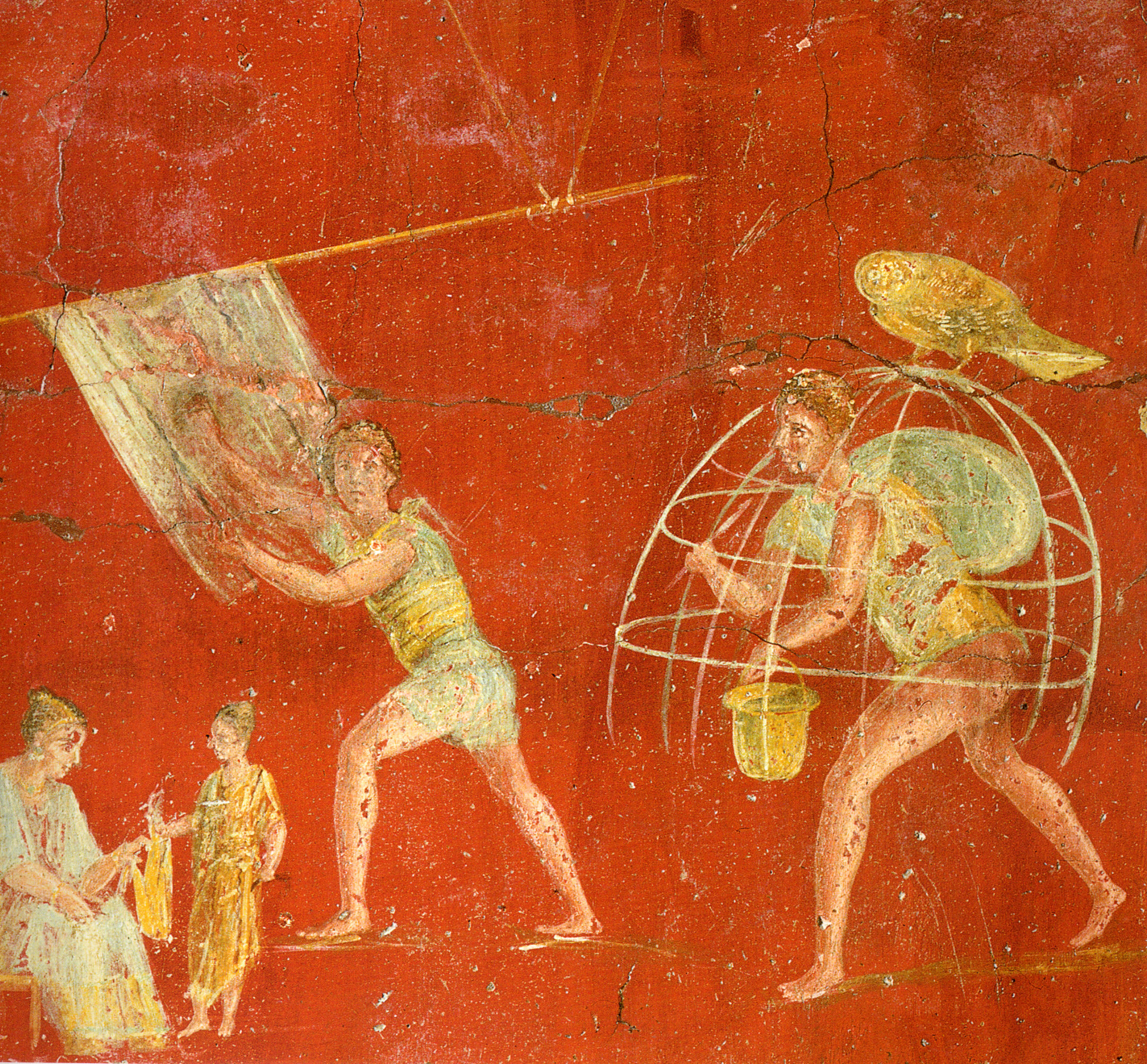
Người làm công trong một cửa hàng sản xuất vải, một bức họa trong fullonica của Veranius Hypsaeus tại Pompeii

Những dòng chữ khắc ghi lại 268 ngành nghề khác nhau trong thành phố Rome, và 85 ở Pompeii. Hiệp hội nghề nghiệp hoặc các Hội thương gia (collegia) được chứng thực cho một loạt các ngành nghề, trong đó có ngư dân (piscatores), người buôn muối (salinatores), người buôn bán dầu ô liu (olivarii), người làm trò mua vui (scaenici), người buôn bán gia súc (pecuarii), thợ kim hoàn (aurifices), người đánh xe (asinarii hoặc muliones), và thợ đá (lapidarii)  Đôi khi có những nghề khá đặc biệt: một collegium tại Rome bị hạn chế nghiêm ngặt đối với thợ thủ công làm việc với ngà voi và gỗ cam quýt.
Các công việc được thực hiện bởi những người nô lệ rơi vào năm loại chung: nội trợ, trên các văn bia ghi lại ít nhất 55 công việc khác nhau trong gia đình, phục vụ hoàng gia hoặc công cộng; hàng thủ công đô thị và dịch vụ, nông nghiệp và khai thác khoáng sản Tù nhân cung cấp phần lớn lao động trong các mỏ hoặc mỏ đá, nơi mà điều kiện làm việc nổi tiếng là tàn bạo. Trong thực tế, có rất ít sự phân công lao động giữa nô lệ và người tự do. Một số lượng lớn những người lao động thông thường được sử dụng trong nông nghiệp: trong hệ thống canh tác công nghiệp của Ý (latifundia), có thể chủ yếu là nô lệ, nhưng trên khắp đế quốc, nô lệ lao động trong nông nghiệp có lẽ là ít quan trọng hơn so với các hình thức lao động phụ thuộc vào những người về cơ bản không phải là nô lệ.
Dệt may và sản xuất trang phục là một nguồn việc làm chính. Vải và cả áo quần đã hoàn thành được giao dịch giữa các dân tộc của đế quốc mà có sản phẩm thường được đặt tên theo tên gọi của họ hay một thị trấn đặc biệt, giống như một "nhãn hiệu" thời trang.

### GDP
Các sử gia kinh tế có tính toán khác nhau về sản phẩm quốc nội của nền kinh tế La Mã. Trong những năm 14, 100, và 150 CN, ước tính GDP bình quân đầu người khoảng từ 166 tới 380 HS. GDP bình quân đầu người của Ý được ước tính là cao hơn từ 40  đến 66 phần trăm  so với phần còn lại của đế quốc, do thuyên chuyển thuế từ các tỉnh và sự tập trung thu nhập của tầng lớp có địa vị ở trung tâm của đế quốc. Ước tính vào năm 1 sau Công nguyên, GDP bình quân đầu người của Ý là khoảng 809 USD (tính theo thời giá năm 1990), gấp đôi Trung Quốc và Ấn Độ vào thời điểm đó .

## Kiến trúc và kĩ thuật xây dựng

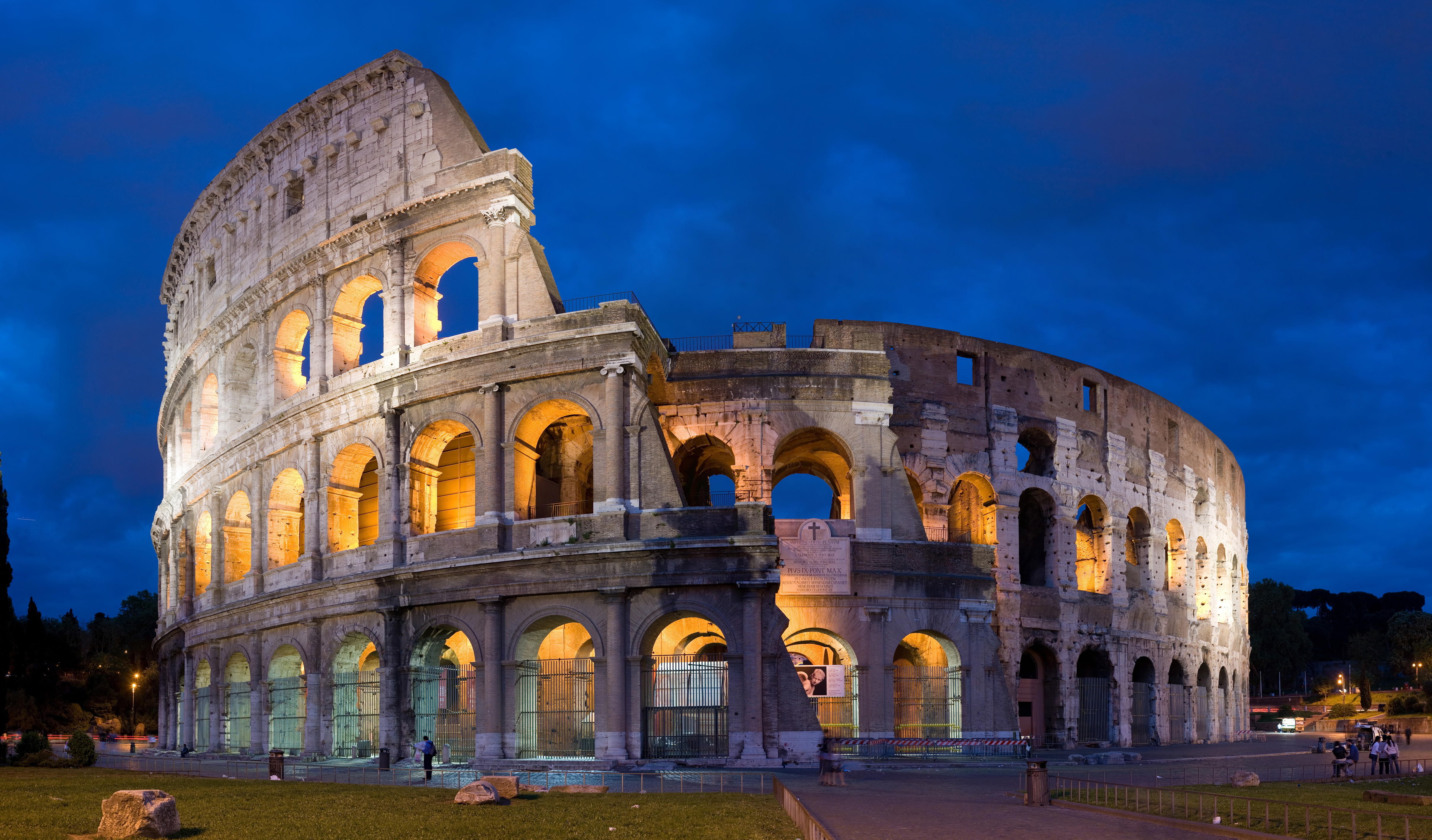
Việc xây dựng Đấu trường La Mã bắt đầu trong thời gian trị vì của Vespasianus

Những đóng góp chính của người La Mã đối với kiến trúc là cung vòm và mái vòm. Ngay cả sau khi trải qua hơn 2.000 năm một số cấu trúc La Mã vẫn còn đứng vững, một phần do những phương pháp chế tạo xi măng và bê tông tinh vi  Các con đường La Mã được coi là những con đường tiên tiến nhất xây dựng cho đến đầu thế kỷ 19. Hệ thống đường sá tạo điều kiện cho việc duy trì trật tự của quân đội, giao thông và thương mại. Những con đường có thể chịu được lũ lụt và các mối đe dọa môi trường khác. Ngay cả sau khi chính quyền trung ương sụp đổ, một số tuyến đường vẫn có thể sử dụng trong hơn một ngàn năm.
Các cây cầu La Mã là một trong những cây cầu lớn và bền vững đầu tiên, chúng được xây dựng từ đá cùng với kiểu kiến trúc cung vòm như cấu trúc cơ bản. Vật liệu được sử dụng nhiều nhất bê tông. Cây cầu La Mã lớn nhất là cây cầu Trajan bắc qua hạ lưu sông Danube, nó được xây dựng bởi Apollodorus của Damascus và vẫn là cây dài nhất đã được xây dựng cả về chiều dài tổng thể và chiều dài trong hơn một thiên niên kỷ.

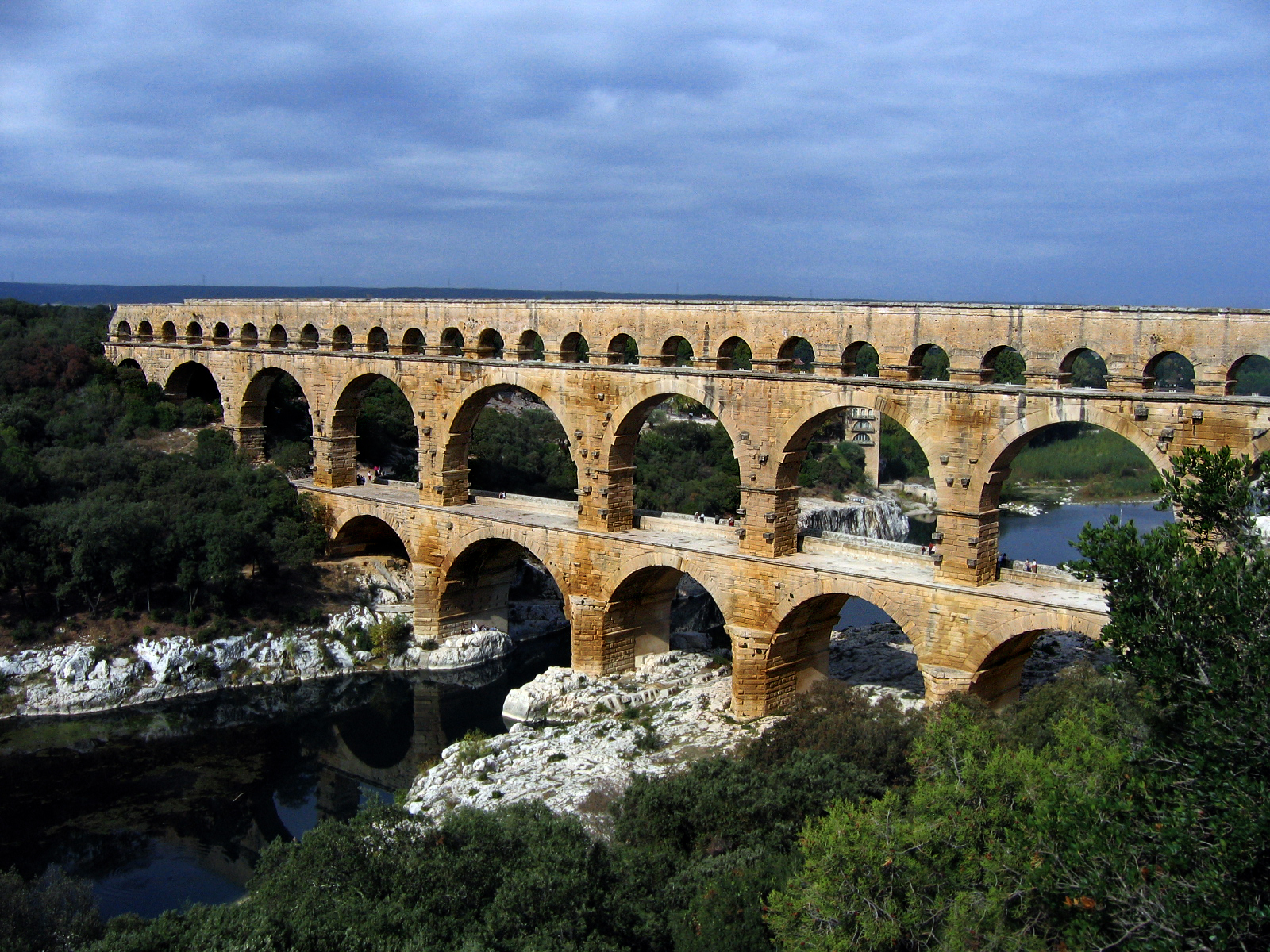
Cầu máng Pont du Gard bắc qua sông Gardon ở miền nam nước Pháp, nằm trong danh sách Di sản thế giới của UNESCO

Người La Mã đã xây dựng nhiều đập để trữ nước, chẳng hạn như các đập Subiaco, hai trong số đó cấp nước cho Anio Novus, một trong những hệ thống cầu máng lớn nhất của Roma. Họ đã xây dựng 72 đập chỉ riêng trên bán đảo Iberia, và một số lượng nhiều hơn thế nữa được biết đến trên khắp Đế quốc, và một số vẫn còn được sử dụng. Một số đập bằng đất ở nước Anh từ thời La Mã cũng đã được biết đến, trong đó có một ví dụ đã được bảo quản tốt là ở Longovicium (Lanchester).
Người La Mã đã xây dựng nhiều cầu máng. Một luận án còn sót lại tới ngày nay của Frontinus, người từng giữ chức vụ curator aquarum (ủy viên về nước) dưới thời Nerva, đã phản ánh vai trò hành chính quan trọng đối với việc bảo đảm cung cấp nước. Sau khi nước đi qua cầu máng, nó được tập trung vào các bể chứa nước và theo các đường ống để tới các đài phun nước công cộng, phòng tắm, nhà vệ sinh, hoặc các khu công nghiệp. Các hệ thống cống dẫn nước chính trong thành phố Roma là Aqua Claudia và Aqua Marcia. Một hệ thống phức tạp còn được xây dựng để cung cấp nước cho Constantinoplis từ nơi cách nó hơn 120 km dọc theo một tuyến đường quanh co dài hơn 336 km. Người La Mã cũng đã sử dụng cống dẫn nước trong hoạt động khai thác khoáng sản phong phú của họ trên toàn đế quốc, tại các địa điểm như Las Médulas và Dolaucothi ở miền Nam xứ Wales.

## Cuộc sống thường nhật

### Thành thị và nông thôn
Quy hoạch thành phố và lối sống đô thị của người La Mã đã bị ảnh hưởng bởi người Hy Lạp ngay từ giai đoạn đầu. Ở Đông La Mã, sự cai trị của người La Mã đã thúc đẩy và định hình sự phát triển mang tính địa phương của các thành phố vốn chịu ảnh hưởng mạnh mẽ của Hy Lạp. Các thành phố như Athens, Aphrodisias, Ephesus và Gerasa đã thay đổi một số khía cạnh của quy hoạch và kiến trúc thành phố để phù hợp hơn với lý tưởng hoàng gia, đồng thời thể hiện bản sắc riêng và tính ưu việt của khu vực. Ở Tây La Mã, Rome khuyến khích phát triển các trung tâm đô thị với những ngôi đền bằng đá, nơi hội họp, đài phun nước hoành tráng, nhà hát ngoài trời..., thường được xây gần hoặc tại các khu định cư có từ trước gọi là oppida. Quá trình đô thị hóa ở La Mã Châu Phi mở rộng trên các thành phố Hy Lạp và Punic dọc theo bờ biển.
Tại thành phố Rome, hầu hết mọi người thuộc tầng lớp nghèo hoặc trung lưu sống trong các tòa nhà chung cư cao tầng (insulae) mà thường là bẩn thỉu và dễ hỏa hoạn. Các insulae có thể cao đến sáu hoặc bảy tầng, những căn hộ lớn nhất và đắt nhất thường nằm ở tầng dưới cùng. Đa số Insulae được xây dựng bằng gỗ, gạch bùn, và bê tông nguyên thủy nên rất dễ bị cháy và sụp đổ. Augustus đã tiến hành cải cách nhằm tăng cường sự an toàn của các tòa nhà ở thành phố Rome. Vì mối nguy hiểm của hỏa hoạn và sụp đổ, chiều cao tối đa của các insulae bị Augustus giới hạn ở mức 70 feet La Mã gọi là pes (tương đương 20,7 m), và sau đó bị giảm xuống còn 60 feet La Mã (17,75 m) bởi Hoàng đế Nero sau vụ Đại Hỏa hoạn thành Rome.
Các cơ sở công cộng chẳng hạn như nhà tắm công cộng, nhà vệ sinh có vòi xả nước (latrinae), bồn chứa nước hoặc các đài phun nước công phu (nymphea) cung cấp nước ngọt, và các hoạt động giải trí quy mô lớn chẳng hạn đua ngựa hay võ sĩ giác đấu chủ yếu nhắm vào những người thường sống trong các insulae. Các cơ sở tương tự được xây dựng ở các thành phố trên khắp Đế chế, và một số cấu trúc La Mã được bảo tồn tốt nhất là ở Tây Ban Nha, miền nam nước Pháp và miền bắc châu Phi.
Các nhà tắm công cộng phục vụ các chức năng vệ sinh, xã hội và văn hóa. Tắm là trọng tâm của xã hội thường nhật La Mã vào buổi chiều muộn trước bữa tối. Các phòng tắm được chia làm 3 cấp nhiệt độ: caldarium là tắm nước nóng, tepidarium là tắm nước ấm, và fgiridarium là tắm nước lạnh. Ngoài ra có thể còn có các dịch vụ khác như các phòng tập thể dục và tập tạ, phòng xông hơi khô, spa tẩy tế bào chết (nơi các loại dầu được mát xa vào da và cơ thể được kỳ cọ bằng một dụng cụ gọi là strigil), sân bóng hoặc bể bơi ngoài trời. Nước trong phòng tắm thường được đun bằng lò dưới sàn. Những phòng tắm khỏa thân kết hợp nam nữ không phải là điều bất thường trong thời kỳ đầu của Đế quốc, mặc dù một số cơ sở có thể đã cung cấp những phòng tắm riêng biệt cho nam giới và phụ nữ. Phòng tắm công cộng là một phần của văn hóa đô thị tại khắp các tỉnh, nhưng vào cuối thế kỷ thứ 4, bồn tắm cá nhân bắt đầu xuất hiện ở các hộ gia đình và dần thay thế hình thức tắm chung.
Các gia đình giàu có ở Rome thường có từ hai ngôi nhà trở lên, một căn nhà ở thành phố (domus) và ít nhất một căn biệt thự (villa) nằm ở vùng ngoại ô hoặc nông thôn bên ngoài thành phố.
Domus là ngôi nhà thuộc sở hữu riêng của một gia đình thượng lưu giàu có, và có thể được trang bị một phòng tắm riêng (balneum), nhưng đó không phải là một nơi để rút lui khỏi đời sống công cộng. Mặc dù có một vài khu phố của Rome tập trung một số lượng lớn những căn nhà sang trọng, thế nhưng những người giàu ở Rome thường không sống trong những khu vực biệt lập. Nhà của họ thường dễ tìm thấy và dễ tiếp cận. Sảnh trước (atrium) phục vụ như là một đại sảnh để tiếp khách, trong đó gia trưởng (chủ hộ) gặp khách hàng vào mỗi buổi sáng, từ những bạn bè giàu có đến những người phụ thuộc nghèo nhận từ thiện. Nó cũng là một trung tâm của nghi lễ tôn giáo gia đình, có đặt một đền thờ và những hình ảnh của tổ tiên gia đình. Những ngôi nhà nằm trên những con đường bận rộn đông đúc người qua lại, có không gian đối diện với đường phố thường được thuê để làm các cửa hàng (tabernae) với mục đích kinh doanh.
Những căn biệt thự (villa) ở ngoại ô hoặc nông thôn ngược lại là một lối thoát khỏi sự nhộn nhịp của thành phố, và chỉ có giới thượng lưu mới có đủ điều kiện để sở hữu những căn nhà này. Những căn villa có thể được xây trên những khu đất riêng của người chủ sở hữu, hoặc xây ở những "thị trấn nghỉ mát" nằm trên bờ biển, chẳng hạn như ở các thành phố Pompeii và Herculaneum.
Chương trình đổi mới đô thị dưới thời Augustus, và sự tăng trưởng dân số của Rôma lên tới 1 triệu người, hình thành nên một nỗi nhớ dành cho cuộc sống nông thôn được thể hiện trong nghệ thuật. Các thi sĩ ngợi ca cuộc sống lý tưởng của nông dân và người chăn cừu. Nội thất của các ngôi nhà thường được trang trí bằng tranh vẽ những khu vườn, đài phun nước, thiên nhiên, cây cảnh, và động vật, đặc biệt là chim và sinh vật biển, đạt độ chính xác đến mức các học giả hiện đại đôi khi có thể nhận diện chúng theo loài. Nhà thơ Augustace Horace nhẹ nhàng châm biếm sự khác biệt giữa các giá trị đô thị và nông thôn trong truyện ngụ ngôn của ông về chuột thành phố và chuột nông thôn, thường được kể lại như một câu chuyện dành cho trẻ em.
Ở một mức độ thực tế hơn, chính quyền trung ương đã có sự quan tâm tích cực trong việc hỗ trợ sản xuất nông nghiệp. Sản xuất lương thực là ưu tiên hàng đầu trong việc sử dụng đất. Các trang trại lớn (latifundia) đạt được một nền kinh tế có quy mô duy trì cuộc sống đô thị bền vững và phân công lao động chuyên biệt hơn. Tiểu nông được hưởng lợi từ sự phát triển của thị trường địa phương ở các thị trấn và trung tâm buôn bán. Các kỹ thuật nông nghiệp như luân canh và chọn giống vật nuôi đã được phổ biến khắp Đế quốc, và các giống cây trồng mới được giới thiệu từ tỉnh này sang tỉnh khác, chẳng hạn như đậu Hà Lan và cải bắp được vận chuyển sang Anh.
Việc duy trì một nguồn cung cấp thực phẩm với giá cả phải chăng cho cư dân nghèo ở thành phố Rome đã trở thành một vấn đề chính trị lớn vào cuối thời Cộng hòa. Vào năm 123 TCN một đạo luật được đề xuất bởi Gaius Gracchus và sau đó được chấp thuận rộng rãi, qua đó mọi công dân là nam giới trưởng thành (trên 14 tuổi) ở Rome sẽ được cung cấp 33 kg ngũ cốc mỗi tháng với mức giá cực kỳ thấp. Đến những năm 60 TCN thì ngũ cốc bắt đầu được trợ cấp hoặc phân phát miễn phí cho những người nam giới có đủ điều kiện công dân. Ngũ cốc được sử dụng để làm bánh mì, yếu tố quan trọng nhất trong bữa ăn của người La Mã. Có khoảng 200,000-250,000 người đàn ông trưởng thành tại Rome đã nhận khoản trợ cấp này hàng tháng, khoảng 33 kg ngũ cốc cho mỗi người, tổng cộng khoảng 100.000 tấn lúa mì chủ yếu được thu hoạch từ Sicily, Bắc Phi và Ai Cập. Khoản trợ cấp ngũ cốc này tiêu tốn ít nhất 15% ngân khố của nhà nước, nhưng đã góp phần quan trọng vào việc cải thiện điều kiện sống của người dân ở các tầng lớp thấp hơn trong xã hội, đồng thời đem lại lợi nhuận cho người giàu bởi nó cho phép người dân nghèo chi tiêu nhiều hơn thu nhập của họ vào rượu vang và dầu ô liu, những thứ vốn được sản xuất từ trang trại của những địa chủ giàu có.

### Thực phẩm và ăn uống
Hầu hết các căn hộ ở Rome không có nhà bếp, mặc dù một lò than củi có thể được sử dụng cho việc nấu ăn đơn giản ở hầu hết các hộ gia đình. Thực phẩm đã qua chế biến được phục vụ tại các quán rượu và hộp đêm, cũng như các nhà trọ và quầy hàng thực phẩm (tabernae, cauponae, popinae, thermopolia). Người dân thuộc tầng lớp thấp trong xã hội chủ yếu ăn uống tại các nhà hàng, trong khi người giàu thường tổ chức những bữa tiệc sang trọng tại nhà riêng với những đầu bếp (archimagirus) và nhân viên nhà bếp được huấn luyện. Những bữa ăn sang trọng cũng có thể xuất hiện ở các buổi tiệc được tổ chức bởi các câu lạc bộ xã hội (collegia).
Hầu hết người dân La Mã tiêu thụ ít nhất 70% lượng calo hàng ngày của họ dưới hình thức các loại ngũ cốc và các loại đậu. Món cháo yến mạch Puls (pottage) được coi là món ăn thổ dân của người La Mã. Các loại súp ngũ cốc cơ bản có thể kết hợp với rau xắt nhỏ, thịt bít tết, pho mát, hoặc các loại thảo mộc để tạo nên các món ăn tương tự như polenta hoặc risotto.
Cư dân đô thị và quân đội ưa thích tiêu thụ ngũ cốc của họ dưới hình thức các loại bánh mì. Các cối xay và lò nướng thương mại thường được kết hợp trong một khu phức hợp sản xuất bánh mì. Đến triều đại của Aurelian, bánh mì sản xuất từ các xưởng bánh mì của nhà nước đã được phân phối miễn phí cho người dân như là khẩu phần ăn hàng ngày, cùng với đó là dầu ô liu, rượu vang, và thịt lợn cũng đã được cung cấp miễn phí cho mọi công dân (nam giới).
Văn học La Mã tập trung vào thói quen ăn uống của các tầng lớp thượng lưu, những người mà bữa chiều (cena) đối với họ có chức năng xã hội quan trọng. Khách ăn tối thưởng thức bữa ăn trong một phòng ăn được trang trí tinh xảo (triclinium), thường có tầm nhìn hướng ra một khu vườn yên tĩnh. Khi ăn, họ ngồi hoặc nằm tựa trên những chiếc trường kỷ. Một bữa Cena truyền thống bao gồm ba phần. Món khai vị thường bao gồm trứng, ô liu và rượu mật ong. Món chính thường bao gồm một món thịt, chẳng hạn như thịt lợn nướng. Món tráng miệng bao gồm trái cây hoặc các loại hạt.
Bánh mì là món ăn thường nhật của người La Mã, người giàu ăn bánh mì làm từ lúa mì và những người nghèo hơn thì ăn bánh mì làm từ lúa mạch. Các sản phẩm tươi sống như rau và đậu cũng rất quan trọng. Ô liu và các loại hạt cũng thường xuyên xuất hiện trong bữa ăn của người La Mã. Mặc dù có nhiều hoàng đế La Mã khuyến khích người dân không ăn thịt - như các hoàng đế Didius Julianus và Septimius Severus - nhưng thịt và các sản phẩm chế biến từ thịt như xúc xích, thịt muối và thịt xông khói vẫn được tiêu thụ rộng rãi bởi người dân. Sữa dê hoặc sữa cừu được ưa chuộng hơn so với sữa bò; sữa cũng được sử dụng để làm ra các loại pho mát, vì đây là một cách để lưu trữ và kinh doanh các sản phẩm sữa.
Dầu ô liu là nguyên liệu cơ bản để nấu ăn của người La Mã, nó còn được dùng để thắp sáng và tạo ra các chế phẩm dùng khi tắm rửa. Bơ bị người La Mã xem thường, nhưng lại là một đặc điểm nổi bật của chế độ ăn uống Gallic. Muối là thứ gia vị cơ bản trong bữa ăn: Pliny the Elder từng nhận xét rằng "Cuộc sống văn minh không thể tiếp diễn mà không có muối: nó là một thành phần cần thiết đến mức nó trở thành một phép ẩn dụ cho niềm vui tinh thần mãnh liệt". Muối là một mặt hàng thương mại quan trọng, nhưng muối tinh khiết lại tương đối đắt tiền. Gia vị mặn phổ biến nhất là một loại nước mắm lên men được gọi là garum. Gia vị địa phương có sẵn bao gồm các loại thảo mộc trong vườn, thì là, rau mùi và quả bách xù. Gia vị nhập khẩu bao gồm tiêu, nghệ tây, quế và thì là. Các loại thực phẩm ngọt như bánh ngọt thường sử dụng mật ong và siro rượu để làm chất tạo ngọt. Một loạt các loại trái cây khô (quả sung, quả mận) và các loại trái cây tươi cũng thường xuyên có mặt trong bữa ăn như là một món tráng miệng của người La Mã.
Những bữa ăn xa hoa có thể được xem như một dấu hiệu của sự tiến bộ văn minh hoặc sự suy đồi về đạo đức. Nhà sử học đầu tiên của triều đại Tacitus đã so sánh sự xa hoa trong thực đơn La Mã hàng ngày của ông với sự đơn giản trong chế độ ăn của người German. Ngũ cốc, các loại đậu, rau và trái cây thường được người La Mã xem là những loại thức ăn văn minh hơn thịt. Bữa ăn Địa Trung Hải gồm bánh mì, rượu vang và dầu ô liu đã được thánh hóa bởi Kitô giáo La Mã, trong khi sự tiêu thụ thịt thường xuyên của chế độ ăn uống German đã trở thành một biểu hiện của chủ nghĩa ngoại giáo. Các hoàng đế như Didius Julianus và Septimius Severus cũng từng khuyến khích người dân nên hạn chế ăn thịt.

### Giải trí và trình diễn

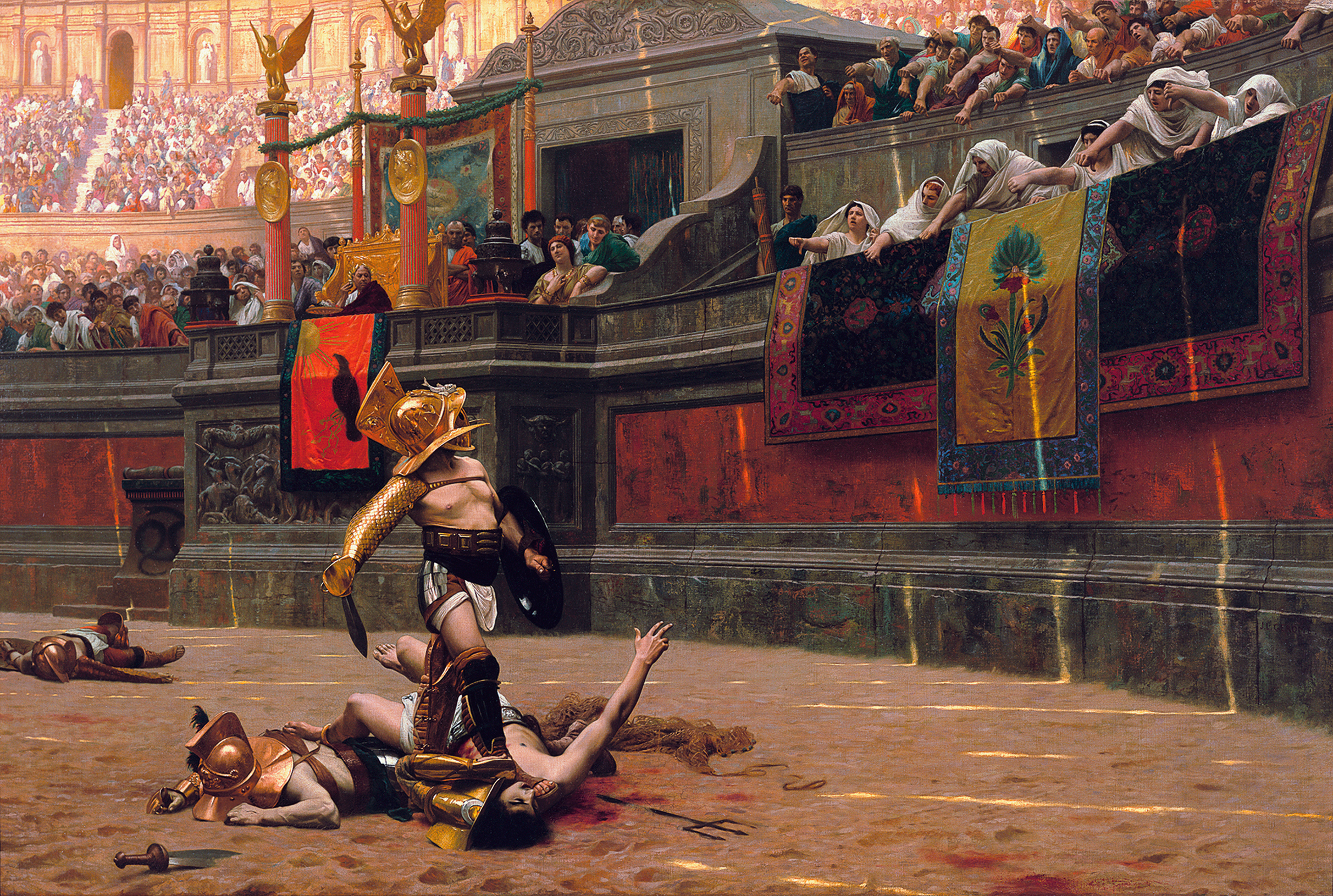
Bức tranh của họa sĩ Jean-Leon Gerome mô tả một cuộc chiến giữa những võ sĩ giác đấu

Khi nhà thơ Juvenal phàn nàn rằng người La Mã đã đánh đổi quyền tự do chính trị của họ cho "bánh mì và hí trường", chính là ông đang nói đến khoản trợ cấp ngũ cốc miễn phí của nhà nước và circenses, các sự kiện giải trí được tổ chức tại những địa điểm ngoài trời lớn có tên gọi là circus trong tiếng Latin. Circus lớn nhất ở Rome là Circus Maximus, nơi tổ chức các cuộc đua ngựa, đua xe ngựa, trò chơi cưỡi ngựa Troy, các cuộc thi săn thú vật (venation), các cuộc thi đấu thể thao, các cuộc chiến đấu của những võ sĩ giác đấu hay các màn trình diễn tái hiện những sự kiện lịch sử trong quá khứ. Từ lâu, nhiều lễ hội tôn giáo đã có các trò chơi (ludi), chủ yếu là các cuộc đua ngựa và đua xe ngựa (ludi circenses).
Dưới thời Augustus, các hoạt động giải trí công cộng được tổ chức tối đa 77 ngày mỗi năm; tới triều đại của Marcus Aurelius, số ngày được phép tổ chức các hoạt động giải trí đã được tăng lên thành 135 mỗi năm. Các trò chơi (ludi) được tổ chức tại circus thường được mở đầu bằng một nghi thức diễu hành gọi là Pompa circensis.
Ngoài ra, những sự kiện cạnh tranh cũng được tổ chức tại các địa điểm nhỏ hơn như đấu trường và sân vận động. Các môn thể thao có nguồn gốc Hy Lạp như chạy đua, boxing, đấu vật hay pancratium khá phổ biến ở các cuộc tranh tài. Một môn thể thao đối kháng cực kỳ khốc liệt đã nhiều lần được tổ chức ở La Mã thời kỳ này là Naumachia, những trận thủy chiến giả đẫm máu với quy mô không thua kém gì những trận thủy chiến thực sự. Đối tượng tham gia Naumachia thường là những tội phạm bị kết án hoặc nô lệ.
Circus là những công trình kiến trúc lớn nhất thường xuyên được xây dựng trong thế giới La Mã cổ đại. Đấu trường La Mã, hay còn được biết đến với cái tên Colosseum, trở thành địa điểm thi đấu thường xuyên cho những môn thể thao đẫm máu kể từ khi nó được mở cửa vào năm 80 sau Công nguyên. Circus Maximus có sức chứa lên tới 150.000 khán giả, trong khi Đấu trường La Mã có sức chứa là 50.000 chỗ ngồi, cộng thêm một khán đài đứng có thê chứa được 10.000 người nữa.
Việc sắp xếp chỗ ngồi dành cho khán giả tại các đấu trường thể hiện trật tự của xã hội La Mã: Hoàng đế ngồi ở một khu vực sang trọng dành riêng cho ông ta, những thành viên của Viện nguyên lão cũng được bố trí chỗ ngồi thuận lợi dành riêng cho họ, thường là những hàng ghế ở dưới cùng để tiện cho việc theo dõi các cuộc thi đấu hay các màn trình diễn. Phụ nữ và nô lệ ngồi ở những hàng ghế xa nhất, trong khi những người còn lại ngồi ở quãng giữa. Những buổi trình diễn tại hí trường cũng nhiều lần trở thành dịp để người dân tổ chức biểu tình về các vấn đề chính trị và xã hội. Các hoàng đế đôi khi phải triển khai vũ lực để dập tắt tình trạng bất ổn của đám đông, nổi tiếng nhất tại cuộc bạo loạn Nika năm 532, khi quân đội dưới quyền của hoàng đế Justin đã giết chết hàng ngàn người.
Ludi circenses hay đua xe ngựa (chariot racing) là môn thể thao rất được quan tâm ở La Mã thời kỳ này, và thường xuyên được tổ chức tại các Circus. Môn thể thao này nguy hiểm cho cả người lái và ngựa vì rất dễ dẫn đến chấn thương thậm chí là tử vong, nhưng chính sự nguy hiểm này lại đem tới niềm phấn khích và hứng thú cho các khán giả. Các đội tham gia tranh tài thường được phân biệt với nhau bằng màu sắc của trang phục thi đấu mà họ đang mặc. Tương tự như các môn thể thao hiện đại chẳng hạn bóng đá, khán giả thường chọn ủng hộ một đội duy nhất, sự hâm mộ của họ đôi khi đến mức quá khích, và bạo lực đã nhiều lần nổ ra giữa các cổ động viên của hai đội đối địch. Những người thi đấu ở môn thể thao này thường trở thành những vận động viên nổi tiếng nhất và giàu có nhất ở La Mã cổ đại. Một ngôi sao của bộ môn thể thao này là Diocles, tới từ Lusitania (Bồ Đào Nha ngày nay), người đã tham gia các cuộc đua xe ngựa trong vòng 24 năm và có thu nhập nghề nghiệp lên tới 35 triệu sesterces. Thiết kế của các circus La Mã phải đảm bảo rằng không đội nào có thể giành được lợi thế không công bằng cũng như giảm thiểu va chạm ở mức vừa đủ để duy trì sự khốc liệt và thỏa mãn các khán giả. Những cuộc đua xe ngựa tiếp tục diễn ra vào thời kỳ Đông La Mã dưới sự bảo trợ của các vị hoàng đế, nhưng sự suy tàn của các đô thị trong thế kỷ thứ 6 và thứ 7 cuối cùng đã dẫn đến sự sụp đổ của bộ môn này.
Trong suốt 40 năm trị vì của mình, hoàng đế Augustus đã tổ chức tám cuộc giác đấu, trong đó có tổng cộng 10.000 đấu sĩ đã tham gia chiến đấu, cùng với đó là 26 cuộc thi săn thú được tổ chức trong cùng khoảng thời gian này, đã dẫn đến cái chết của hơn 3.500 con thú. Để đánh dấu sự kiện công trình Đấu trường La Mã được hoàn tất, hoàng đế Titus đã tổ chức một lễ khánh thành kéo dài 100 ngày liên tiếp, mỗi ngày đều có một trận giác đấu ác liệt giữa hơn 3.000 đấu sĩ khác nhau. Sức hấp dẫn của những cuộc giác đấu đối với người La Mã được thể hiện rõ nét qua những mô tả trên tranh ghép, tranh tường, đèn và thậm chí cả các bản vẽ graffiti.
Những đấu sĩ được huấn luyện để tham gia các cuộc giác đấu có thể có xuất thân là nô lệ, tù nhân, hoặc cũng có thể là những người tự do tình nguyện tham gia tranh tài. Cái chết không phải là một kết quả cần thiết hoặc thậm chí là đáng mong muốn trong các trận đấu giữa những chiến binh có tay nghề cao, bởi những người này phải trải qua một quá trình luyện tập rất tốn kém và tốn thời gian. Trong khi đó, những đấu sĩ noxii là những tù nhân bị kết án tử hình, họ được huấn luyện rất ít hoặc không được huấn luyện, thường không có vũ khí, và hoàn toàn không có hi vọng sống sót trong những cuộc giác đấu. Sự đau đớn về thể chất và sỉ nhục về tinh thần được xem là cái giá cho những tội ác mà họ đã phạm phải.
Những hoạt động giải trí dành cho trẻ em thời La Mã khá đa dạng, phổ biến nhất trong số đó bao gồm trò "Rolling hop" (nghĩa là trò chơi lăn vòng, trong đó người chơi lăn một chiếc vòng và cố gắng giữ cho chúng không bị đổ lâu nhất có thể), và "Knucklbones" (nghĩa là trò chơi ném xương). Các bé gái thời kỳ này cũng rất thích chơi búp bê, những con búp bê thường dài khoảng 15 cm- 16 cm với các chi nối, thường được làm từ các vật liệu có sẵn như gỗ, đất nung, đá, xương, ngà, da hoặc sáp. Các trò chơi bóng phổ biến gồm có trigon, một môn thể thao đòi hỏi sự khéo léo đặc biệt và harpastum, một môn thể thao khó chơi hơn. Thú cưng dành cho trẻ em thời kỳ này bao gồm chim, chó, mèo, dê, cừu, thỏ và ngỗng.
Khi bước sang tuổi thiếu niên, hầu hết các hoạt động rèn luyện thể chất dành cho nam giới đều mang tính chất quân sự. Campus Martius ban đầu là một sân tập thể dục công cộng của thành Rome nơi các chàng trai trẻ tập luyện để phát triển các kỹ năng cưỡi ngựa và chiến đấu. Săn bắn cũng được coi là một trò tiêu khiển thích hợp. Một số phụ nữ La Mã thời kỳ này được đào tạo để trở thành các vận động viên thể dục dụng cụ và vũ công, với một số ít trở thành những nữ đấu sĩ. Bức tranh khảm "Những cô gái mặc bikini" nổi tiếng cho thấy những người phụ nữ trẻ La Mã đang tham gia vào các hoạt động khá giống với thể dục nhịp điệu ngày nay. Phụ nữ nói chung được khuyến khích duy trì sức khỏe thông qua các hoạt động như chơi bóng, bơi lội, đi bộ,...
Người La Mã mọi lứa tuổi cũng rất thích chơi các trò board game (trò chơi trên bàn), chẳng hạn như lachunculi, một trò chơi chiến thuật khá giống với cờ vua, và XII scripta, một trò chơi gần tương tự như cờ tào cáo ngày nay. Các trò chơi cờ bạc với xúc xắc không được ưa thích, nhưng lại là là một trò tiêu khiển phổ biến trong lễ hội Saturnalia (lễ hội vinh danh thần Saturn) được người La Mã tổ chức vào tháng 12 hàng năm.

### Trang phục
Trong một xã hội có ý thức như của người La Mã, quần áo và trang điểm cá nhân đã đưa ra những manh mối trực quan ngay lập tức về nghi thức tương tác với người mặc. Mặc quần áo đúng cách được cho là sự phản ánh một xã hội có trật tự tốt. Toga được coi là trang phục chính thức của công dân nam La Mã, tuy nhiên loại trang phục này khá đắt tiền, khó mặc, không thoải mái, và thường chỉ được sử dụng trong các nghi lễ, những dịp trang trọng hoặc khi hầu tòa. Còn trong sinh hoạt thường ngày, người La Mã ưa chuộng các loại trang phục giản dị và thoải mái hơn.Toga màu tím được coi là loại toga sang trọng và có giá trị nhất, thường chỉ được mặc bởi các vị hoàng đế.
Loại trang phục cơ bản cho tất cả người La Mã, bất kể nam hay nữ, giàu hay nghèo, là một loại áo có tên là tunic. Loại áo này có kiểu dáng đơn giản, thường dài từ vai tới một điểm nào đó giữa hông và mắt cá chân. Chiều dài của một chiếc tunic phụ thuộc vào người mặc: áo tunic dành cho một người đàn ông thường dài đến giữa bắp chân, nhưng áo tunic một người lính thì lại có phần ngắn hơn; tunic của một người phụ nữ thường kéo dài đến tận bàn chân, còn của một đứa trẻ thì thường chỉ dài đến đầu gối.
Vào thế kỷ thứ 2, các hoàng đế và những người có địa vị thường được miêu tả mặc một loại trang phục gọi là pallium, một loại áo có nguồn gốc từ Hy Lạp. Phụ nữ La Mã cũng mặc pallium. Tertullian coi pallium là một sản phẩm may mặc phù hợp dành cho các tín đồ Kitô giáo, trái ngược với toga, và cũng là một loại trang phục của những người có học thức. Vào thế kỷ thứ 4, toga đã ít nhiều được thay thế bởi pallium như một loại trang phục thể hiện sự đoàn kết xã hội.
Phong cách quần áo ở La Mã thay đổi theo thời gian, mặc dù không nhanh như thời trang ngày nay. Ở Dominate, quần áo được mặc bởi cả binh lính và quan chức chính phủ được trang trí khá tinh xảo, với các sọc dệt hoặc thêu (clavi) và vòng tròn (orbiculi) xuất hiện trên cả áo chẽn và áo choàng. Những yếu tố trang trí này bao gồm các mô hình hình học, họa tiết thực vật cách điệu và ở các loại trang phục đắt tiền hơn thì có cả hình người hoặc động vật. Việc sử dụng lụa tăng lên, và các cận thần của Đế chế sau này đều mặc áo choàng lụa tinh xảo. Sự quân sự hóa của xã hội La Mã và sự suy yếu của đời sống văn hóa đô thị về sau đã khiến cho thói quen ăn mặc bị ảnh hưởng: thắt lưng kiểu quân đội nặng nề được mặc bởi cả các quan chức cũng như binh lính, và toga thì đã không còn được sử dụng.

## Văn hóa

Người La Mã mặc áo dài (toga).

Cuộc sống ở Đế chế La Mã thường xoay quanh thành phố Roma, và bảy ngọn đồi nổi tiếng của nó. Thành phố cũng đã có một số nhà hát, gymnasia, các quán rượu, phòng tắm và nhà thổ. Trên khắp các vùng đất nằm dưới sự kiểm soát của Rome, trình độ kiến trúc các căn nhà ở đều rất khiêm tốn tới cả những biệt thự thôn quê, và ngay trong kinh đô Rome, các căn nhà ở trên đồi Palatine thanh lịch, mà từ đó từ "cung điện" được hình thành. Phần lớn dân số sống ở trung tâm thành phố, gói gọn trong các khu nhà chung cư.

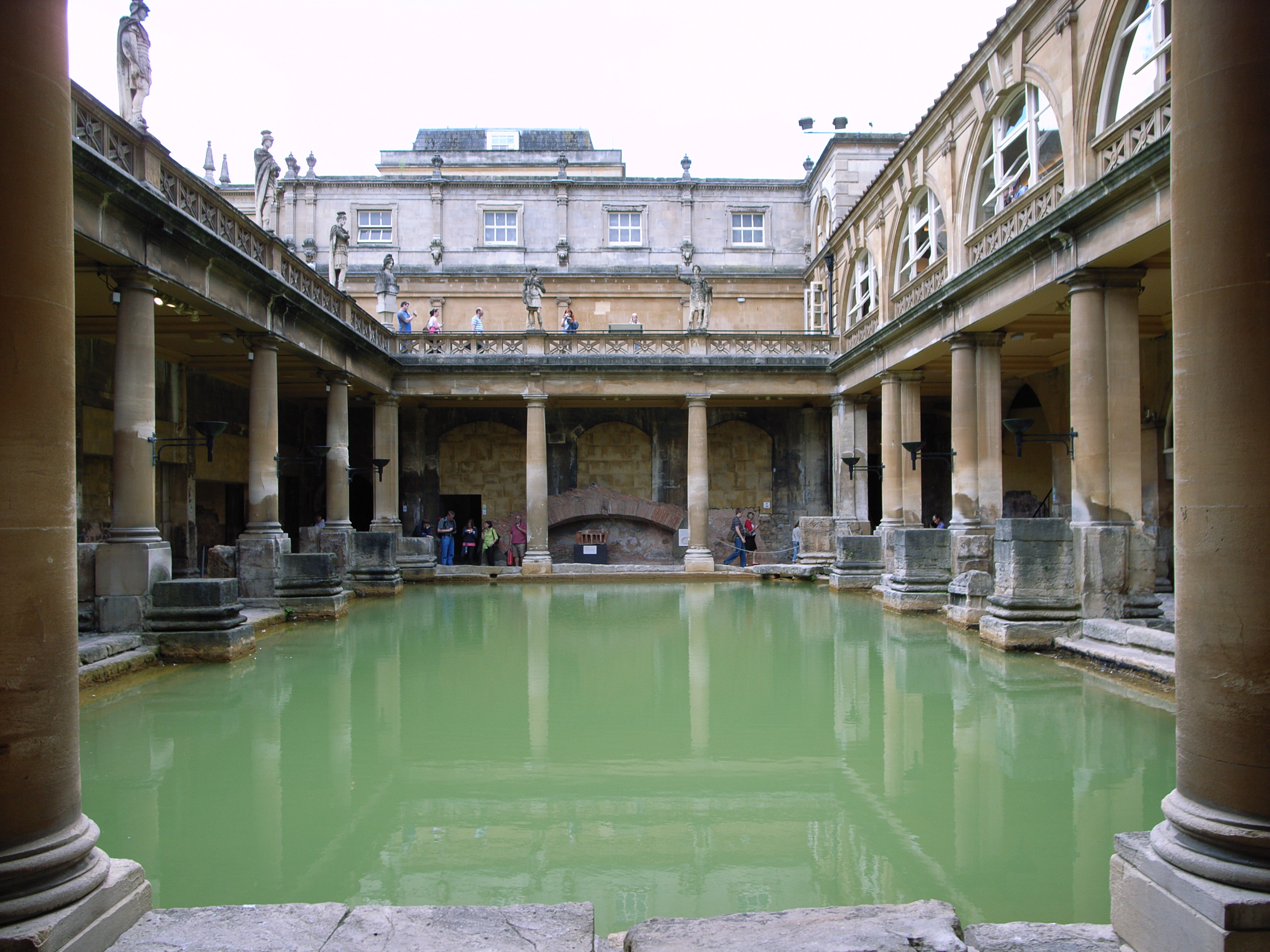
Nhà tắm công cộng La Mã (Thermae ở Bath, Nước Anh(Aquae Sulis thuộc tỉnh Britannia của La Mã).

Hầu hết các thị trấn và thành phố La Mã đều đã có một khu chợ và các đền thờ, cũng như chính bản thân thành phố Roma. Hệ thống cống dẫn nước được xây dựng để đưa nước đến các trung tâm đô thị và được sử dụng như một con đường để nhập khẩu rượu vang và dầu từ nước ngoài. Địa chủ thường cư trú ở các thành phố và việc chăm sóc điền trang của họ được giao lại cho những người quản lý trang trại. Để kích thích năng suất lao động cao hơn nhiều, nhiều địa chủ đã giải phóng một số lượng lớn nô lệ. Vào triều đại của Augustus, các nô lệ Hy Lạp có học thức trong nhà đã dạy học cho các trẻ em nam La Mã (đôi khi ngay cả các cô gái). Các tác phẩm điêu khắc Hy Lạp được dùng để trang trí cảnh quan cho khu vườn mang phong cách Hy Lạp trên đồi Palatine hoặc trong các biệt thự.
Nhiều khía cạnh của văn hóa La Mã đã được tiếp thu từ người Etruscan và người Hy Lạp. Trong kiến trúc và điêu khắc, sự khác biệt giữa các hình mẫu Hy Lạp và những bức họa La Mã là rõ ràng. Đóng góp chính của người La Mã cho nghệ thuật kiến trúc là khung vòm và mái vòm.
Chế độ nô lệ và nô lệ là một phần của trật tự xã hội. Có rất nhiều chợ nô lệ, ở nơi đó họ có thể bị mua và bán. Nhiều nô lệ có thể được giải phóng bởi những người chủ của họ, một số nô lệ có thể tiết kiệm được tiền để mua lại sự tự do của mình. Người ta ước tính rằng hơn 25% dân số La Mã đã làm nô lệ.

## Tôn giáo
Sự mở rộng của đế quốc đồng nghĩa với việc cư dân La Mã bao gồm người đến từ nhiều nền văn hóa khác nhau, sự cúng bái những vị thần với số lượng ngày một gia tăng được khoan dung và chấp nhận. Chính quyền Đế quốc nói riêng và người La Mã nói chung, đều có xu hướng rất khoan dung cho phần lớn tôn giáo và tín ngưỡng, sao cho họ không gây bất an. Điều đó dễ dàng được các đức tin khác đồng thuận do các nghi thức tế thần và lễ hội La Mã thường được thêm bớt cho phù hợp với văn hóa và bản sắc địa phương. Do người La Mã theo Đa Thần giáo, họ cũng dễ dàng đồng hòa thần linh của các tộc người mà họ chinh phạt. Một cá nhân có thể cúng tế cả chư thần La Mã để thể hiện bản sắc La Mã của anh ta và tôn giáo cá nhân, vốn được xem là một phần của đặc điểm cá nhân của anh em. Cũng có những giai đoạn chính quyền tổ chức các cuộc bách hại, nhất là với Kitô giáo.

### Sự thờ cúng Hoàng đế
Trong một nỗ lực nhằm để tăng cường lòng trung thành, các cư dân của đế quốc đã được kêu gọi tham gia thờ cúng hoàng đế để tỏ lòng tôn kính đối với những vị hoàng đế (thường là đã qua đời) như là các á thần  Một vài hoàng đế tự mình tuyên bố là vị thần trong khi đang còn sống với hoàng đế, đó là các trường hợp ngoại lệ và những vị hoàng đế này vào thời điểm đó bị coi là mất trí một cách rộng rãi (chẳng hạn như Caligula). Làm như vậy trong giai đoạn đầu thời đế quốc sẽ mạo hiểm tiết lộ một cách nông cạn những gì mà Hoàng đế Augustus gọi là "khôi phục nhà nước Cộng hòa". Kể từ đó, công cụ này chủ yếu là cách mà mỗi một vị Hoàng đế sử dụng để kiềm chế thần dân của mình.

### Công giáo trở thành Quốc giáo
Đức tin Ki-tô giáo, tức là tin vào Thiên Chúa Ba Ngôi bắt đầu được giảng dạy trong khắp Đế quốc La Mã từ khoảng nửa đầu thế kỷ thứ 1 sau khi Chúa Giê-su Ki-tô về trời và truyền cho các Tông đồ sứ mệnh loan báo Tin Mừng. Thời gian đầu, đặc biệt là dưới triều đại Nero, Giáo hội đã bị bách hại rất nhiều, đa số các Tông đồ của Chúa Giê-su đều tử vì đạo. Các Ki-tô hữu phải bí mật giữ đức tin và truyền giáo, một số sống trong các hang toại đạo và các tín hữu nhận diện nhau bằng biểu tượng con cá.
Năm 313, Constantinus Đại đế ban hành Chiếu chỉ Milan, ngừng tất cả sự bách hại Ki-tô giáo trên toàn Đế quốc. Constantinus nói rõ là ông tin là những sự thành công của ông là do sự bảo vệ của Thiên Chúa vĩ đại của Kitô giáo. Trong suốt triều đại của ông, Constantinus đã bảo trợ Giáo hội về mặt tài chính, xây dựng nhiều Vương cung Thánh đường khác nhau, ban những đặc quyền (như miễn một số thuế), thăng những người Kitô hữu tới những chức vụ cao, và trả lại cho Giáo hội những tài sản tịch thu trong Đại thảm sát thời Diocletian. Những công trình nổi tiếng của ông bao gồm Nhà thờ Mộ Thánh và Vương cung thánh đường Thánh Phêrô (nhà thờ cũ).

### Trích dẫn
1. ↑  Wolff, Robert Lee (1948). "Romania: The Latin Empire of Constantinople". Speculum. Quyển 23 số 1. tr. 1–34, especially 2–3. doi:10.2307/2853672. ISSN 0038-7134. JSTOR 2853672. S2CID 162802725.
2. ↑  Morley, Neville (ngày 17 tháng 8 năm 2010). The Roman Empire: Roots of Imperialism. ISBN 978-0-7453-2870-6.; Diamond, Jared (ngày 4 tháng 1 năm 2011). Collapse: How Societies Choose to Fail or Succeed: Revised Edition. tr. 13. ISBN 978-1-101-50200-6.
3. ↑  Bennett (1997).
4. ↑  Treadgold (1997), tr. 734.
5. ↑  Gillett, Andrew (2001). "Rome, Ravenna and the Last Western Emperors". Papers of the British School at Rome. Quyển 69. tr. 131–167. doi:10.1017/S0068246200001781. ISSN 0068-2462. S2CID 129373675.
6. 1 2 3 4  Taagepera, Rein (1979). "Size and Duration of Empires: Growth-Decline Curves, 600 B.C. to 600 A.D". Social Science History. Quyển 3 số 3/4. Duke University Press. tr. 125. doi:10.2307/1170959. JSTOR 1170959.
7. 1 2  Turchin, Peter; Adams, Jonathan M.; Hall, Thomas D. (2006). "East-West Orientation of Historical Empires" (PDF). Journal of World-Systems Research. Quyển 12 số 2. tr. 222. ISSN 1076-156X. Bản gốc (PDF) lưu trữ ngày 17 tháng 5 năm 2016. Truy cập ngày 6 tháng 2 năm 2016.
8. ↑  Durand, John D. (1977). "Historical Estimates of World Population: An Evaluation". Population and Development Review. Quyển 3 số 3. tr. 253–296. doi:10.2307/1971891. JSTOR 1971891.
9. ↑  Roy, Kaushik (2014). Military Transition in Early Modern Asia, 1400–1750: Cavalry, Guns, Government and Ships. Bloomsbury Studies in Military History. Bloomsbury Publishing. tr. 37. ISBN 978-1-78093-800-4. After the capture of Constantinople, the capital of the Byzantine Empire became the capital of the Ottoman Empire. The Osmanli Turks called their empire the Empire of Rum (Rome).
10. ↑  Kelly (2007), tr. 4ff; Nicolet (1991), tr. 1, 15; Brennan, T. Corey (2000). The Praetorship in the Roman Republic. Oxford University Press. tr. 605.; Peachin (2011), tr. 39–40
11. ↑  Potter (2009), tr. 179.
12. ↑  Nicolet (1991), tr. 1, 15.
13. 1 2  Hekster, Olivier and Kaizer, Ted (2011). Preface to Frontiers in the Roman World. Proceedings of the Ninth Workshop of the International Network Impact of Empire (Durhan, 16–ngày 19 tháng 4 năm 2009). Brill. p. viii.
14. ↑  Lintott, Andrew (1999). The Constitution of the Roman Republic. Oxford University Press. tr. 114.; Eder, W. (1993). The Augustan Principate as Binding Link. University of California Press. tr. 98. ISBN 0-520-08447-0. {{Chú thích sách}}: Đã bỏ qua |work= (trợ giúp)
15. ↑  Richardson, John (2011). Fines provincial. Brill. tr. 10. {{Chú thích sách}}: Đã bỏ qua |work= (trợ giúp)
16. ↑  Richardson (2011), tr. 1–2.
17. ↑  Syme, Ronald (1939). The Roman Revolution. Oxford University Press. tr. 3–4.
18. ↑  Boatwright, Mary T. (2000). Hadrian and the Cities of the Roman Empire. Princeton University Press. tr. 4.
19. ↑  Dio Cassius 72.36.4, Loeb edition translated E. Cary
20. ↑  Gibbon, Edward (1776), "The Decline And Fall in the West – Chapter 4", The History of the Decline And Fall of the Roman Empire.
21. ↑  Goldsworthy 2009, p. 50
22. ↑  Brown, P., The World of Late Antiquity, London 1971, p. 22.
23. ↑  Adrian Goldsworth, How Rome Fell: Death of a Superpower (Yale University Press, 2009), các trang 405–415.
24. ↑  Potter, David. The Roman Empire at Bay. 296–98.
25. ↑  Starr, Chester G. (1974) A History of the Ancient World, Second Edition. Oxford University Press. pp. 670–678.
26. ↑  Isaac Asimov (1989) Asimov's Chronology of the World, p. 110, New York, NY, USA: HarperCollins.[cần nguồn tốt hơn]
27. ↑  Duiker, 2001. page 347.
28. 1 2  Hooker, Richard (ngày 10 tháng 1 năm 1997). "The Byzantine Empire". Washington State University. Bản gốc lưu trữ ngày 24 tháng 2 năm 1999. Truy cập ngày 8 tháng 4 năm 2007.
29. ↑  
Bray, R.S. (2004). Armies of Pestilence. Cambridge: James Clarke & Co. tr. 26. ISBN 978-0-227-17240-7.
30. ↑  
Kreutz, Barbara M. (1996). Before the Normans: Southern Italy in the Ninth and Tenth Centuries. Philadelphia: University of Pennsylvania Press. ISBN 978-0-8122-1587-8.
31. ↑  Duiker, 2001. page 349.
32. ↑  Basil II (AD 976–1025) by Catherine Holmes. De Imperatoribus Romanis. Written ngày 1 tháng 4 năm 2003. Truy cập ngày 22 tháng 3 năm 2007.
33. ↑  Gibbon, Edward. History of the Decline and Fall of the Roman Empire. Chapter 61.
34. ↑  Mehmet II by Korkut Ozgen. Theottomans.org. Truy cập ngày 3 tháng 4 năm 2007.
35. ↑  Billanovich, Giuseppe (2008). Lezioni di filologia petrarchesca. ISBN 9788896543092.
36. ↑  Historiae Mundi: Studies in Universal History. Bloomsbury. ngày 20 tháng 11 năm 2013. ISBN 9781472519801.
37. ↑  Kelly, The Roman Empire, p. 3.
38. 1 2  Nicolet, p. 29
39. ↑  Vergil, Aeneid 1.278
40. ↑  Mattingly, David J. (2011) Imperialism, Power, and Identity: Experiencing the Roman Empire. Princeton University Press. p. 15
41. ↑  Moretti, G. (1993) "The Other World and the 'Antipodes': The Myth of Unknown Countries between Antiquity and the Renaissance," in The Classical Tradition and the Americas: European Images of the Americas. Walter de Gruyter. p. 257
42. 1 2 3  Southern, Pat (2001). The Roman Empire from Severus to Constantine. Routledge. tr. 14–16. ISBN 978-0-415-23943-1.
43. ↑  Mosley, Stephen (2010). The Environment in World History. Routledge. tr. 35.
44. ↑  Nicolet, Space, Geography, and Politics, các trang 7–8.
45. ↑  Nicolet, Space, Geography, and Politics, các trang 9, 16.
46. ↑  Nicolet, Space, Geography, and Politics, các trang 10–11.
47. 1 2  Kelly, p. 1.
48. 1 2  Morris, p. 184.
49. ↑  Goldsmith, Raymond W. (2005). "An Estimate of the Size Anl Structure of the National Product of the Early Roman Empire". Review of Income and Wealth. Quyển 30 số 3. tr. 263–288. doi:10.1111/j.1475-4991.1984.tb00552.x.
50. ↑  Scheidel, Walter (April 2006) "Population and demography" in Princeton/Stanford Working Papers in Classics, p. 9
51. ↑  Hanson, J. W.; Ortman, S. G. (2017). "A systematic method for estimating the populations of Greek and Roman settlements". Journal of Roman Archaeology (bằng tiếng Anh). Quyển 30. tr. 301–324. doi:10.1017/S1047759400074134. ISSN 1047-7594.
52. ↑  Boardman, p. 721.
53. ↑  Woolf, Greg (ed.) (2003) Cambridge Illustrated History of the Roman World. Cambridge: Ivy Press. p. 340
54. ↑  Opper, Thorsten (2008) Hadrian: Empire and Conflict. Harvard University Press. p. 64
55. ↑  Fields, Nic (2003) Hadrian's Wall AD 122–410, which was, of course, at the bottom of Hadrian's garden. Osprey Publishing. p. 35.
56. ↑  Vergil, Aeneid 12.834 and 837
57. ↑  Rochette, pp. 549, 563
58. ↑  Adams, p. 184.
59. ↑  Adams, "Romanitas and the Latin Language," các trang 186–187.
60. ↑  Rochette, "Language Policies in the Roman Republic and Empire," các trang 554, 556.
61. ↑  Rochette, p. 549
62. ↑  Freeman, Charles (1999) The Greek Achievement: The Foundation of the Western World. New York: Penguin. pp. 389–433.
63. ↑  Rochette, "Language Policies in the Roman Republic and Empire," p. 549, citing Plutarch, Life of Alexander 47.6.
64. ↑  Millar, Fergus (2006) A Greek Roman Empire: Power and Belief under Theodosius II (408–450). University of California Press. p. 279. ISBN 0520941411.
65. 1 2 3  Treadgold, Warren (1997) A History of the Byzantine State and Society. Stanford University Press. pp. 5–7. ISBN 0804726302.
66. ↑  Rochette, "Language Policies in the Roman Republic and Empire," p. 553.
67. ↑  Rochette, "Language Policies in the Roman Republic and Empire," các trang 550–552.
68. 1 2  Rochette, "Language Policies in the Roman Republic and Empire," p. 552.
69. ↑  Suetonius, Life of Claudius 42.
70. ↑  Rochette, "Language Policies in the Roman Republic and Empire," p. 553; Lee I. Levine, Jerusalem: Portrait of the City in the Second Temple Period (538 B.C.E. – 70 C.E.) (Jewish Publication Society, 2002), p. 154.
71. ↑  Cicero, In Catilinam 2.15, P.Ryl. I 61 "recto".
72. ↑  Rochette, "Language Policies in the Roman Republic and Empire," các trang 553–554.
73. ↑  Rochette, p. 556
74. ↑  Adams, p. 200.
75. ↑  Adams, pp. 185–186, 205.
76. ↑  Rochette, "Language Policies in the Roman Republic and Empire," p. 560.
77. ↑  Rochette, "Language Policies in the Roman Republic and Empire," p. 560; A.H.M. Jones, The Decline of the Ancient World (Longmanns, 1966), p. 346.
78. ↑  Rochette, "Language Policies in the Roman Republic and Empire," các trang 562–563.
79. ↑  Rochette, "Language Policies in the Roman Republic and Empire," các trang 558–559.
80. ↑  Richard Miles, "Communicating Culture, Identity, and Power," in Experiencing Power: Culture, Identity and Power in the Roman Empire (Routledge, 200), các trang 58–59.
81. ↑  Adams, p. 199.
82. ↑  Rochette, pp. 553–555.
83. 1 2
84. ↑  Rochette, p. 550
85. ↑  Stefan Zimmer, "Indo-European," in Celtic Culture: A Historical Encyclopedia (ABC-Clio, 2006), p. 961
86. ↑  Curchin, Leonard A. (1995). "Literacy in the Roman Provinces: Qualitative and Quantitative Data from Central Spain". The American Journal of Philology. Quyển 116 số 3. tr. 461–476 (464). doi:10.2307/295333. JSTOR 295333.
87. ↑  Waquet, Françoise (2001) Latin, Or, The Empire of the Sign: From the Sixteenth to the Twentieth Century. Verso. pp. 1–2. ISBN 1859844022.
88. ↑  Jensen, Kristian (1996) "The Humanist Reform of Latin and Latin Teaching," in The Cambridge Companion to Renaissance Humanism. Cambridge University Press. pp. 63–64. ISBN 0521436249.
89. ↑  Treadgold, A History of the Byzantine State and Society, p. 5.
90. ↑  Fine, John V. A.; Fine, John Van Antwerp (1991). The Early Medieval Balkans: A Critical Survey from the Sixth to the Late Twelfth Century. University of Michigan Press. tr. 10–11. ISBN 978-0-472-08149-3.
91. ↑  Digest 31.1.11; Lambert, La langue gauloise, p. 10.
92. 1 2  Lambert, La langue gauloise, p. 10.
93. ↑  Adams, Bilingualism and the Latin Language, p. 192.
94. ↑  Jerome, commentary on the Letter to the Galatians; Lambert, La langue gauloise, p. 10.
95. 1 2 3  Laurence Hélix. Histoire de la langue française. Ellipses Edition Marketing S.A. tr. 7. ISBN 978-2-7298-6470-5. Le déclin du Gaulois et sa disparition ne s'expliquent pas seulement par des pratiques culturelles spécifiques: Lorsque les Romains conduits par César envahirent la Gaule, au 1er siecle avant J.-C., celle-ci romanisa de manière progressive et profonde. Pendant près de 500 ans, la fameuse période gallo-romaine, le gaulois et le latin parlé coexistèrent; au VIe siècle encore; le temoignage de Grégoire de Tours atteste la survivance de la langue gauloise.
96. ↑  εἰ δὲ πάνυ ἐβιάζετο, Γαλατιστὶ ἐφθέγγετο. 'If he was forced to, he spoke in Galatian' (Vita S. Euthymii 55; after Eugenio Luján, 'The Galatian Place Names in Ptolemy', in: Javier de Hoz, Eugenio R. Luján, Patrick Sims-Williams (eds.), New Approaches to Celtic Place-Names in Ptolemy's Geography, Madrid: Ediciones Clásicas 2005, 264).
97. ↑  Hist. Franc., book I, 32 Veniens vero Arvernos, delubrum illud, quod Gallica lingua Vasso Galatæ vocant, incendit, diruit, atque subvertit. And coming to Clermont [to the Arverni] he set on fire, overthrew and destroyed that shrine which they call Vasso Galatæ in the Gallic tongue,
98. 1 2 3  Matasovic, Ranko (2007). "Insular Celtic as a Language Area". Papers from the Workship within the Framework of the XIII International Congress of Celtic Studies. The Celtic Languages in Contact. tr. 106.
99. 1 2  Savignac, Jean-Paul (2004). Dictionnaire Français-Gaulois. Paris: La Différence. tr. 26.
100. ↑  Henri Guiter, "Sur le substrat gaulois dans la Romania", in Munus amicitae. Studia linguistica in honorem Witoldi Manczak septuagenarii, eds., Anna Bochnakowa & Stanislan Widlak, Krakow, 1995.
101. ↑  Eugeen Roegiest, Vers les sources des langues romanes: Un itinéraire linguistique à travers la Romania (Leuven, Belgium: Acco, 2006), 83.
102. ↑  Adams, J. N. (2007). "Chapter V – Regionalisms in provincial texts: Gaul". The Regional Diversification of Latin 200 BC – AD 600. Cambridge. tr. 279–289. doi:10.1017/CBO9780511482977. ISBN 9780511482977.{{Chú thích sách}}:  Quản lý CS1: địa điểm thiếu nhà xuất bản (liên kết)
103. ↑  Michael Peachin, introduction to The Oxford Handbook of Social Relations in the Roman World (Oxford University Press, 2011) p. 12.
104. ↑  Peachin, p. 16.
105. ↑  Peachin, introduction to The Oxford Handbook of Social Relations in the Roman World, p. 9, citing particularly Géza Alföldy, Römische Sozialgeschichte (first published 1975) on "the innate, potent, and widely institutionalized hierarchic character of Roman society," and các trang 21–22 (note 45 on the problems of "class" as a term).
106. ↑  Peter Garnsey and Richard Saller, The Roman Empire: Economy, Society and Culture (University of California Press, 1987), p. 107.
107. ↑  Noreña, Carlos F. (2011) Imperial Ideals in the Roman West: Representation, Circulation, Power. Cambridge University Press. p. 7.
108. ↑  Peachin, introduction to The Oxford Handbook of Social Relations in the Roman World, các trang 4–5.
109. ↑  Aloys Winterling, Politics and Society in Imperial Rome (John Wiley & Sons, 2009, originally published 1988 in German), các trang 11, 21.
110. ↑  Saller, Richard P. (1982, 2002) Personal Patronage under the Early Empire. Cambridge University Press. pp. 123, 176, 183
111. ↑  Duncan, Anne (2006) Performance and Identity in the Classical World. Cambridge University Press. p. 164.
112. ↑  Reinhold, Meyer (2002) Studies in Classical History and Society. Oxford University Press. pp. 25ff. and 42.
113. ↑  Boardman, p. 18.
114. ↑  Peachin, pp. 17, 20.
115. ↑  Millar, pp. 81–82
116. ↑  Carroll, Maureen (2006) Spirits of the Dead: Roman Funerary Commemoration in Western Europe. Oxford University Press. pp. 45–46.
117. ↑  Frier, p. 14
118. ↑  Gaius, Institutiones 1.9 = Digest 1.5.3.
119. ↑  Frier and McGinn, A Casebook of Family Law, pp. 31–32.
120. ↑  Ando, "The Administration of the Provinces," p. 177.
121. ↑  Beryl Rawson, "The Roman Family," in The Family in Ancient Rome: New Perspectives (Cornell University Press, 1986), p. 18.
122. ↑  Frier and McGinn, A Casebook on Roman Family Law, pp. 19–20.
123. ↑  Eva Cantarella, Pandora's Daughters: The Role and Status of Women in Greek and Roman Antiquity (Johns Hopkins University Press, 1987), pp. 140–141
124. ↑  Sullivan, J.P. (1979). "Martial's Sexual Attitudes". Philologus. Quyển 123 số 1–2. tr. 296. doi:10.1524/phil.1979.123.12.288.
125. ↑  Rawson (1987), p. 15.
126. ↑  Frier, pp. 19–20, 22.
127. ↑  Treggiari, Susan (1991) Roman Marriage: Iusti Coniuges from the Time of Cicero to the Time of Ulpian. Oxford University Press. pp. 258–259, 500–502. ISBN 0198149395.
128. ↑  Johnston, David (1999) Roman Law in Context. Cambridge University Press. Ch. 3.3
129. ↑  Frier, Ch. IV
130. ↑  Thomas, Yan (1991) "The Division of the Sexes in Roman Law," in A History of Women from Ancient Goddesses to Christian Saints. Harvard University Press. p. 134.
131. ↑  Beth Severy, Augustus and the Family at the Birth of the Empire (Routledge, 2002; Taylor & Francis, 2004), p. 12.
132. ↑  Severy, Beth (2002) Augustus and the Family at the Birth of the Empire. Routledge. p. 4. ISBN 1134391838.
133. ↑  Frier, p. 461
134. ↑  Boardman, p. 733.
135. ↑  Woodhull, Margaret L. (2004) "Matronly Patrons in the Early Roman Empire: The Case of Salvia Postuma," in Women's Influence on Classical Civilization. Routledge. p. 77.
136. ↑  Keith Bradley, Slavery and Society at Rome (Cambridge University Press, 1994), p. 12.
137. ↑  The others are ancient Athens, and in the modern era Brazil, the Caribbean, and the United States; Bradley, Slavery and Society at Rome, p. 12.
138. ↑  Bradley, p. 15.
139. ↑  Harris, W. V. (1999). "Demography, Geography and the Sources of Roman Slaves". The Journal of Roman Studies. Quyển 89. tr. 62–75. doi:10.2307/300734. JSTOR 300734.
140. ↑  Taylor, Timothy (2010). "Believing the ancients: Quantitative and qualitative dimensions of slavery and the slave trade in later prehistoric Eurasia". World Archaeology. Quyển 33 số 1. tr. 27–43. arXiv:0706.4406. doi:10.1080/00438240120047618. JSTOR 827887.
141. ↑  Harper, Kyle (2011) Slavery in the Late Roman World, AD 275–425. Cambridge University Press. pp. 10–16.
142. ↑  Frier and McGinn, A Casebook of Family Law, p. 7.
143. ↑  McGinn, Thomas A.J. (1998) Prostitution, Sexuality and the Law in Ancient Rome. Oxford University Press. p. 314. ISBN 0195161327.
144. ↑  Gardner, Jane F. (1991) Women in Roman Law and Society. Indiana University Press. p. 119.
145. ↑  Frier and McGinn, A Casebook on Roman Law, pp. 31, 33.
146. ↑  Christopher J. Fuhrmann, Policing the Roman Empire: Soldiers, Administration, and Public Order (Oxford University Press, 2012), pp. 21–41.
147. ↑  Frier and McGinn, A Casebook on Roman Family Law, p. 21.
148. ↑  Richard Gamauf, "Slaves Doing Business: The Role of Roman Law in the Economy of a Roman Household," in European Review of History 16.3 (2009) 331–346.
149. ↑  Bradley, Slavery and Society at Rome, pp. 2–3.
150. ↑  McGinn, Prostitution, Sexuality, and the Law, p. 288ff.
151. ↑  Abusch, Ra'anan (2003) "Circumcision and Castration under Roman Law in the Early Empire," in The Covenant of Circumcision: New Perspectives on an Ancient Jewish Rite. Brandeis University Press. pp. 77–78
152. ↑  Schäfer, Peter (1983, 2003) The History of the Jews in the Greco-Roman World. Routledge. p. 150.
153. ↑  Frier, p. 15
154. ↑  Goodwin, Stefan (2009). Africa in Europe: Antiquity into the Age of Global Expansion. Lexington Books. Vol. 1, p. 41, ISBN 0739117262, noting that "Roman slavery was a nonracist and fluid system".
155. ↑  Noy, David (2000). Foreigners at Rome: Citizens and Strangers. Duckworth with the Classical Press of Wales. ISBN 9780715629529.
156. ↑  Harper, James (1972). "Slaves and Freedmen in Imperial Rome". American Journal of Philology. Quyển 93 số 2. tr. 341–342. doi:10.2307/293259. JSTOR 293259.
157. ↑  Harris, "Demography, Geography and the Sources of Roman Slaves," p. 62 et passim.
158. ↑  Rawson (1987), pp. 186–188, 190
159. ↑  Bradley, p. 34, 48–50.
160. ↑  Bradley, Slavery and Society at Rome, p. 10.
161. ↑  Fergus Millar, The Crowd in Rome in the Late Republic (University of Michigan, 1998, 2002), pp. 23, 209.
162. ↑  Mouritsen, Henrik (2011) The Freedman in the Roman World. Cambridge University Press. p. 36
163. ↑  Berger, Adolf (1953, 1991). libertus in Encyclopedic Dictionary of Roman Law. American Philological Society. p. 564.
164. ↑  Berger, entry on libertinus, Encyclopedic Dictionary of Roman Law, p. 564.
165. ↑  Boardman, pp. 217–218
166. ↑  Syme, Ronald (1999) Provincial at Rome: and Rome and the Balkans 80 BC – AD 14. University of Exeter Press. pp. 12–13. ISBN 0859896323.
167. ↑  Boardman, pp. 215, 221–222
168. ↑  Millar, p. 88. The standard complement of 600 was flexible; twenty quaestors, for instance, held office each year and were thus admitted to the Senate regardless of whether there were "open" seats.
169. 1 2  Millar, "Empire and City," p. 88.
170. ↑  Eck, "Emperor, Senate and Magistrates," pp. 218–219.
171. ↑  His name was Tiberius Claudius Gordianus; Eck, "Emperor, Senate and Magistrates," p. 219.
172. ↑  MacMullen, Ramsay (1966). "Provincial Languages in the Roman Empire". The American Journal of Philology. Quyển 87 số 1. tr. 1–17. doi:10.2307/292973. JSTOR 292973.
173. ↑  Wiseman, "The Definition of Eques Romanus," pp. 71–72, 76.
174. ↑  Fear, Andrew (2007) "War and Society," in The Cambridge History of Greek and Roman Warfare: Rome from the Late Republic to the Late Empire. Cambridge University Press, vol. 2. pp. 214–215. ISBN 0521782740.
175. ↑  Bennett, Julian (1997). Trajan: Optimus Princeps: a Life and Times. Routledge. tr. 5. ISBN 978-0-415-16524-2.
176. ↑  Millar, "Empire and City," pp. 87–88.
177. ↑  Morris, p. 188
178. ↑  Millar, pp. 87–88.
179. ↑  Millar, "Empire and City," p. 96.
180. ↑  Wolfgang Liebeschuetz, "The End of the Ancient City," in The City in Late Antiquity (Taylor & Francis, 2001), pp. 26–27.
181. ↑  Millar, p. 90, calls them "status-appellations."
182. ↑  Millar, p. 91.
183. ↑  Verboven, Koenraad (2007). "The Associative Order: Status and Ethos among Roman Businessmen in Late Republic and Early Empire". Athenaeum. Quyển 95. tr. 870–72. hdl:1854/LU-395187.
184. 1 2 3 4  Peachin, pp. 153–154
185. ↑  Perkins, Judith (2009) Early Christian and Judicial Bodies. Walter de Gruyter. pp. 245–246
186. ↑  Peachin, p. 475.
187. ↑  Gaughan, Judy E. (2010) Murder Was Not a Crime: Homicide and Power in the Roman Republic. University of Texas Press. p. 91. ISBN 0292725671.
188. ↑  Kelly, Gordon P. (2006) A History of Exile in the Roman Republic. Cambridge University Press. p. 8. ISBN 0521848601.
189. ↑  Coleman, K. M. (2012). "Fatal Charades: Roman Executions Staged as Mythological Enactments". Journal of Roman Studies. Quyển 80. tr. 44–73. doi:10.2307/300280. JSTOR 300280.
190. ↑  Robinson, O.F. (2007) Penal Practice and Penal Policy in Ancient Rome. Routledge. p. 108.
191. ↑  The imperial cult in Roman Britain-Google docs
192. ↑  Yann Le Bohec, The Imperial Roman Army, translated by Raphael Bate (Routledge, 2000, originally published 1989 in French), p. 8.
193. ↑  Le Bohec, The Imperial Roman Army, pp. 14–15.
194. ↑  Plutarch, Moralia Moralia 813c and 814c
195. ↑  Potter (2009), pp. 181–182
196. ↑  Luttwak, Edward (1976/1979) The Grand Strategy of the Roman Empire, Johns Hopkins University Press. p. 30. ISBN 0-8018-2158-4.
197. ↑  Ando, "The Administration of the Provinces," p. 184.
198. ↑  Ando, "The Administration of the Provinces," p. 181.
199. ↑  Abbott, 342
200. ↑  Abbott, 357
201. 1 2  Abbott, 345
202. ↑  Abbott, 354
203. ↑  Abbott, 341
204. ↑  Goldsworthy, Adrian (2003). "The Life of a Roman Soldier". The Complete Roman Army. London: Thames & Hudson. tr. 80. ISBN 0-500-05124-0.
205. ↑  Olivier J. Hekster, "Fighting for Rome: The Emperor as a Military Leader," in Impact of the Roman Army (200 BC–AD 476) (Brill, 2007), p. 96.
206. 1 2 3  The complete Roman army by Adrian Goldsworthy, 2003 chapter The Army of the Principate, p.50; ISBN 0-500-05124-0
207. ↑  The complete Roman army by Adrian Goldsworthy, 2005 chapter The Army of the Principate, p.183; ISBN 0-500-05124-0
208. ↑  Rome and her enemies published by Osprey, 2005 part 3 Early Empire 27BC — AD 235, chapter 9 The Romans, section Remuneration, p.183; ISBN 978-1-84603-336-0
209. ↑  Tacitus Annales IV.5
210. ↑  Goldsworthy (2003) 51
211. ↑  The complete Roman army by Adrian Goldsworthy 2003, chapter After Service, p.114; ISBN 0-500-05124-0
212. ↑  Ando, "The Administration of the Provinces," p. 183.
213. ↑  Ando, "The Administration of the Provinces," pp. 177–179. Most government records that are preserved come from Roman Egypt, where the climate preserved the papyri.
214. 1 2  Ando, "The Administration of the Provinces," p. 179.
215. ↑  Ando, "The Administration of the Provinces," p. 179. The exclusion of Egypt from the senatorial provinces dates to the rise of Octavian before he became Augustus: Egypt had been the stronghold of his last opposition, Mark Antony and his ally Cleopatra.
216. 1 2  Ando, "The Administration of the Provinces," p. 180.
217. ↑  Peter Garnsey and Richard Saller, The Roman Empire: Economy, Society and Culture (University of California Press, 1987), p. 110.
218. ↑  Garnsey and Saller, The Roman Empire: Economy, Society and Culture, p. 110; Clifford Ando, "The Administration of the Provinces," in A Companion to the Roman Empire (Blackwell, 2010), pp. 184–185.
219. ↑  Adda B. Bozeman, Politics and Culture in International History from the Ancient Near East to the Opening of the Modern Age (Transaction Publishers, 2010, 2nd ed., originally published 1960 by Princeton University Press), pp. 208–20
220. ↑  Garnsey and Saller, The Roman Empire: Economy, Society and Culture, p. 110; Ando, "The Administration of the Provinces," pp. 184–185. This practice was established in the Republic; see for instance the case of Contrebian water rights heard by G. Valerius Flaccus as governor of Hispania in the 90s–80s BC.
221. ↑  Garnsey and Saller, The Roman Empire, pp. 110–111.
222. ↑  Elizabeth DePalma Digeser, The Making of a Christian Empire: Lactantius and Rome (Cornell University Press, 2000), p. 53.
223. 1 2 3  Ando, "The Administration of the Provinces," p. 187.
224. ↑  Ando, "The Administration of the Provinces," pp. 185–187.
225. ↑  Ando, "The Administration of the Provinces," p. 185; Hopkins, "The Political Economy of the Roman Empire," p. 184.
226. ↑  Ando, "The Administration of the Provinces," p. 185.
227. 1 2  Ando, "The Administration of the Provinces," p. 188.
228. ↑  Ando, "The Administration of the Provinces," p. 186.
229. ↑  Cassius Dio 55.31.4.
230. ↑  Tacitus, Annales 13.31.2.
231. ↑  This was the vicesima libertatis, "the twentieth for freedom"; Ando, "The Administration of the Provinces," p. 187.
232. ↑  An, Jiayao (2002). "When Glass Was Treasured in China". Trong Juliano, Annette L.; Lerner, Judith A. (biên tập). Silk Road Studies VII: Nomads, Traders, and Holy Men Along China's Silk Road. Brepols Publishers. tr. 83–84. ISBN 978-2-503-52178-7.
233. ↑  Potter (2009), tr. 283.
234. 1 2 3 4  Potter (2009), tr. 285.
235. ↑  Potter (2009), tr. 285–286, 296ff.
236. ↑  David Kessler and Peter Temin, "Money and Prices in the Early Roman Empire," in The Monetary Systems of the Greeks and Romans, in The Monetary Systems of the Greeks and Romans (Oxford University Press, 2008), n.p.
237. ↑  Kenneth W. Hart, Coinage in the Roman Economy, 300 B.C. to A.D. 700 (Johns Hopkins University Press, 1996), p. 135.
238. ↑  Mireille Corbier, "Coinage and Taxation: The State's Point of View, A.D. 193–337," in Cambridge Ancient History: The Crisis of Empire, A.D. 193–197 (Cambridge University Press, 2005), vol. 12, p. 333.
239. ↑  Colin Wells, The Roman Empire (Harvard University Press, 1984, 1992), p. 8.
240. ↑  W.V. Harris, "The Nature of Roman Money," in The Monetary Systems of the Greeks and Romans, n.p.
241. ↑  Kessler and Temin, "Money and Prices in the Early Roman Empire," n.p.
242. ↑  Walter Scheidel, "The Monetary Systems of the Han and Roman Empires", in: Scheidel, Walter, ed. (2009): Rome and China. Comparative Perspectives on Ancient World Empires (Oxford University Press, 2009), New York, ISBN 978-0-19-533690-0, pp. 137–207, especially p. 205.
243. ↑  Harris, "The Nature of Roman Money," n.p.
244. ↑  Jean Andreau, Banking and Business in the Roman World (Cambridge University Press, 1999), p. 2.
245. ↑  Andreau, Banking and Business in the Roman World, p. 2; Harris, "The Nature of Roman Money," n.p.
246. ↑  Tacitus, Annales 6.17.3.
247. 1 2 3  Harris, "The Nature of Roman Money," in The Monetary Systems of the Greeks and Romans, n.p.
248. ↑  Richard Duncan-Jones, Money and Government in the Roman Empire (Cambridge University Press, 1994), pp. 3–4.
249. ↑  Hart, Coinage in the Roman Economy, 300 B.C. to A.D. 700, p. 125–136.
250. ↑  Hart, Coinage in the Roman Economy, 300 B.C. to A.D. 700, pp. 128–129.
251. ↑  Harris, "The Nature of Roman Money," in The Monetary Systems of the Greeks and Romans, n.p.; Hart, Coinage in the Roman Economy, 300 B.C. to A.D. 700, pp. 128–129.
252. ↑  "Mining," in Late Antiquity: A Guide to the Postclassical World p. 579.
253. ↑  Wilson, Andrew (2002): "Machines, Power and the Ancient Economy", The Journal of Roman Studies, Vol. 92, pp. 1–32 (17–21, 25, 32)
254. ↑  Craddock, Paul T. (2008): "Mining and Metallurgy", in: Oleson, John Peter (ed.): The Oxford Handbook of Engineering and Technology in the Classical World, Oxford University Press, ISBN 978-0-19-518731-1, p. 108; Sim, David; Ridge, Isabel (2002): Iron for the Eagles. The Iron Industry of Roman Britain, Tempus, Stroud, Gloucestershire, ISBN 0-7524-1900-5, p. 23; Healy, John F. (1978): Mining and Metallurgy in the Greek and Roman World, Thames and Hudson, London, ISBN 0-500-40035-0, p. 196. Assumes a productive capacity of c. 1.5 kg per capita.Healy, John F. (1978): Mining and Metallurgy in the Greek and Roman World, Thames and Hudson, London, ISBN 0-500-40035-0, p. 196
255. 1 2  Hong, Sungmin; Candelone, Jean-Pierre; Patterson, Clair C.; Boutron, Claude F. (1996): "History of Ancient Copper Smelting Pollution During Roman and Medieval Times Recorded in Greenland Ice", Science, Vol. 272, No. 5259, pp. 246–249 (366–369); cf. also Wilson, Andrew (2002): "Machines, Power and the Ancient Economy", The Journal of Roman Studies, Vol. 92, pp. 1–32 (25–29)
256. ↑  Callataÿ, François de (2005): "The Graeco-Roman Economy in the Super Long-Run: Lead, Copper, and Shipwrecks", Journal of Roman Archaeology, Vol. 18, pp. 361–372 (361–369); Hong, Sungmin; Candelone, Jean-Pierre; Patterson, Clair C.; Boutron, Claude F. (1996): "History of Ancient Copper Smelting Pollution During Roman and Medieval Times Recorded in Greenland Ice", Science, Vol. 272, No. 5259, pp. 246–249 (247, fig. 1 and 2; 248, table 1); Hong, Sungmin; Candelone, Jean-Pierre; Patterson, Clair C.; Boutron, Claude F. (1994): "Greenland Ice Evidence of Hemispheric Lead Pollution Two Millennia Ago by Greek and Roman Civilizations", Science, Vol. 265, No. 5180, pp. 1841–1843; Settle, Dorothy M.; Patterson, Clair C. (1980): "Lead in Albacore: Guide to Lead Pollution in Americans", Science, Vol. 207, No. 4436, pp. 1167–1176 (1170f.)
257. ↑  Hong, Sungmin; Candelone, Jean-Pierre; Patterson, Clair C.; Boutron, Claude F. (1994). "Greenland Ice Evidence of Hemispheric Lead Pollution Two Millennia Ago by Greek and Roman Civilizations". Science. Quyển 265 số 5180. tr. 1841–1843. doi:10.1126/science.265.5180.1841. PMID 17797222.
258. ↑  Patterson, C. C. (1972): "Silver Stocks and Losses in Ancient and Medieval Times", The Economic History Review, Vol. 25, No. 2, pp. 205–235 (228, table 6); Callataÿ, François de (2005): "The Graeco-Roman Economy in the Super Long-Run: Lead, Copper, and Shipwrecks", Journal of Roman Archaeology, Vol. 18, pp. 361–372 (365f.)
259. ↑  Patterson, C. C. (1972): "Silver Stocks and Losses in Ancient and Medieval Times", The Economic History Review, Vol. 25, No. 2, pp. 205–235 (216, table 2); Callataÿ, François de (2005): "The Graeco-Roman Economy in the Super Long-Run: Lead, Copper, and Shipwrecks", Journal of Roman Archaeology, Vol. 18, pp. 361–372 (365f.)
260. ↑  Hopkins, The Political Economy of the Roman Empire, p. 197.
261. ↑  Kevin Greene, The Archaeology of the Roman Economy p. 17.
262. ↑  W.V. Harris, "Trade," in The Cambridge Ancient History: The High Empire A.D. 70–192 (Cambridge University Press, 2000), vol. 11, p. 713.
263. ↑  Harris, "Trade," in CAH 11, p. 714.
264. ↑  Roger Bradley Ulrich, Roman Woodworking (Yale University Press, pp. 1–2.
265. 1 2  Stambaugh, The Ancient Roman City, p. 253.
266. ↑  Ray Laurence, "Land Transport in Roman Italy: Costs, Practice and the Economy," in Trade, Traders and the Ancient City (Routledge, 1998), p. 129.
267. ↑  Keith Hopkins, "The Political Economy of the Roman Empire," in The Dynamics of Ancient Empires: State Power from Assyria to Byzantium (Oxford University Press, 2009), p. 187.
268. ↑  Holleran, Shopping in Ancient Rome, p. 142.
269. ↑  Harris, "Trade," in CAH 11, p. 713.
270. ↑  Harris, "Trade," in CAH 11, p. 710.
271. ↑  Harris, "Trade," in CAH 11, pp. 717–729.
272. ↑  Hopkins, "The Political Economy of the Roman Empire," p. 196.
273. ↑  Verboven, "The Associative Order: Status and Ethos among Roman Businessmen," preprint pp. 18, 23.
274. ↑  Eborarii and citriarii: Verboven, "The Associative Order: Status and Ethos among Roman Businessmen," preprint p. 21.
275. ↑  "Slavery in Rome," in The Oxford Encyclopedia of Ancient Greece and Rome (Oxford University Press, 2010), p. 323.
276. ↑  "Slavery in Rome," in The Oxford Encyclopedia of Ancient Greece and Rome, p. 323.
277. ↑  Garnsey and Saller, The Roman Empire: Economy, Society and Culture, p. 111.
278. ↑  A.H.M. Jones, "The Cloth Industry under the Roman Empire," Economic History Review 13.2 (1960), pp. 184–185.
279. ↑  Scheidel, Walter; Morris, Ian; Saller, Richard, eds. (2007): The Cambridge Economic History of the Greco-Roman World, Cambridge University Press, ISBN 978-0-521-78053-7
280. ↑  Lo Cascio, Elio; Malanima, Paolo (Dec. 2009): "GDP in Pre-Modern Agrarian Economies (1–1820 AD). A Revision of the Estimates", Rivista di storia economica, Vol. 25, No. 3, pp. 391–420 (391–401)
281. ↑  Maddison 2007, pp. 47–51
282. ↑  World history by per capita GDP
283. ↑  W. L. MacDonald, The Architecture of the Roman Empire, rev. ed. Yale University Press, New Haven, 1982, fig. 131B; Lechtman and Hobbs "Roman Concrete and the Roman Architectural Revolution"
284. ↑  Vitruvius, De Arch. Book 1, preface. section 2
285. ↑  Encyclopaedia Britannica, Apollodorus of Damascus, "Greek engineer and architect who worked primarily for the Roman emperor Trajan."
George Sarton (1936), "The Unity and Diversity of the Mediterranean World", Osiris 2: 406-463 [430]
Giuliana Calcani, Maamoun Abdulkarim (2003). Apollodorus of Damascus and Trajan's Column: From Tradition to Project. L'Erma di Bretschneider. tr. 11. ISBN 88-8265-233-5. ...focusing on the brilliant architect Apollodorus of Damascus. This famous Syrian personage represents...
Hong-Sen Yan, Marco Ceccarelli (2009). International Symposium on History of Machines and Mechanisms: Proceedings of HMM 2008. Springer. tr. 86. ISBN 1-4020-9484-1. He had Syrian origins coming from Damascus
286. ↑  Smith 1970, tr. 60f.; Smith 1971, tr. 26; Schnitter 1978, tr. 28
287. ↑  Chandler, Fiona "The Usborne Internet Linked Encyclopedia of the Roman World", page 80. Usborne Publishing 2001
288. ↑  Forman, Joan "The Romans", page 34. Macdonald Educational Ltd. 1975
289. ↑  J. Crow 2007 "Earth, walls and water in Late Antique Constantinople" in Technology in Transition AD 300–650 in ed. L.Lavan, E.Zanini & A. Sarantis Brill, Leiden
290. ↑  Jones, R. F. J. and Bird, D. G., Roman gold-mining in north-west Spain, II: Workings on the Rio Duerna, Journal of Roman Studies 62 (1972): 59-74.
291. ↑  Jones, Mark Wilson Principles of Roman Architecture. New Haven: Yale University Press, 2000.
292. ↑  Kevin Greene, "Technological Innovation and Economic Progress in the Ancient World: M.I. Finley Re-Considered", The Economic History Review, New Series, Vol. 53, No. 1. (Feb., 2000), pp. 29–59 (39)
293. ↑  Scott, 404
294. ↑  "Resisting Slavery in Ancient Rome". BBC. Truy cập ngày 20 tháng 6 năm 2008.
295. ↑  "Slavery in Ancient Rome". Truy cập ngày 20 tháng 6 năm 2008. {{Chú thích web}}: Đã bỏ qua tham số không rõ |publisher= (trợ giúp)
296. ↑  Farber, Allen. "Early Christian Art: An Introduction" (PDF). Truy cập ngày 23 tháng 1 năm 2012.
297. ↑  See also Harland, P. A., "Honours and Worship: Emperors, Imperial Cults and Associations at Ephesus (First to Third Centuries C.E.)", Studies in Religion/Sciences religieuses 25 (1996) 319–334.
298. ↑  Peter Brown, The Rise of Christendom 2nd edition (Oxford, Blackwell Publishing, 2003) p. 60